# Abbaye de Bonne-Espérance
Vous lisez un « article de qualité » labellisé en 2022.
Ne doit pas être confondu avec Abbaye Notre-Dame de Bonne-Espérance d'Échourgnac.
Pour les articles homonymes, voir Bonne-Espérance.
L'abbaye de Bonne-Espérance est située à Vellereille-les-Brayeux, aujourd'hui dans la commune d'Estinnes, à 4 km au sud-ouest de la ville de Binche, en Belgique.
Raynard, seigneur de Croix-lez-Rouveroy, offre à Hugues de Fosses, abbé de Prémontré, une partie de son alleu de Ramegnies. En 1126, Hugues de Fosses y envoie des religieux prémontrés emmenés par Odon, qui y fondent un nouveau monastère l'année suivante. Après plusieurs déménagements, la communauté norbertine s'établit vers 1130 sur le site actuel.
Au cours des XIIe et XIIIe siècles, la communauté acquiert plusieurs milliers d'hectares de terres. Le prélat Philippe de Harveng s'y distingue comme intellectuel. La situation économique de la communauté reste relativement stable jusqu’au XIVe siècle. Le XVIe siècle est marqué dans la région par les troubles politiques et religieux au cours desquels l'abbaye subit de nombreux pillages. Elle connait alors une période d'endettement et de précarité.
À partir du XVIIe siècle, Bonne-Espérance commence à restaurer les bâtiments abbatiaux, s'appuyant en partie sur des mécènes, notamment les gouverneurs des Pays-Bas espagnols. L'abbaye est fermée et vendue après la Révolution française. Les chanoines survivants parviennent à la racheter, mais les difficultés à reformer la communauté sont telles qu'ils décident, en 1821, de faire don de leur abbaye au séminaire du diocèse de Tournai. Ce dernier y fonde en 1830 un établissement d'enseignement, aujourd'hui appelé le collège Notre-Dame de Bonne-Espérance.
L'ensemble architectural de l'ancienne abbaye de Bonne-Espérance a survécu totalement aux destructions de la Révolution française. Ce site est classé en 1973 et inscrit depuis 1993 sur la liste du patrimoine immobilier exceptionnel de la Wallonie.

## Géographie

### Localisation
Proche de l'ancienne chaussée romaine de Bavay à Cologne, l'abbaye de Bonne-Espérance est située à Vellereille-les-Brayeux, aujourd'hui dans la commune d'Estinnes, en Belgique, dans la province de Hainaut, précisément à 4 km au sud-ouest de la ville de Binche.
Bonne-Espérance surplombe la vallée de la Haine et se situe au point de confluence de deux petits cours d'eau, le ruisseau de Pincemaille et le ruisseau des Marais, qui prennent leur source à 2 ou 3 km de là, non loin de la ligne de crête séparant le bassin de la Meuse de celui de l'Escaut.

### Abbayes voisines
| \| Aulne Bélian Lobbes L'Olive Saint-Denis Saint-Ghislain Saint-Feuillien La Thure Val des Écoliers Épinlieu Hautmont Maubeuge Bonne-Espérance Liessies Crespin Saint-Jean-Baptiste Ghislenghien Cambron \| Abbayes voisines de Bonne-Espérance dans le Hainaut. |
| Aulne Bélian Lobbes L'Olive Saint-Denis Saint-Ghislain Saint-Feuillien La Thure Val des Écoliers Épinlieu Hautmont Maubeuge Bonne-Espérance Liessies Crespin Saint-Jean-Baptiste Ghislenghien Cambron                                                            |

## Histoire
L'histoire de l'abbaye de Bonne-Espérance est mal connue. En effet, on ne dispose que d'informations incomplètes sur l'économie, les abbés et les constructions entreprises au fil des siècles. Toutefois, une source importante permettant de retracer partiellement l’histoire de l’abbaye est le travail d’Englebert Maghe, 42e abbé de Bonne-Espérance. À la suite d'un conflit, Maghe vérifie, classe et copie toutes les archives de l'abbaye, qu'il compile en un cartulaire en dix-huit volumes. À partir de ce cartulaire et d'une chronique antérieure, Maghe fait publier en 1704 une Chronique de Bonne-Espérance,.

### Origines
Selon la tradition, l'abbaye est fondée grâce à la générosité de Raynard, seigneur de Croix-lez-Rouveroy. Son fils, Guillaume, est un adepte des idées de Tanchelin, un prédicateur anversois considéré comme hérétique par l'Église catholique. Norbert de Xanten, fondateur de l'ordre des chanoines réguliers de Prémontré, parvient néanmoins à convertir Guillaume de Croix, qui devient chanoine à l'abbaye de Prémontré. Raynard de Croix offre alors à Hugues de Fosses, abbé de Prémontré, une partie de son alleu de Ramegnies, un lieu-dit proche de Merbes-Sainte-Marie et Peissant,.
En 1126, Hugues de Fosses envoie à Ramegnies des religieux prémontrés emmenés par Odon, un chanoine de Laon, puis de Cuissy. Ils y fondent un nouveau monastère l'année suivante, mais ne restent pas longtemps à cet endroit et s'installent par la suite à Sart-Richevin, sur le territoire de Vellereille-les-Brayeux, toujours sous l'impulsion de Raynard et Béatrix de Croix. En 1128, la fondation est érigée en abbaye et, l'année suivante, Odon est nommé premier abbé de la communauté. Enfin, un second déménagement, vers 1130, mène Odon et ses chanoines au site actuel. Ces deux déménagements s'expliquent probablement par un manque d'eau et un sol instable.
L'origine du nom Bonne-Espérance demeure obscure. Ce nom apparait pour la première fois en 1131 dans une charte de Liétard, évêque de Cambrai. Selon une première hypothèse, les chanoines, ayant bon espoir d'avoir enfin trouvé un endroit stable pour y établir leur communauté, auraient baptisé leur maison Bona Spes, traduction latine de bonne espérance. La légende dit même qu'en découvrant le site, les religieux auraient prononcé la phrase « Bonæ spei fecisti filios tuos », qui signifie « Tu as inspiré à tes fils la bonne espérance » (Sg 12,19),. Une seconde hypothèse suppose que le lieu s'appelait déjà Bonne-Espérance et peut-être qu'un culte à Notre-Dame de Bonne-Espérance existait déjà à cet endroit au moment de la fondation de l'abbaye.

### Philippe de Harveng
Une personne-clé des débuts, qui participe substantiellement à la prospérité économique de la communauté, est le frère Philippe de Harveng (c. 1100-1183), prieur de Bonne-Espérance dès 1130-1131. Vers 1147, Philippe se querelle avec Bernard de Clairvaux au sujet du transfert d’un religieux de Bonne-Espérance vers l’abbaye de Clairvaux. Cet incident conduit les supérieurs de Philippe à le pousser l’exil en 1148. Cependant, trois ans plus tard, le chapitre général de Prémontré revient sur sa décision et l'innocente. En 1152, Philippe de Harveng peut donc regagner le monastère, dont il devient le deuxième prélat de 1157 à 1182.
Gestionnaire de Bonne-Espérance, Philippe de Harveng est surtout un grand intellectuel. On lui attribue plusieurs lettres à caractère théologique ou plus personnelles ; des œuvres d'exégèse comme un opuscule sur la Damnation de Salomon, des commentaires sur le Cantique des Cantiques. Son œuvre De institutione clericorum tractatus VI (« six petits traités sur les devoirs des clercs ») offre des informations utiles à la compréhension de la vie religieuse durant le XIIe siècle, notamment chez les Prémontrés. Philippe rédige également des vies de saints écrites en prose rimée, comme celles de Feuillen de Fosses, de Ghislain de Mons, de Landelin ou encore d'Oda de Rivreulle, contemporaine de Philippe, prieure d'un éphémère monastère norbertin dépendant de Bonne-Espérance et situé près de Faurœulx. Enfin, on lui a attribué bien souvent à tort certains poèmes.

### Développement économique

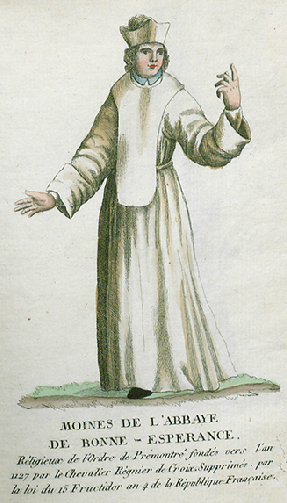
Habit d'un chanoine de Bonne-Espérance.

Les XIIe et XIIIe siècles représentent une période d’important développement économique pour l’abbaye : en moins de deux siècles, la communauté acquiert, par donation ou par achat, plusieurs milliers d'hectares de terres dispersées géographiquement. Comme dans d'autres abbayes prémontrées, l'exploitation de ces terres est très vite confiée à des frères convers, des hommes laïcs qui passent l'essentiel de leur journée à l'exercice de leur métier. Cependant, le nombre de frères convers travaillant pour Bonne-Espérance diminue dès le XIVe siècle, ce qui pousse l'abbaye à faire appel à des domestiques, puis à passer à un régime de tenure de certaines de ses terres. Cette situation entraine le déclin progressif de la prospérité de l'abbaye, qui l'amène à renvoyer tous les gens de métier.

### Guerres et pillages

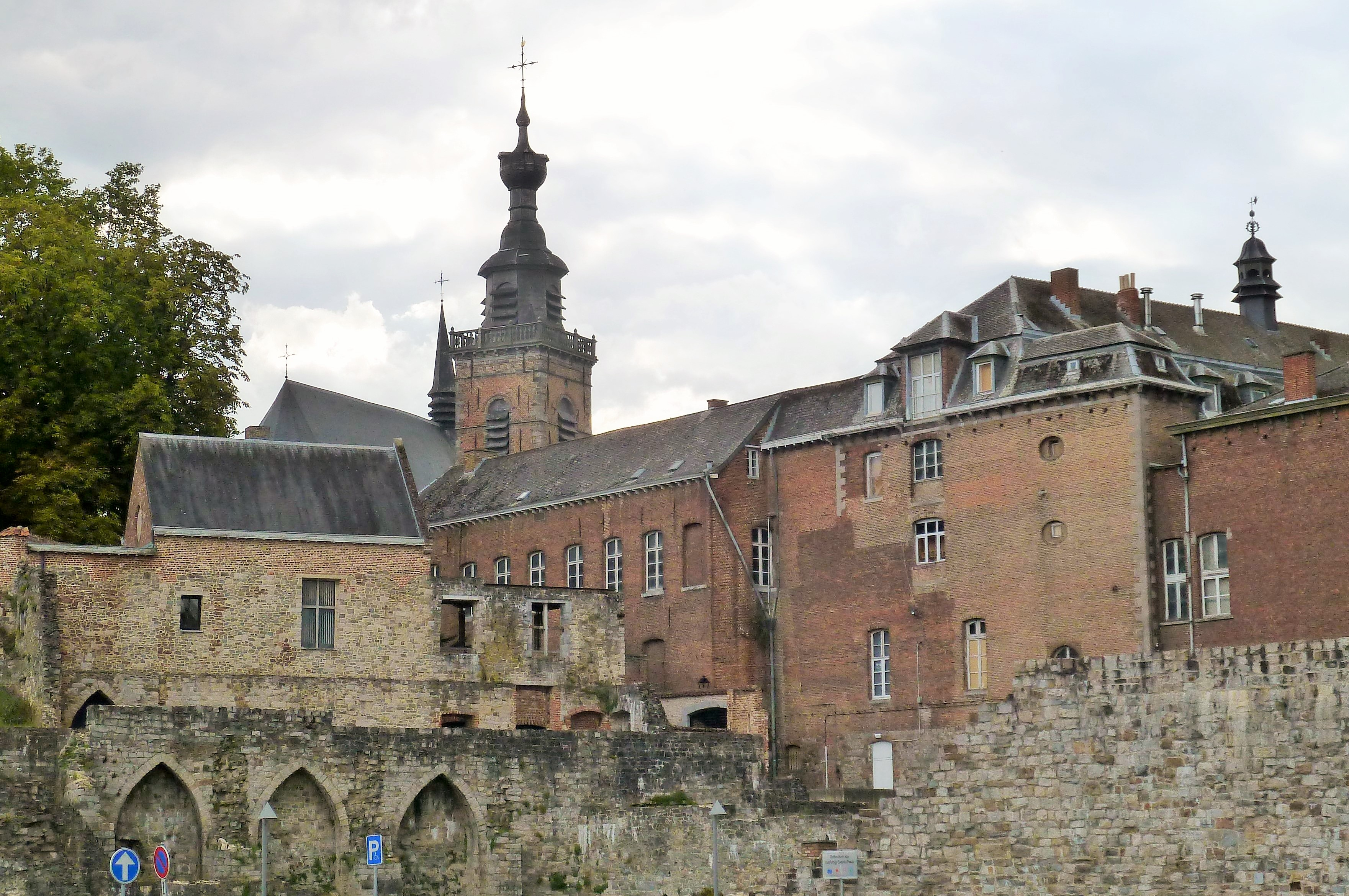
En bas à gauche, les vestiges du refuge de Bonne-Espérance à Binche.

La première moitié du XVIe siècle est marquée dans la région par la rivalité politique entre François Ier et Charles Quint. Durant cette période naissent également les tensions entre catholiques et protestants. La situation géographique de Bonne-Espérance est telle qu'elle subit onze pillages entre 1543 et 1794. En 1542, puis en 1554, les troupes du dauphin de France assiègent la ville de Binche, située à quatre kilomètres de l'abbaye. Les environs sont pillés par les soldats et l'abbaye n'échappe pas au pillage.
Dans le contexte des guerres de religion, les 10 et 11 novembre 1568, les troupes du prince d'Orange envahissent l'abbaye pour la piller, puis mettent le feu aux bâtiments. La communauté se tourne alors vers le refuge de Binche, que l'abbaye possède depuis 1380. Dès l'année suivante, l'abbé Jean Trusse (1559-1580) commence cependant à restaurer les bâtiments incendiés. En 1572, un autre refuge de l'abbaye situé à Mons est mis à sac par les troupes de Louis de Nassau et celui de Binche subit le même sort en 1576. Quant au refuge de Nivelles, il est incendié en 1599. S'ensuit alors une période d'endettement et de pauvreté pour la communauté.

### Renouveau

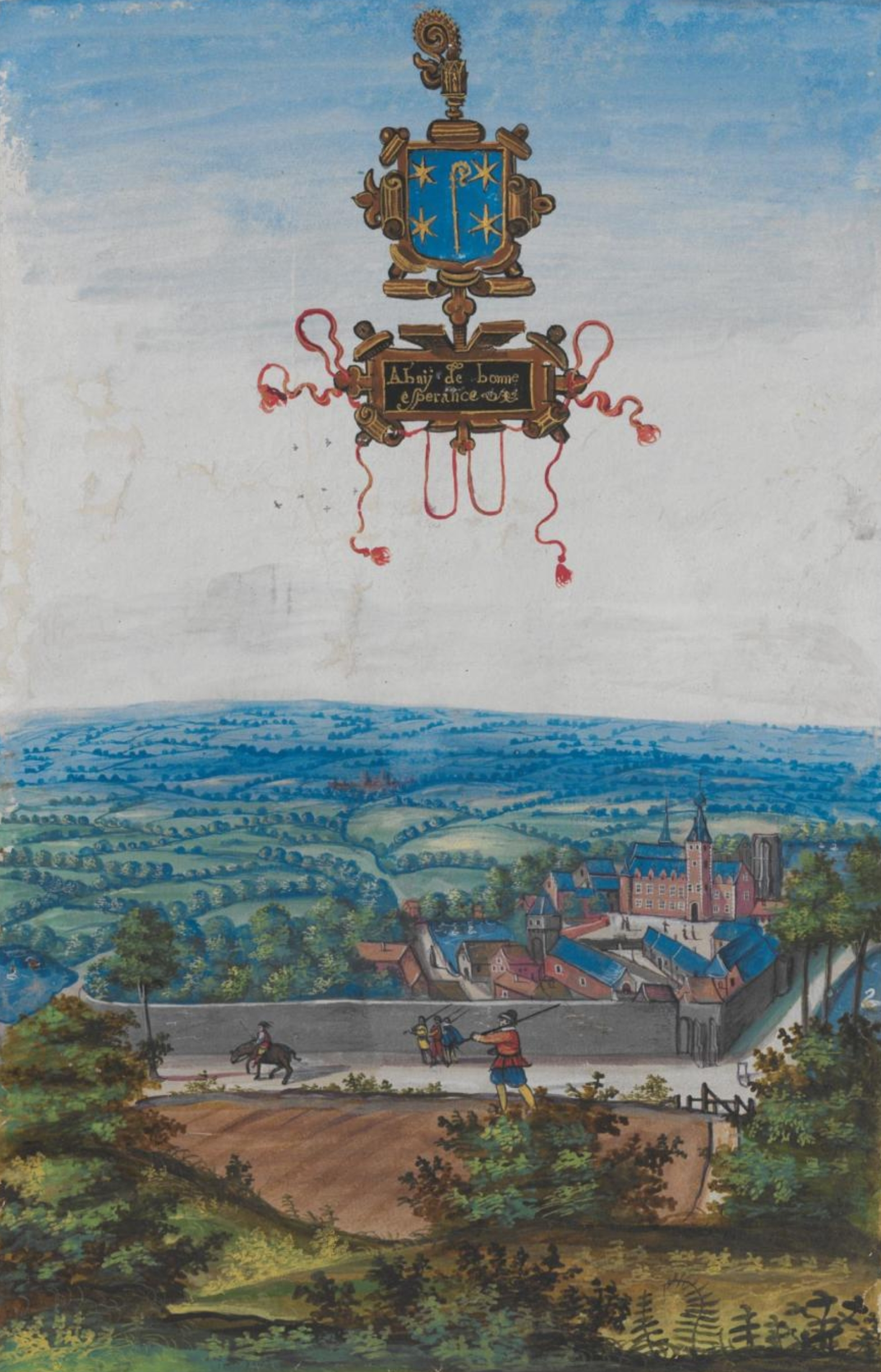
Bonne-Espérance vers 1600 (Albums de Croÿ). On distingue le clocher gothique à côté d'autres bâtiments aujourd'hui disparus.

Bonne-Espérance tente alors de se relever et emprunte des fonds pour pouvoir restaurer les bâtiments abbatiaux. Sous l'abbatiat de Jean Lucq (1580-1607), on restaure une partie du quartier abbatial à l'aide d'un emprunt. Les chanoines peuvent également compter sur de pieux mécènes. Grâce aux gouverneurs des Pays-Bas espagnols, les archiducs Albert de Habsbourg et Isabelle-Claire-Eugénie d'Autriche, qui se montrent généreux envers les communautés religieuses, l'abbé Nicolas Chamart (1607-1642) peut entreprendre la reconstruction de l'abbatiale dès 1608. En 1620, il reconstruit le dortoir incendié neuf ans plus tôt.
Cependant, les emprunts se multiplient sous l'abbatiat d'Augustin de Felleries (1642-1671) : la situation financière de l'abbaye est telle que son successeur, Englebert Maghe (1671-1708), doit faire face à douze procès. Maghe parvient à relever les finances de l'abbaye, notamment en faisant vendre des propriétés du monastère situées en France, mais doit cependant résoudre un important conflit lié à la baronnie de Chaumont, dont Bonne-Espérance possède les titres de propriété depuis des siècles. Ce conflit le pousse à vérifier, classer et copier toutes les archives de l'abbaye, qu'il compile en un cartulaire en dix-huit volumes : un travail colossal qui lui permet d'obtenir gain de cause dans ce procès, même si des réserves sont émises quant à la fiabilité d'un des documents concernant la baronnie de Chaumont. À partir de ce cartulaire et d'une chronique antérieure, Maghe fait publier en 1704 une Chronique de Bonne-Espérance, qui a peut-être été imprimée à l'abbaye même.
Au XVIIIe siècle, le comté de Hainaut, sous domination autrichienne, connait une longue période de prospérité et de paix. Un vaste chantier de modernisation des bâtiments de Bonne-Espérance commence alors sous la prélature de Jean Patoul (1708-1724) et se poursuit avec les abbés Jérôme Petit (1724-1752) et Adrien Houze (1752-1772). Ces nouveaux bâtiments néoclassiques sont l’œuvre de l'architecte montois Nicolas De Brissy. Le chantier se termine sous l'abbatiat de Bonaventure Daublain (1772-1793) avec l'achèvement de l'abbatiale de Laurent-Benoît Dewez en 1776 et la construction de la nouvelle infirmerie, dont la chapelle est achevée en 1791.

### Les conséquences de la Révolution française

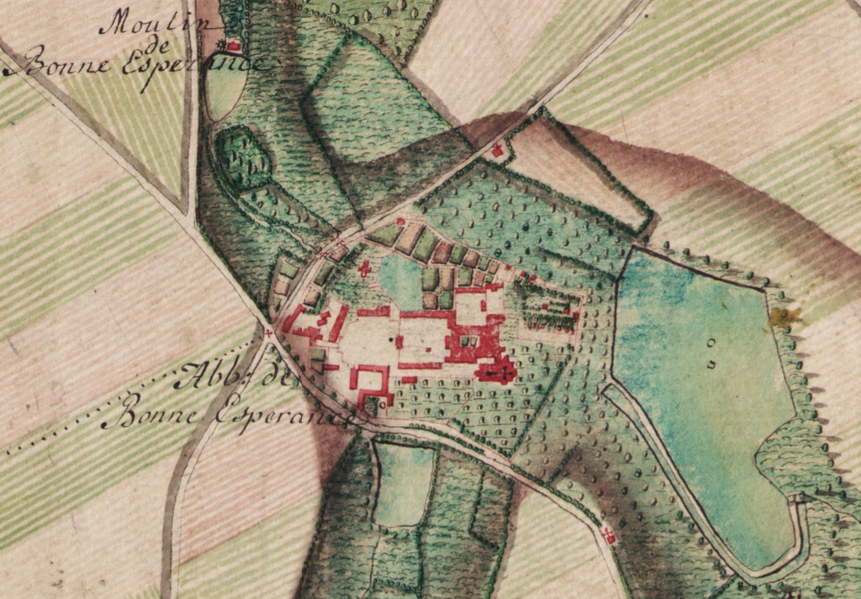
Bonne-Espérance et alentours sur la carte de Ferraris (1771-1778).

Après la bataille de Jemappes (6 novembre 1792), qui voit s'affronter les troupes révolutionnaires et autrichiennes, les chanoines sont contraints de quitter l'abbaye, qui est pillée la même année. Bonne-Espérance est déclarée « bien national » par les autorités françaises le 11 janvier 1793. Après la bataille de Neerwinden (18 mars 1793), les Autrichiens reprennent temporairement le contrôle de la région et les chanoines regagnent l'abbaye.
À la suite de la seconde invasion française, l'abbaye est tour à tour occupée par les troupes françaises et autrichiennes. Elle n'échappe pas aux impôts, aux réquisitions ainsi qu'au pillage des soldats et des populations avoisinantes. Une attestation datée du 15 septembre 1795 témoigne de la désolation de l'abbaye :
« 
nous sousignés maire, officiers municipaux et membre du conseil general de la commune de vellereille lez Brayeux attestons et certifions, a la demande du proviseur de l'abbaie de Bonne esperance, qu'après l'entrée de l'armée française en 1790 quatre V:S: nous avons vû et trouvés la susditte abbaie parsemée des registres, papiers, parchemins et même les campagnes adjacentes, le tout par pieces et morceaux, dont la plus grande partie s'est consommée dans les campagnes, différents cours et jardins de la maison : en foi de quoi nous avons signés le vingt neuf fructidor 3e année républicaine.
 »
Le 6 mars 1797, les autorités françaises chassent définitivement les derniers chanoines de Bonne-Espérance. Le 13 mars 1798 (23 ventôse an VI), les bâtiments sont vendus et rachetés en secret par les religieux via le fermier de la basse-cour, dans l'espoir de reformer la communauté. À partir de 1805, les chanoines veulent rétablir l'abbaye mais ils manquent de ressources pour concrétiser leur projet. Par ailleurs, Napoléon et, après 1815, Guillaume Ier des Pays-Bas s'opposent au retour des ordres religieux. Les difficultés à reprendre la vie monastique sont telles que Winand Dupont, le procureur de la communauté, adresse une supplique au pape Pie VII, le 25 novembre 1819, proposant de céder les bâtiments abbatiaux au diocèse de Tournai. Finalement, trois religieux représentant les 24 chanoines survivants se résolvent à signer, le 29 décembre 1821, l'acte de donation de leur abbaye au séminaire épiscopal du diocèse de Tournai, pour que ce dernier puisse y établir un « petit séminaire »,.

### Depuis 1830

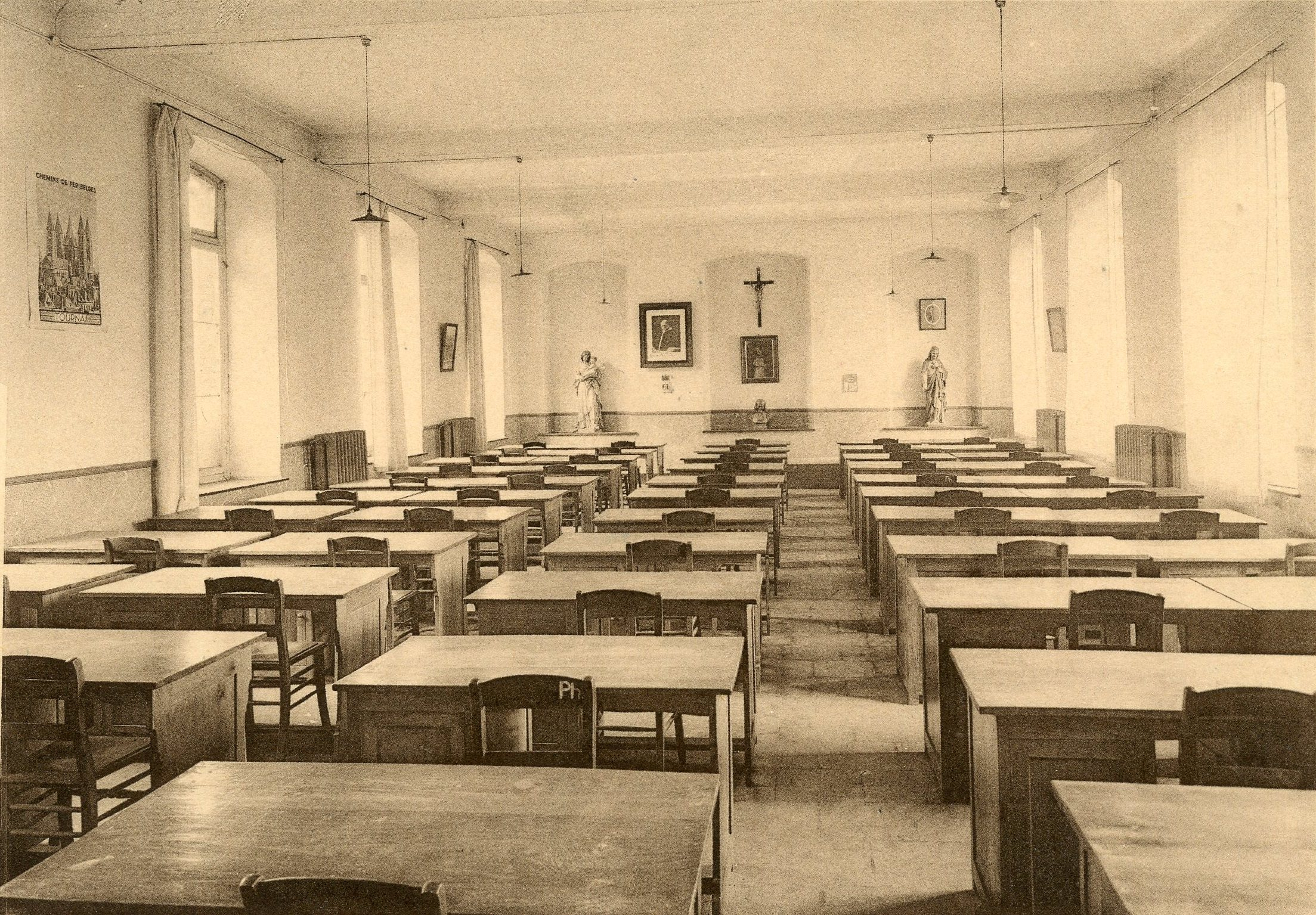
Une salle d'étude dans les années 1930.

Après des travaux de restauration des bâtiments abbatiaux en février 1830, l'évêché de Tournai décide d'ouvrir à Bonne-Espérance, le 4 mai de la même année, un « petit séminaire », c'est-à-dire un établissement d'enseignement secondaire destiné en premier lieu à la formation des prêtres. En 1834, le diocèse transfère de Tournai à Bonne-Espérance la section de philosophie préparatoire au grand séminaire.
Gaspar-Joseph Labis, évêque de Tournai, entrevoit également, en 1838, la création d'une « école normale primaire » destinée à la formation des instituteurs de l'enseignement libre. Celle-ci est inaugurée à Bonne-Espérance en janvier 1839 et, rapidement, une petite « école primaire d'application » y est ouverte. En 1861, le personnel de l'école normale n'est plus sous l'autorité du président du séminaire, mais d'un directeur autonome. Pour diverses raisons, notamment par manque de place et en raison de la vétusté de certains locaux, son transfert est évoqué plusieurs fois à la fin du XIXe siècle. L'école normale déménage finalement en 1925, dans ses nouveaux locaux de Braine-le-Comte,.
La section de philosophie ferme ses portes en 1968, alors que le nombre de prêtres qui enseignent à Bonne-Espérance diminue sensiblement. En 1985, l'établissement d'enseignement primaire et secondaire (appelé aujourd'hui « collège Notre-Dame de Bonne-Espérance ») accueille également les élèves externes et les filles. L'internat, ouvert officiellement pour la première fois aux filles en septembre 2013, est encore occupé à ce jour par environ 80 pensionnaires.
En 2013, le diocèse de Tournai décide de créer un « Centre d'histoire et d'art sacré en Hainaut » (CHASHa) à Bonne-Espérance. Cette association sans but lucratif est destinée à la conservation du patrimoine religieux de tout le diocèse. Un espace muséal a été inauguré dans l'ancienne sacristie de la basilique, tandis que d'autres locaux servent de conservatoire pour les nombreuses œuvres provenant de tout le Hainaut.

## Activités de l'abbaye

### La copie de manuscrits

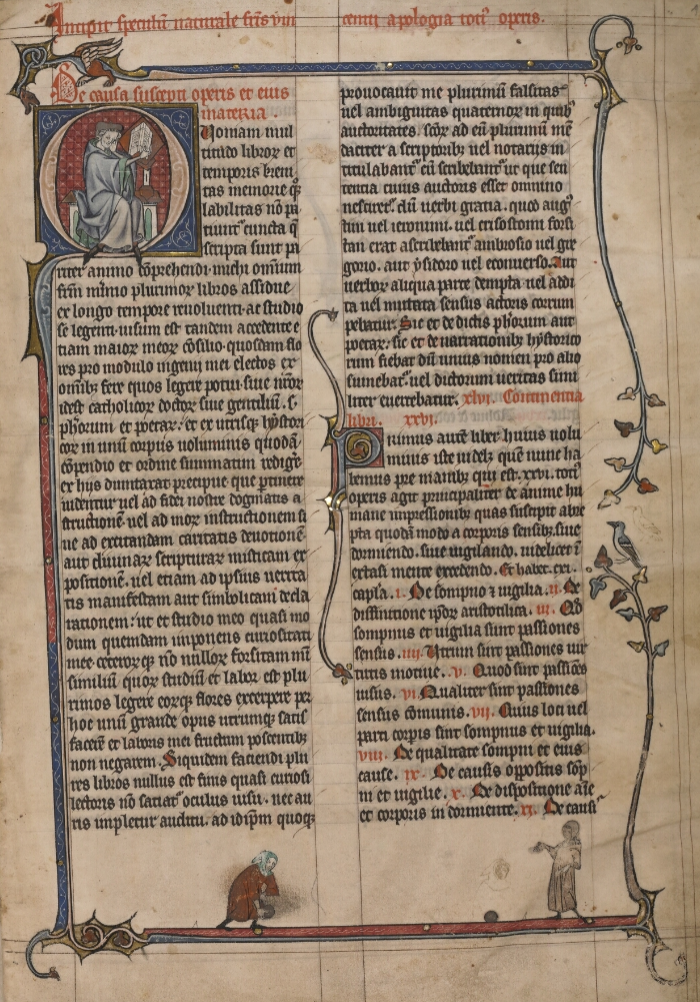
Une page du Speculum naturale de Vincent de Beauvais, manuscrit du XIVe siècle s. copié à Bonne-Espérance.

Dès le début, un travail de copie de manuscrits a été effectué à l'abbaye, même si les sources ne mentionnent pas explicitement la présence d'un scriptorium à Bonne-Espérance. Bien que beaucoup de manuscrits aient disparu, une soixantaine d'entre eux produits à Bonne-Espérance existent toujours et sont conservés dans des institutions spécialisées à Mons, Bruxelles, La Haye, Paris, Maredsous et Tournai,.
En voici quelques exemples. De 1132 à 1135, le frère Henri a transcrit le texte intégral d'une Bible, aujourd'hui partiellement conservée à la bibliothèque royale de Belgique,, dont le décor a probablement été exécuté ultérieurement par trois « mains » de 1135 à 1140. En 1155, le diacre Rainard de Bonne-Espérance a copié un exemplaire des Antiquités judaïques de Flavius Josèphe, qui se trouve aujourd'hui à la bibliothèque de l'université de Mons. Plusieurs autres œuvres copiées aux XIIe et XIIIe siècles à Bonne-Espérance sont également conservées dans cette même bibliothèque : des écrits d'Eusèbe de Césarée, d'Isidore de Séville, de Hugues de Saint-Victor, de Darès le Phrygien ou encore la Grammaire de Priscien de Césarée. Vers 1300 ont notamment été copiés à Bonne-Espérance le Decretum Gratiani,, de même que les Speculum historiale et Speculum naturale de Vincent de Beauvais. Enfin subsiste toujours le cartulaire de Bonne-Espérance en dix-huit volumes compilé par Englebert Maghe.

### Le ministère paroissial

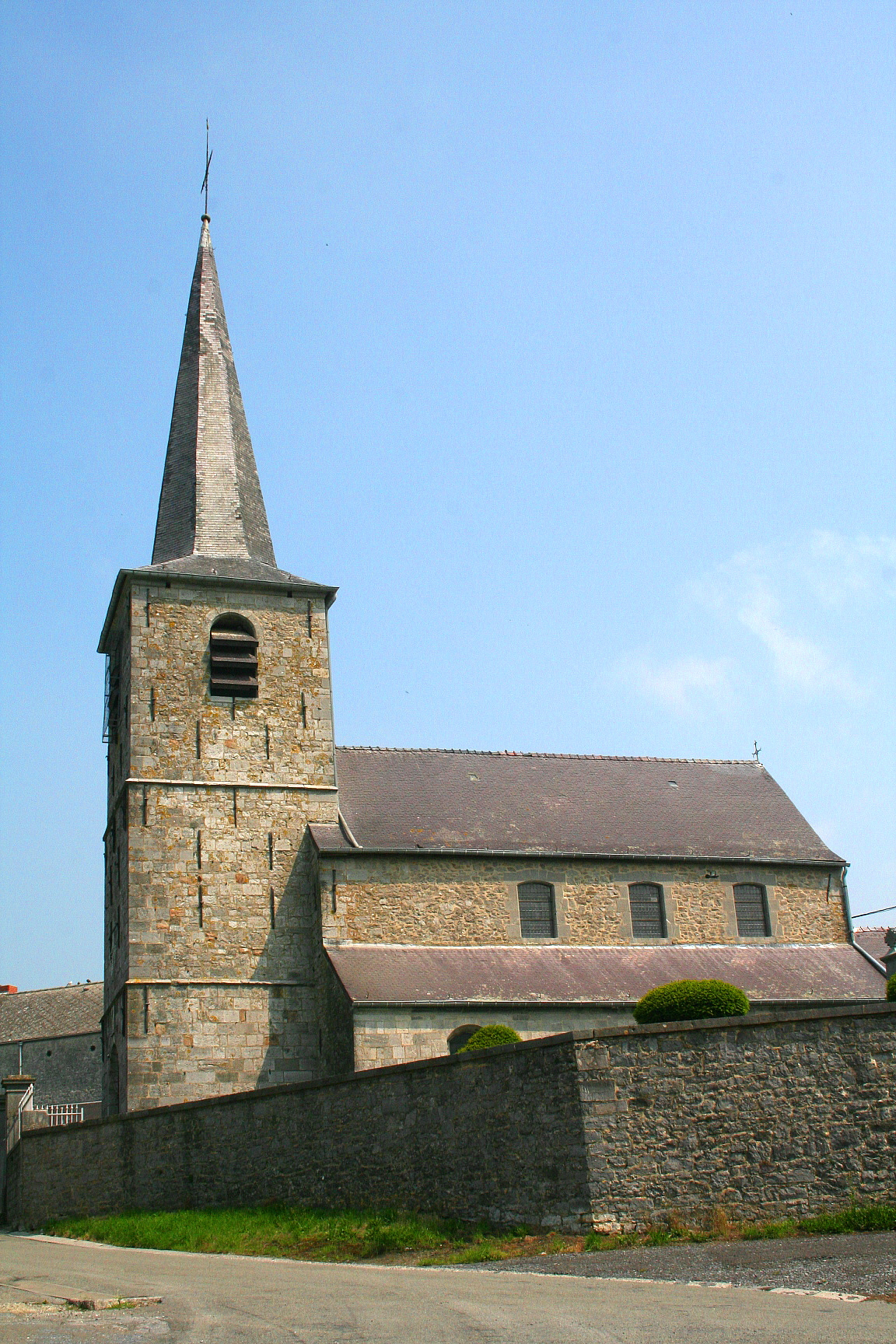
L'église Saint-Martin de Leugnies (XIIIe siècle s.).

Certains chanoines de Bonne-Espérance exerçaient également une activité extérieure, le ministère paroissial, puisque l'abbaye a reçu, dès le XIIe siècle, le patronage de plusieurs paroisses. Jusqu'à la fin du XVIIIe siècle, ces paroisses étaient donc généralement desservies par des chanoines et non par le clergé séculier.
Bonne-Espérance en tirait des avantages économiques. À Gentinnes, par exemple, Bonne-Espérance possédait un patrimoine foncier lié à la cure. Elle percevait également une partie de la dime sur l'ensemble du village, une autre partie étant prélevée par l'abbaye de Gembloux. L'abbé de Bonne-Espérance était également seigneur à Gentinnes, c'est pourquoi il y percevait aussi des cens et des rentes.
Sous l'abbatiat de Philippe de Harveng, Bonne-Espérance a obtenu le patronage de plusieurs paroisses : Leugnies en 1161, Familleureux en 1162, Haine-Saint-Paul (avec Bois-d'Haine et Fayt) en 1163, Seneffe en 1167, Thorembais-Saint-Trond en 1172, Orbais en 1173, Erquelinnes en 1175 ; Feluy, Morlanwelz et Anderlues en 1177. À la fin du XIIe se sont ajoutées à la liste Gentinnes en 1187, Courcelles en 1188, Sombreffe en 1190 et Chaumont en 1196,. Acquises au XIIe siècle, les paroisses de Croix-lez-Rouveroy, Carnières, Ressaix et Mont-Sainte-Aldegonde ont été cédées dès la fin du XIIIe siècle à la suite d'un conflit avec l'évêque de Cambrai.. Aux siècles suivants sont venues s'ajouter Gouy en 1237 ou 1238, Eizingen en 1300, Vellereille-les-Brayeux en 1328 ; Morialmé, Senzeilles, et Soumoy en 1678.

### Dépendances de l'abbaye

#### Domaines de l'abbaye
L'abbaye a acquis l'essentiel de ses terres au cours des XIIe et XIIIe siècles. Ces importants domaines, repris dans le tableau ci-dessous, n'ont plus connu de modification importante par la suite.
| Nom du domaine                      | Situation                                              |
| ----------------------------------- | ------------------------------------------------------ |
| Domaine de l'abbaye                 | Vellereille-les-Brayeux et alentours                   |
| Domaine de Mortry et Gay            | Poix-du-Nord                                           |
| Domaines de Courrière et Chantraine | Familleureux et Mignault                               |
| Domaine de Courcelles               | Courcelles, Gouy, Pont-à-Celles, Souvret et Trazegnies |
| Domaine de Saint-Nicolas-au-Bois    | Seneffe                                                |
| Domaine de Leugnies                 | Leugnies                                               |
| Domaine de Dagny                    | Vervins                                                |

En plus de ces domaines, d'autres possessions moins importantes de l'abbaye étaient situées à Bersillies, Cousolre, La Salmagne, Villers-Sire-Nicole et Vicq. Tout cela représentait, à la fin de l'Ancien Régime, environ 4 709 hectares.

#### La papeterie de Bonne-Espérance
Parmi les dépendances que possédait l'abbaye, on peut mentionner le moulin du Val à Estinnes-au-Mont. Bonne-Espérance était propriétaire de ce moulin hydraulique depuis le milieu du XIIe siècle. Au tournant du XVIIIe siècle, l'abbé Englebert Maghe utilisait énormément de papier pour la copie du cartulaire de Bonne-Espérance et la rédaction de sa Chronique. Or, aucune papeterie n'existait dans le Hainaut à l'époque. À la suite d'un incendie, ce moulin a été converti en 1702 pour y triturer la chiffe, matière première servant à la fabrication du papier.
L'industrie ainsi créée a prospéré assez rapidement et la production s'est diversifiée. En effet, la papeterie de Bonne-Espérance produisait non seulement du papier à écrire ou d'emballage, mais aussi du papier destiné à la fabrication de cartes à jouer. Attirant d'abord une clientèle originaire du Hainaut et du Tournaisis, le moulin à papier a fourni plus tard divers clients de Bruxelles, Ypres, Maubeuge ou encore Arras. À la suite de la Révolution française, l'activité a cessé et le moulin a été vendu en 1798.

## Architecture

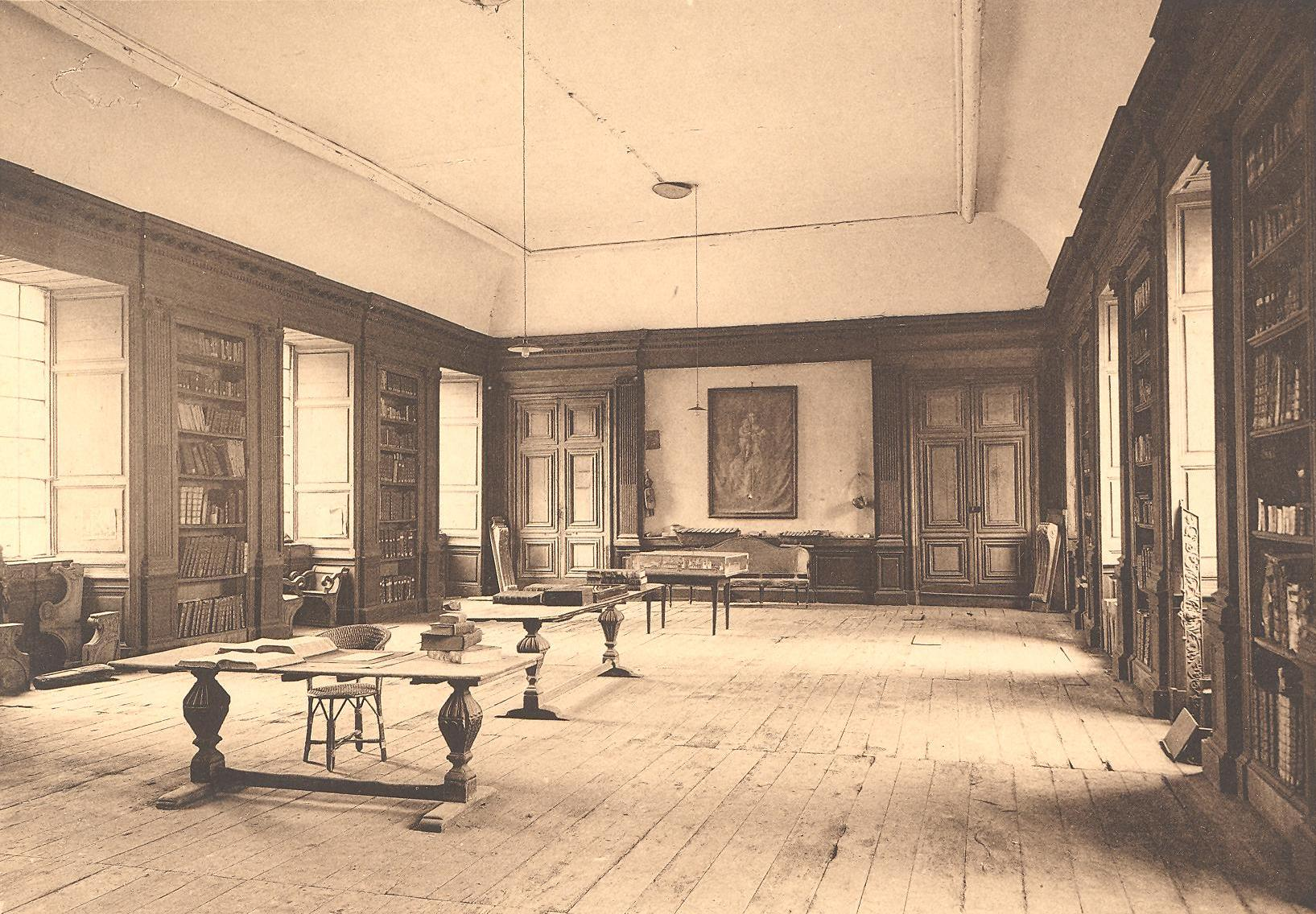
La bibliothèque a été restaurée dans les années 1980.

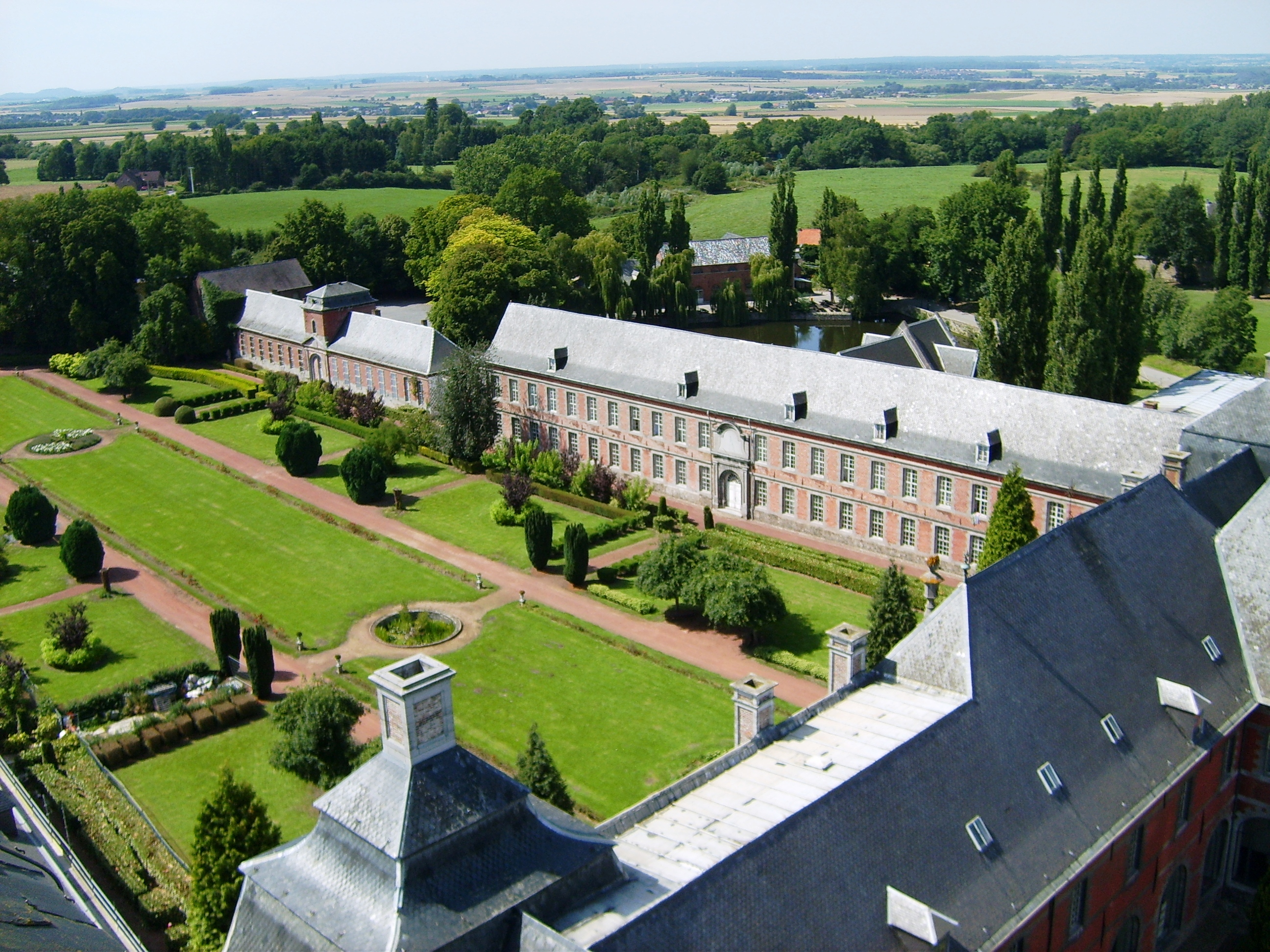
Le jardin botanique et les bâtiments de l'aile gauche en vue aérienne.

Il ne reste aucune trace des premiers bâtiments en style roman. En revanche, plusieurs constructions de style gothique subsistent, comme le cloitre, la salle capitulaire, la cuisine, la tour de la basilique et quelques éléments de l'ancienne abbatiale (fenêtres, colonnes) intégrés dans des murs bâtis ultérieurement. La majeure partie de l'abbaye, de style néoclassique, date en fait du XVIIIe siècle. Par après, d'autres annexes ont été construites pour les besoins du séminaire, aux XIXe et XXe siècles, la dernière réalisation en date étant la piscine, terminée en 1969.
L'abbaye fait partie du patrimoine classé reconnu comme tel par les pouvoirs publics depuis l'arrêté royal du 22 janvier 1973. Le caractère exceptionnel de ce site, seul ensemble abbatial complet en province de Hainaut, est rappelé par l'inscription de Bonne-Espérance dans la liste du patrimoine immobilier exceptionnel de la Wallonie en 1993. Plusieurs campagnes de restauration ont été entreprises depuis lors. 
Sous l'impulsion de l'association sans but lucratif « Les Compagnons de l'Abbaye », la bibliothèque a subi une restauration en 1984. Les arcades du cloitre ont été à leur tour remises à neuf en 1989, en collaboration avec la fondation Roi Baudouin. Durant les années 1990, la basilique a bénéficié de subsides destinés à la remise en état extérieure de cette abbatiale et de sa tour, dont les travaux se sont terminés en 2000. Enfin, d'importantes restaurations des bâtiments entourant les jardins ont été entreprises dans les décennies suivantes : les travaux de rénovation totale de l'aile droite ont été achevés en 2006 ; la réfection de la charpente de la façade principale en 2018 ; le remplacement des menuiseries de l'aile gauche en 2020 et de l'étage des cloitres en 2022.

### Plan du site

Plan général simplifié des bâtiments abbatiaux et des annexes plus récentes, tels qu'on peut les voir en 2024. Chaque couleur correspond au siècle de construction du bâtiment :

| - XIIIe siècle - XVe siècle - XVIe siècle | - XVIIIe siècle - XIXe siècle - XXe siècle |

### La façade principale

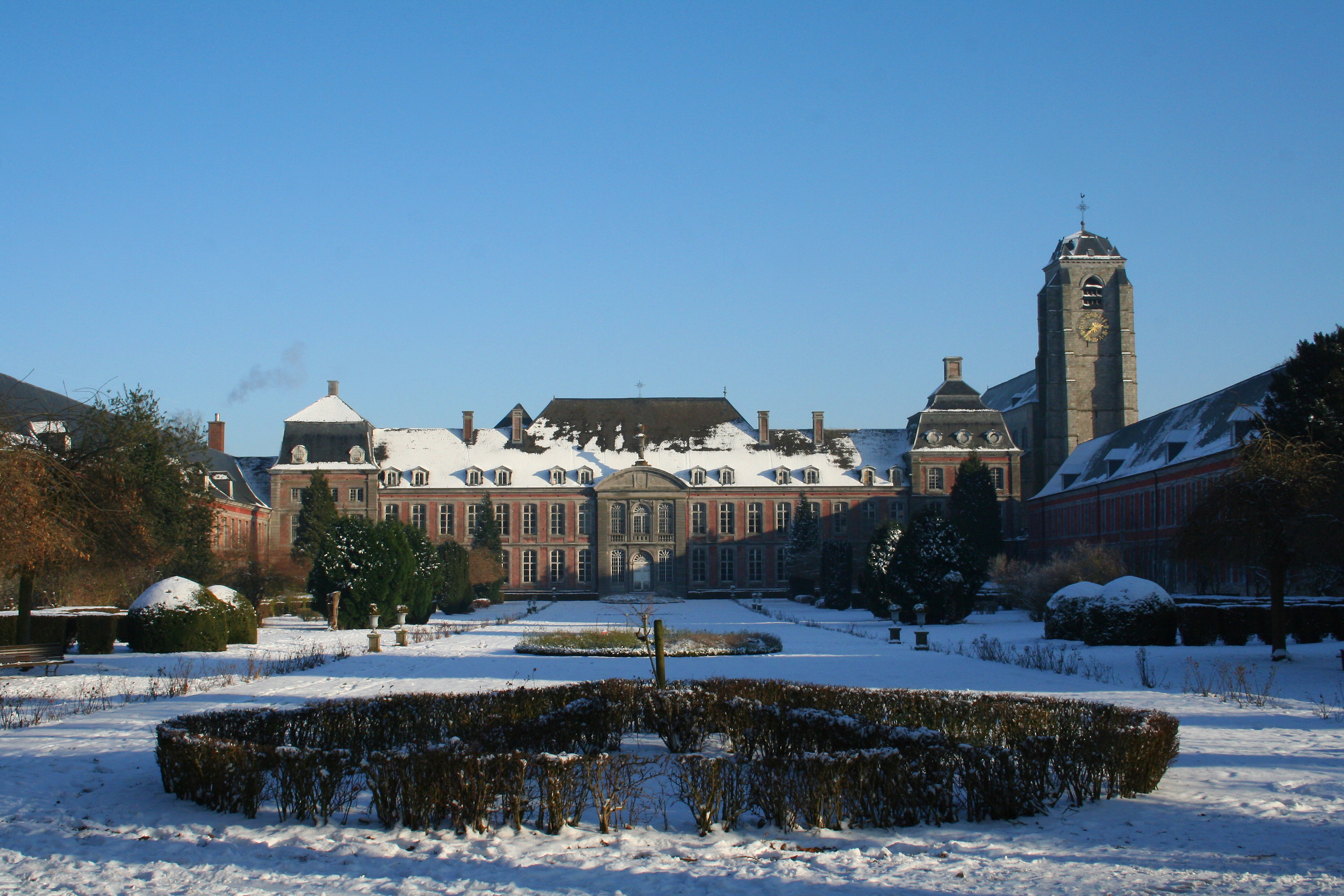
Vue d'ensemble de la façade principale en hiver.

D'une longueur totale de 76 m, le bâtiment principal qui donne sur l'actuel jardin botanique abrite le quartier des hôtes et celui de l'abbé. La disposition des différentes baies, regroupées par trois ou par huit, souligne la symétrie des différents éléments de cette façade. La répartition par paires des lucarnes et des cheminées accentue cette symétrie.
Au centre se dresse le frontispice, comptant trois travées de portes et fenêtres sur deux étages. De part et d'autre de ce parement central s'étendent huit travées, la troisième d'entre elles présentant une porte à perron. Enfin, deux pavillons comprenant chacun trois travées ferment la façade principale. Le pavillon de gauche, auquel on accède par une porte cochère en anse de panier, abrite le quartier abbatial.

#### Le quartier des hôtes
L'édification d'une première magna aula hospitum, c'est-à-dire d'un quartier réservé aux hôtes de marque, date de la fin du XIIIe siècle. Situé à l'origine en face de l'abbatiale, il s'est écroulé en 1672. La construction du nouveau quartier des hôtes a été entreprise au siècle suivant, sous l'impulsion de l'abbé Jérôme Petit (1724-1752). Un chantier de démolition de bâtiments existants est mentionné pour les années 1738 à 1740. L'opération de déblaiement a laissé place au bâtiment qui borde l'actuel jardin botanique.
Œuvre de l'architecte montois Nicolas De Brissy, le quartier des hôtes a été élevé entre 1738 et 1741. Le frontispice, entièrement en pierre de taille, comporte deux pilastres à refends qui supportent l'entablement et le fronton. De type circulaire, ce dernier est orné d'un pot à feu et, depuis le XIXe siècle, timbré du blason de l'abbaye. À l'étage, on distingue au centre une porte-fenêtre en plein cintre, dont les écoinçons sont décorés d'une guirlande de fleurs.
Le perron gravi et la porte franchie, on arrive au bas de la cage d'escalier, ornée de différents reliefs et voutée d'une coupole. Le monumental escalier d'honneur, en pierre bleue et en chêne sculpté, comporte deux rampes aux motifs en forme de lyre qui se rejoignent à l'étage pour former une balustrade.

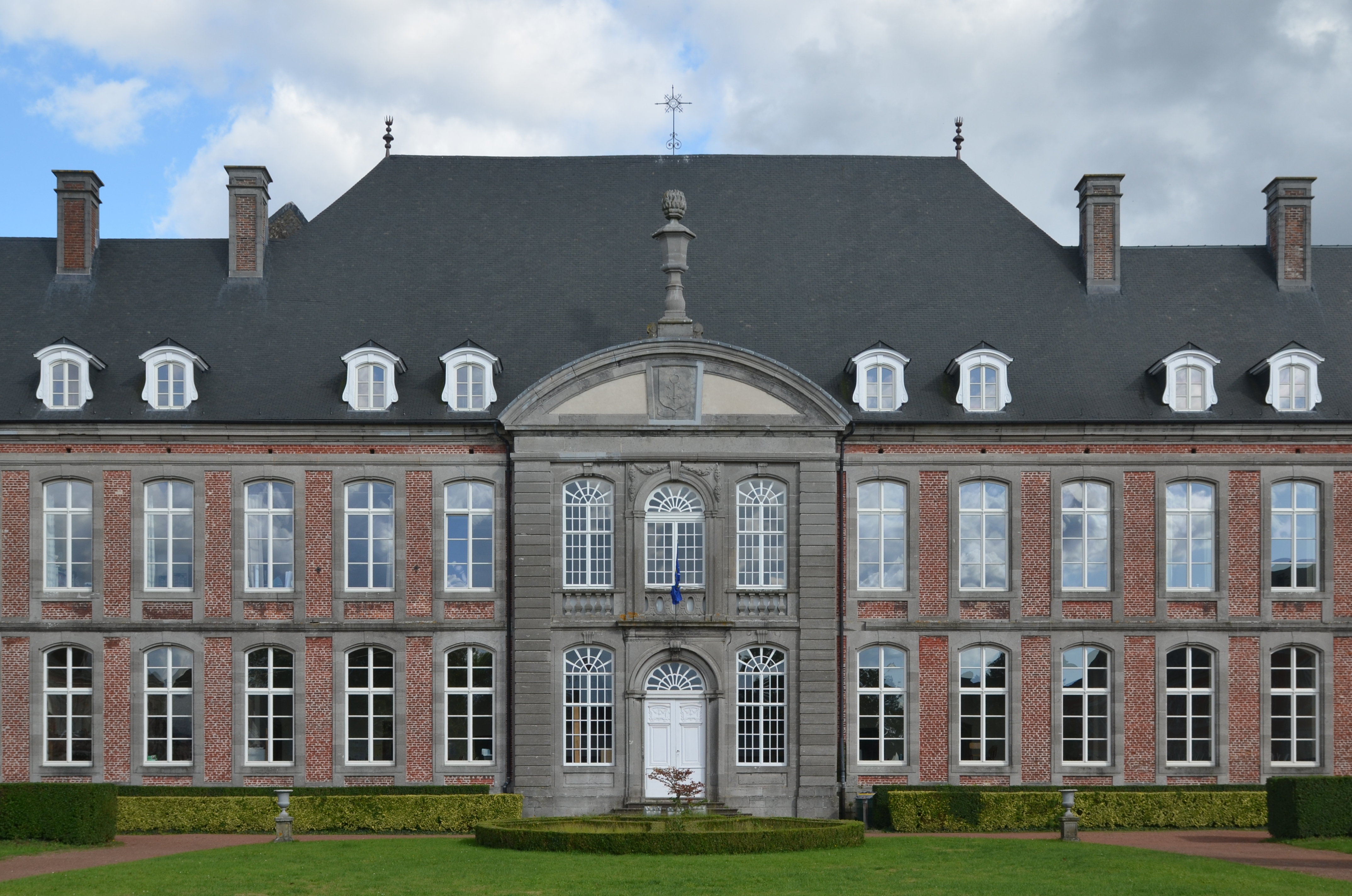
Détail du frontispice de la façade principale.
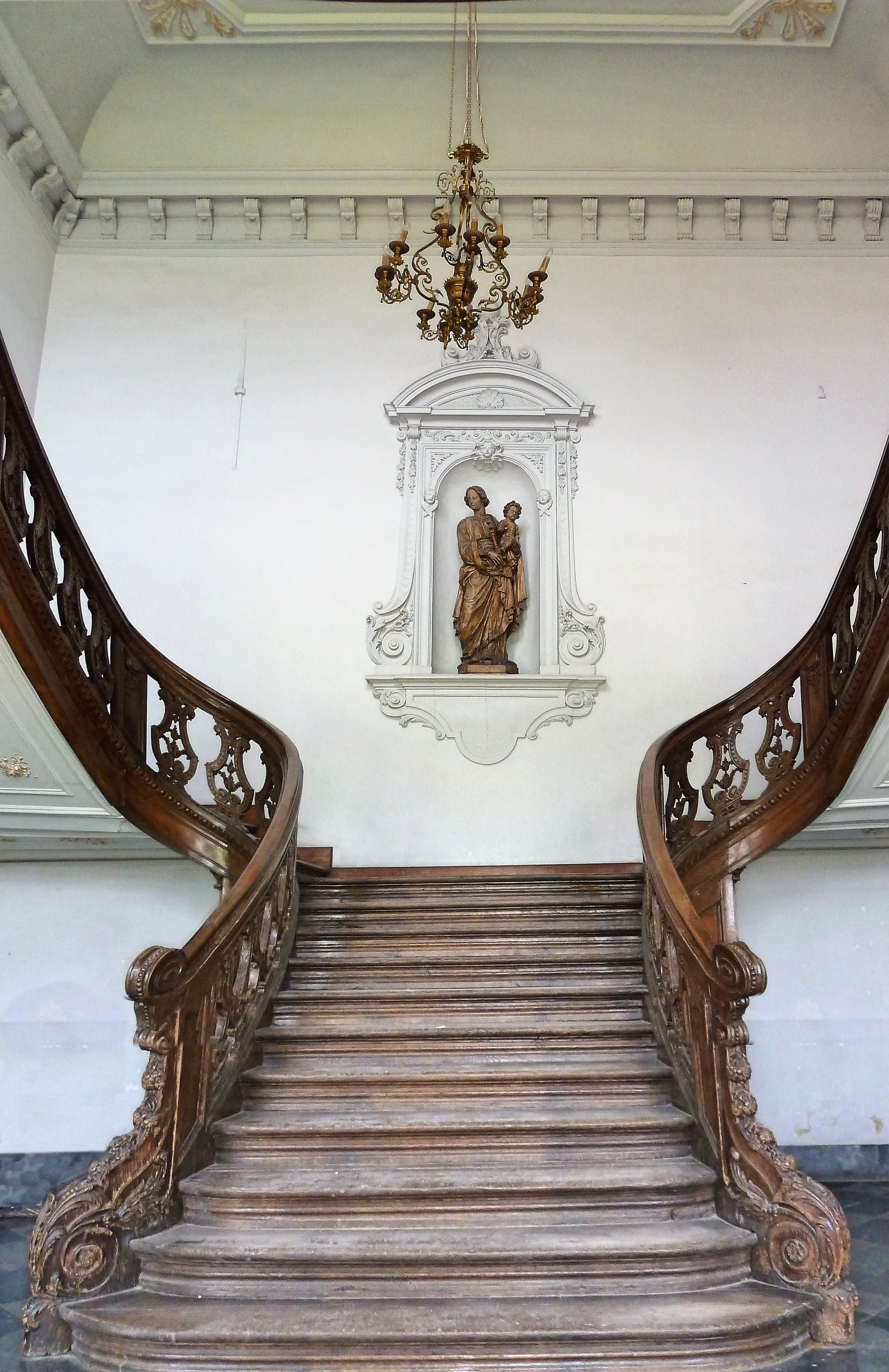
L'escalier d'honneur (XVIIIe s.).
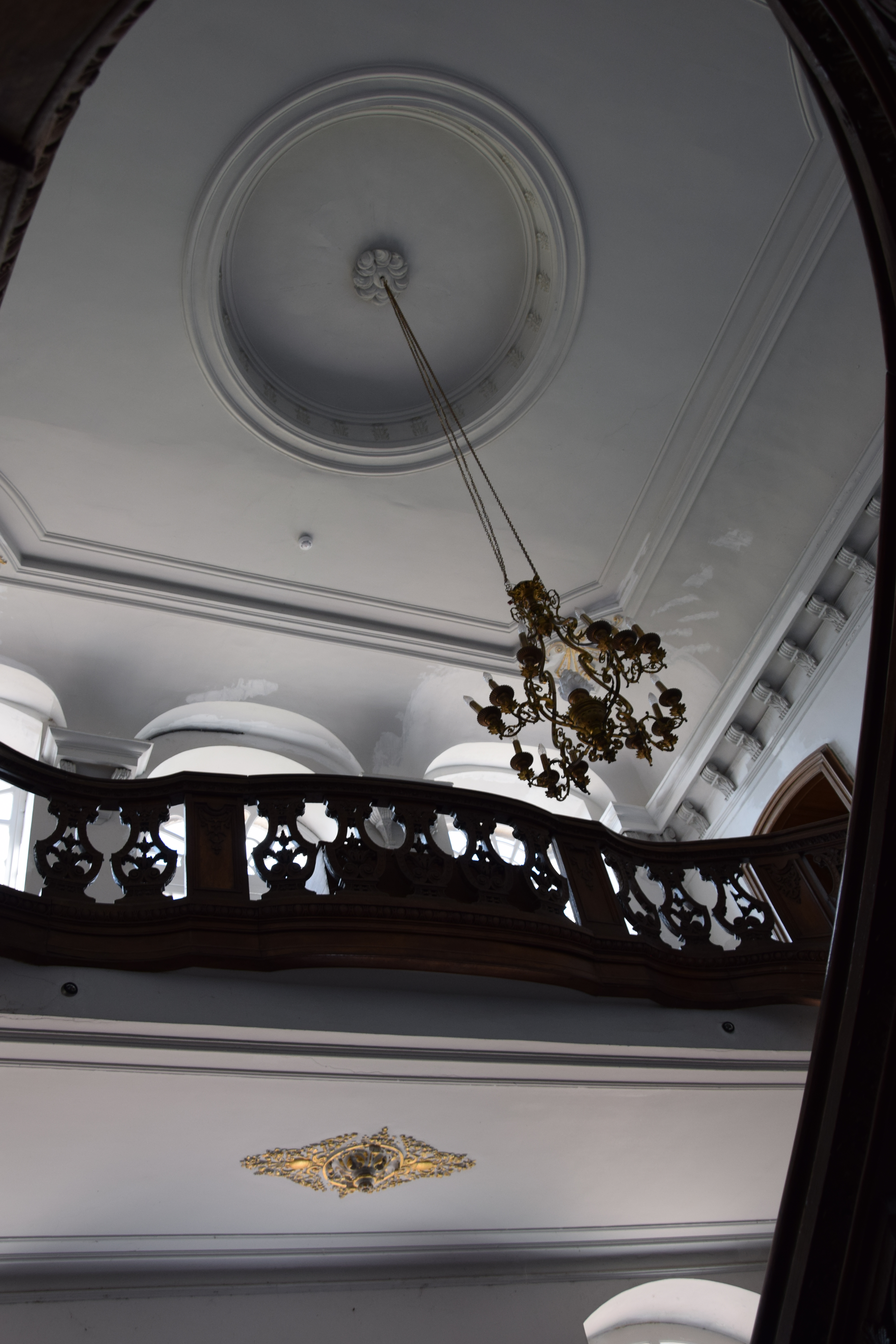
Balustrade de l'escalier d'honneur.

#### Le quartier abbatial

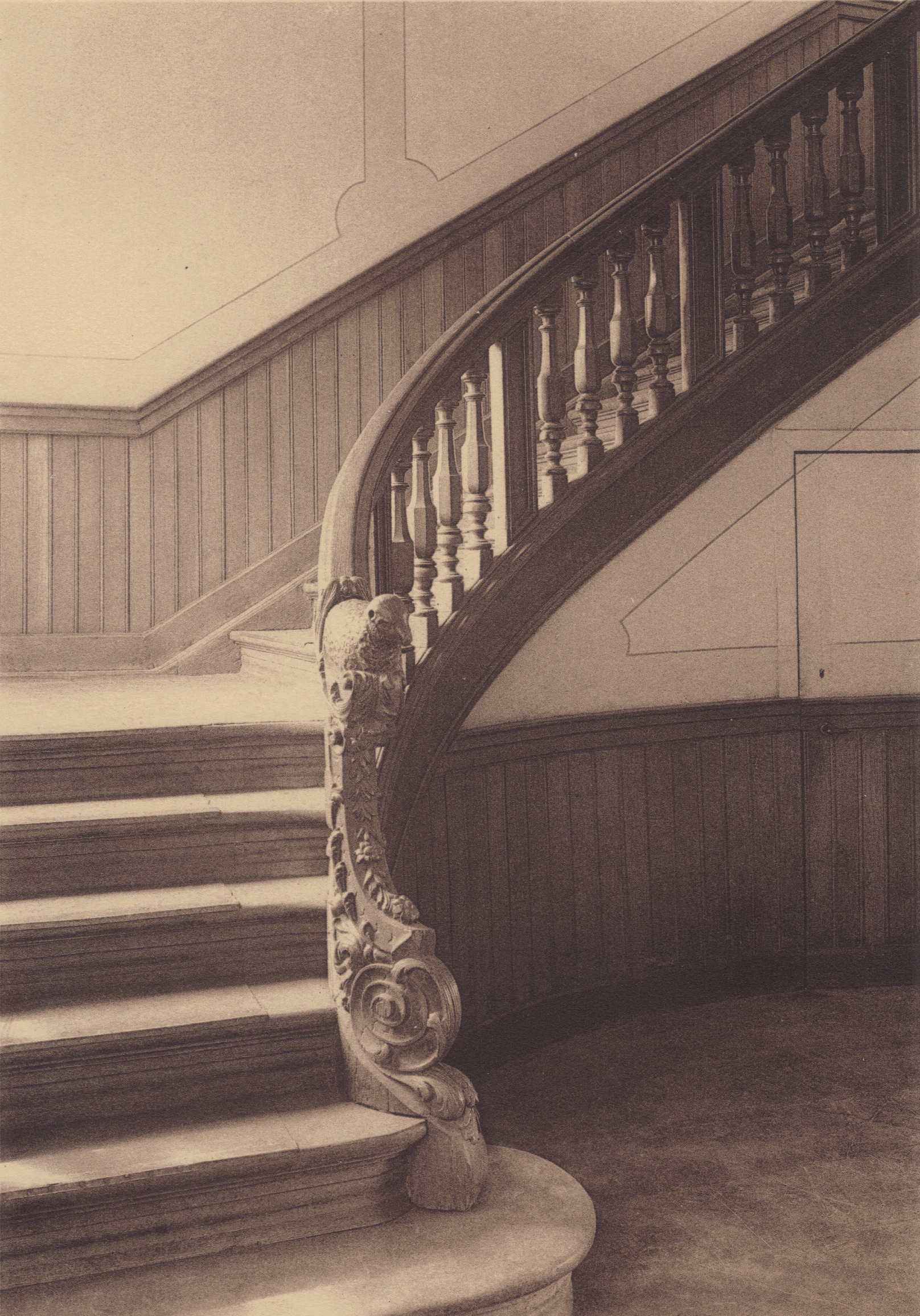
Escalier du quartier de l'abbé (XVIIIe siècle s.).

L'existence d'un quartier réservé au père abbé à Bonne-Espérance est attestée dès le XVe siècle. Ce lieu a été plusieurs fois restauré ou agrandi, en 1570, 1588 et 1640. Cependant, le quartier abbatial qui subsiste aujourd'hui date de la prélature d'Adrien Houze (1752-1772) : il se situe dans le pavillon de gauche de la façade principale, au-dessus de la porte cochère. On y accède via un escalier en chêne à courbe ellipsoïde, dont la rampe se termine par la sculpture d'un agneau couché. Cet escalier daterait de la prélature de Jérôme Petit (1724-1752), puisque ses armoiries comportent elles aussi un agneau.
Concrètement, les appartements du père abbé consistent en quatre petites pièces de dimensions similaires, dont trois présentent un intérêt patrimonial. La pièce qui fait office d'antichambre est recouverte de lambris de chêne : elle communique, d'une part, avec une chambre à coucher, d'autre part, avec une autre pièce lambrissée. Il s'agit d'un beau salon équipé d'une cheminée en marbre de style Louis XIV et orné de petits tableaux racontant la vie de saint Frédéric de Hallum (nl), dont les reliques sont conservées à Bonne-Espérance.
De ce salon, on accède à un petit oratoire circulaire, lui aussi lambrissé de chêne et orné d'un autel coiffé d'un baldaquin. Le parquet de cette chapelle privée représente une étoile, tandis qu'une peinture de Dieu dans les nuages recouvre la coupole.

### Les ailes latérales du jardin botanique
Mesurant environ 170 m sur 70 m, l'actuel jardin à la française a été aménagé à la fin du XIXe siècle, à l'emplacement d'une cour d'honneur dont la fondation remonterait à l'abbatiat d'Augustin de Felleries (1642-1671). En plus de la façade principale, deux ailes de bâtiments en briques entourent le jardin.
Construite vers 1760, l'aile droite abritait la boulangerie et la brasserie. Elle remplaçait une précédente construction qui se situait non loin de la cuisine. D'un point de vue architectural, la façade de cette aile consiste en 28 travées sur deux étages avec, au centre, la porte principale surmontée d'un cartouche entre deux larmiers. Deux travées plus loin, de part et d'autre de cette porte, s'ouvrent trois portes charretières en plein cintre. Enfin, un portail attenant datant du XVIIe siècle se situe entre la façade principale et l'aile droite.

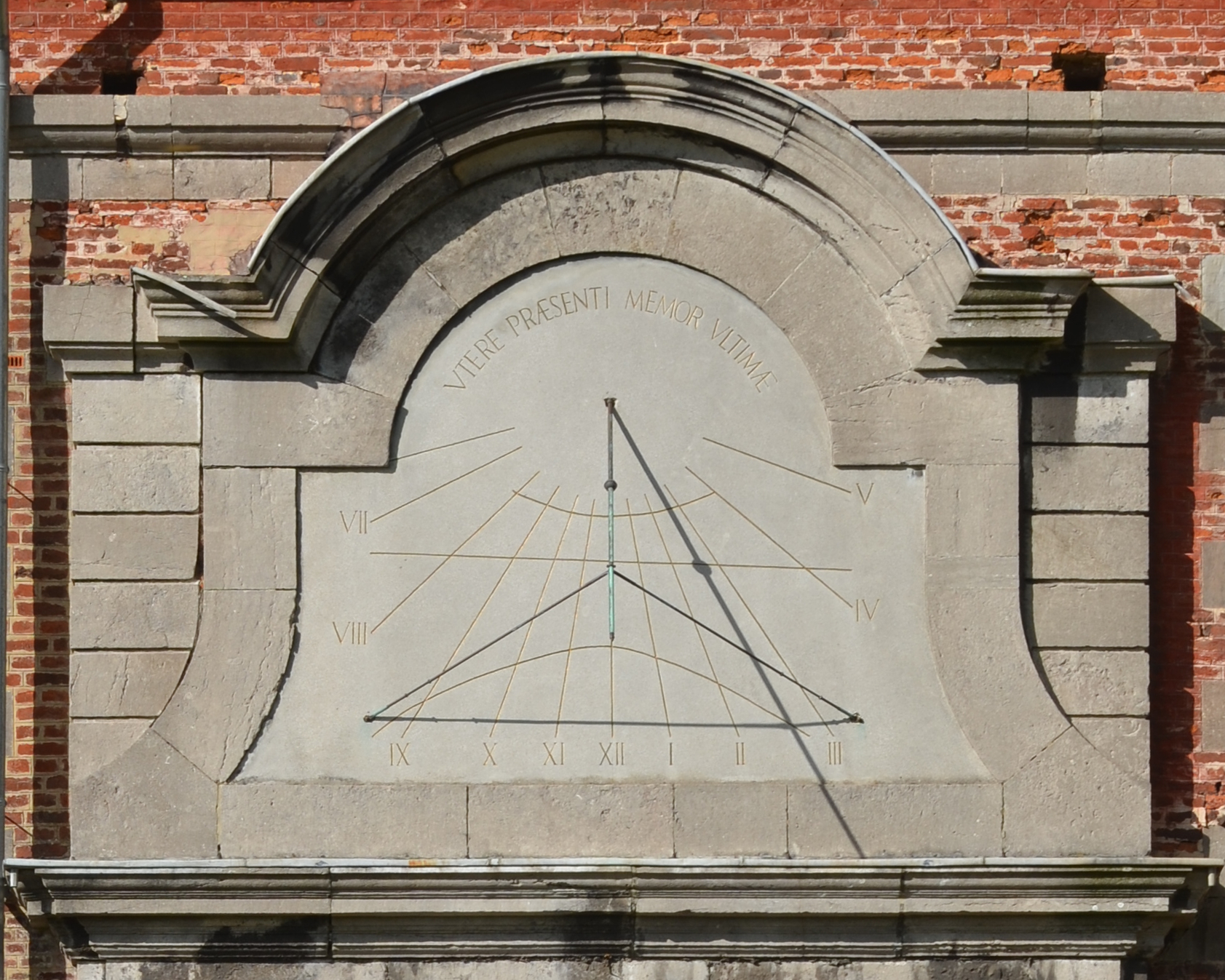
Détail du cadran solaire.

L'aile principale de gauche (1767) comprenait les ateliers de l'abbaye. Elle présente en son centre un portail en plein cintre, dans un encadrement à refends. Cette entrée est surmontée d'un grand cadran solaire sous une corniche en arc de cercle. Sur le cadran figure l'inscription latine Utere præsenti, memor ultimæ (« Profite de l'heure présente, en te souvenant de la dernière. »). À l'arrière, la partie visible depuis l'étang a subi de nombreux remaniements au début du XXe siècle : percement de fenêtres à l'étage, aménagement intérieur dans le style des années 1930, ajout d'une chapelle et d'une aile basse de la même époque.
L'aile gauche du jardin se termine par un second bâtiment d'un seul niveau, datant de la même époque, au milieu duquel se dresse une tourelle percée d'une porte charretière. Il répond au même bâtiment attenant à la ferme de la basse-cour, dans le prolongement de l'aile droite.

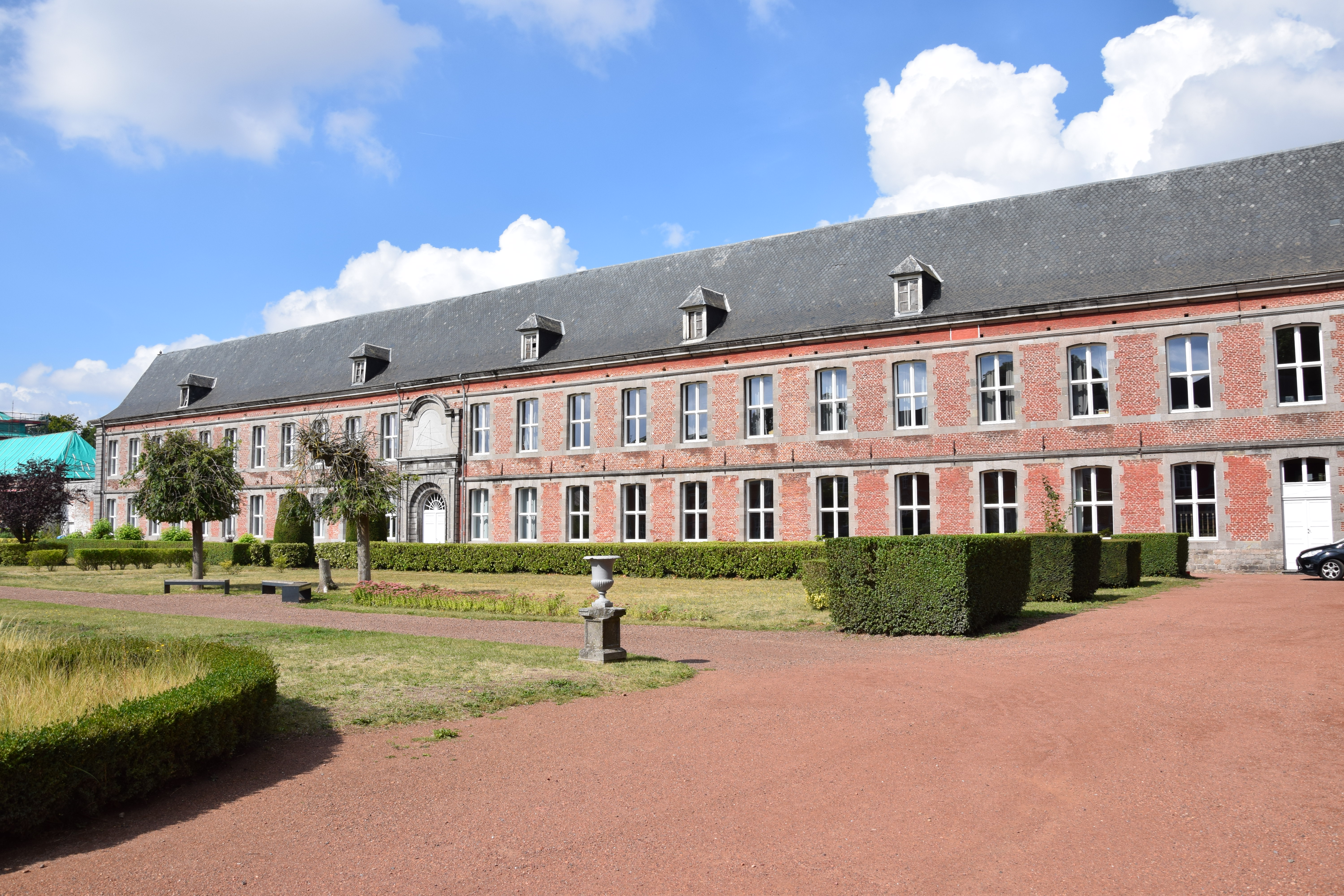
Aile gauche (1767).
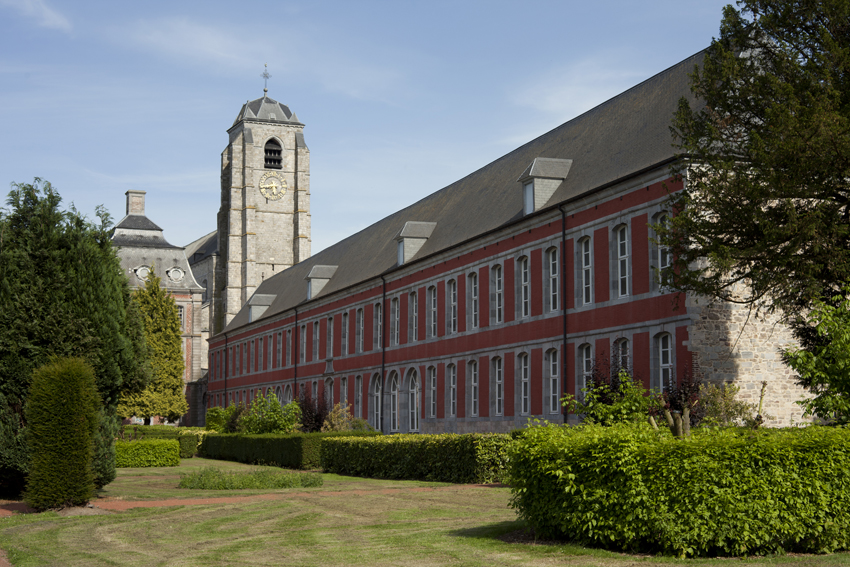
Aile droite (1760). En arrière-plan, le clocher de la basilique (XVe s.).
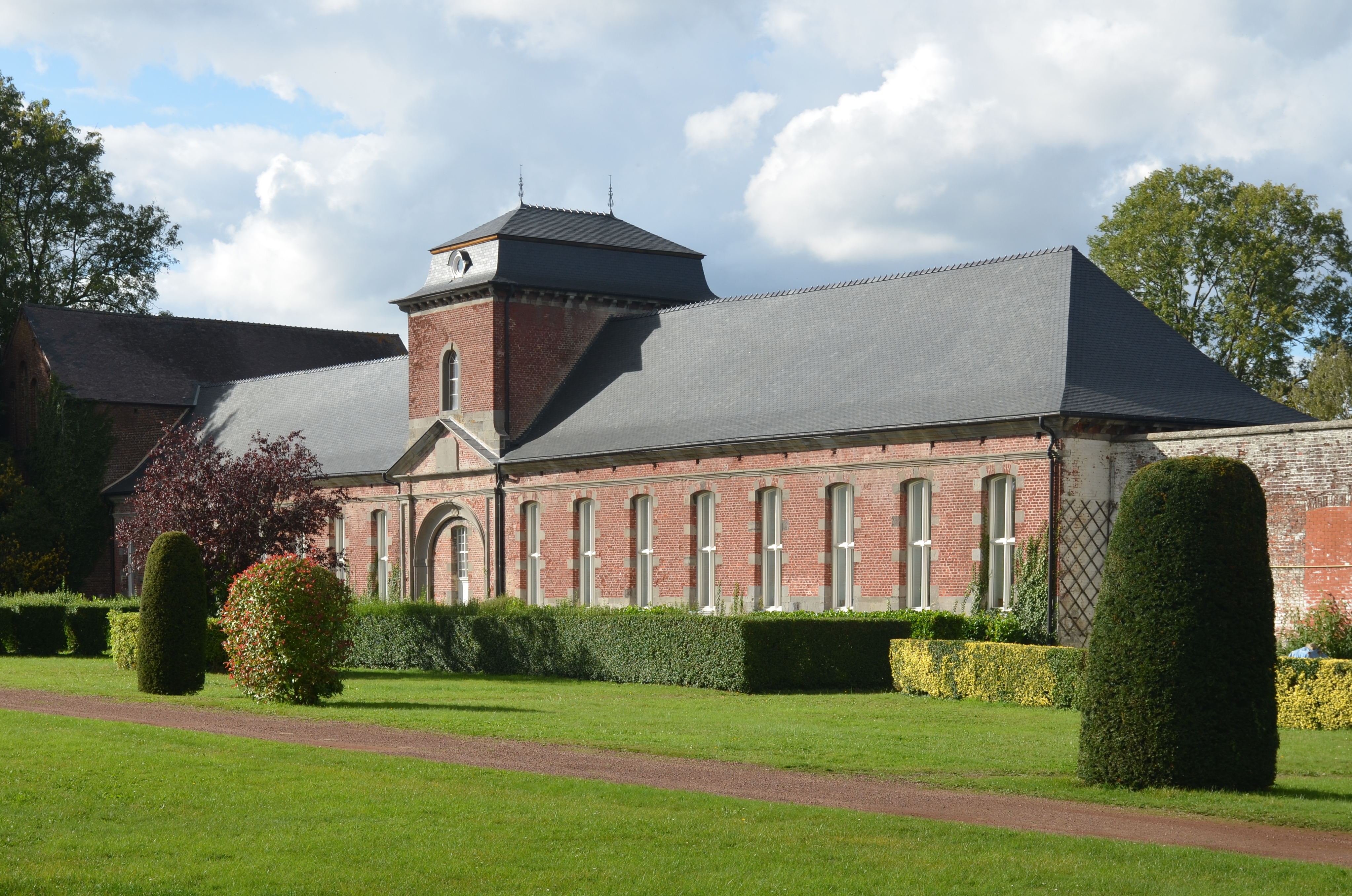
Bâtiment prolongeant l'aile gauche, avec tourelle et porte charretière (1767).
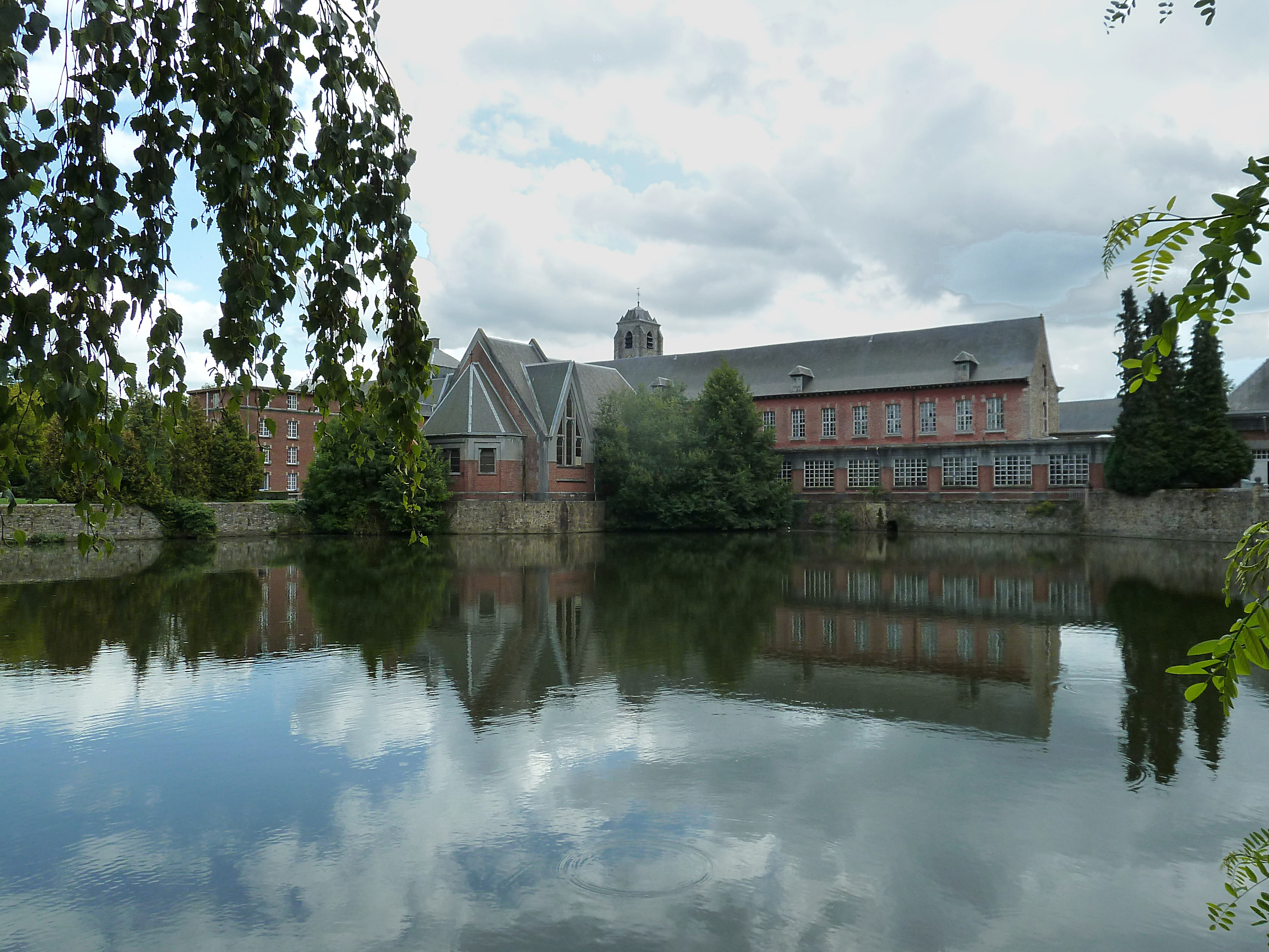
Arrière de l'aile gauche vue depuis l'étang ; bâtiments annexes datant du XXe s.

### Le cloitre
Élément central de l'abbaye, le cloitre de style gothique date de la seconde moitié du XIIIe siècle : les galeries sud, est et ouest étaient terminées à la mort de l'abbé Adam de Cousolre en 1286. L'aile nord a quant à elle été bâtie sous l'abbatiat de Gauthier de Flavenne (1286-c. 1291). Au début du XVIe siècle, le cloitre a subi d'importants remaniements, en particulier dans la galerie nord et trois travées nord de l'aile ouest. Enfin, les arcades donnant sur le préau intérieur ont été remplacées en 1715 par des murs de briques et de pierres percés de fenêtres en plein cintre,.
Sur le plan architectural, chaque aile du cloitre compte neuf travées, toutes couvertes de croisées d'ogives quadripartites. Les nervures de ces ogives s'appuient sur des culs-de-lampe de deux types. Les plus anciens, en pierre blanche d'Avesnes (XIIIe siècle), présentent des motifs d'une grande variété : crochet fermé, bourgeon serré ou encore décor de feuillage. Ceux datant des remaniements du XVIe siècle, en pierre bleue d'Écaussinnes, sont décorés de choux frisés, de feuilles entrelacées ou bordées de festons,,.
Comme dans la cuisine et la salle capitulaire, le niveau du sol du cloitre a été rehaussé. Cela se remarque à l'élévation de la voute, mais également à la hauteur de deux vestiges de portes gothiques encore visibles dans les galeries nord et ouest.

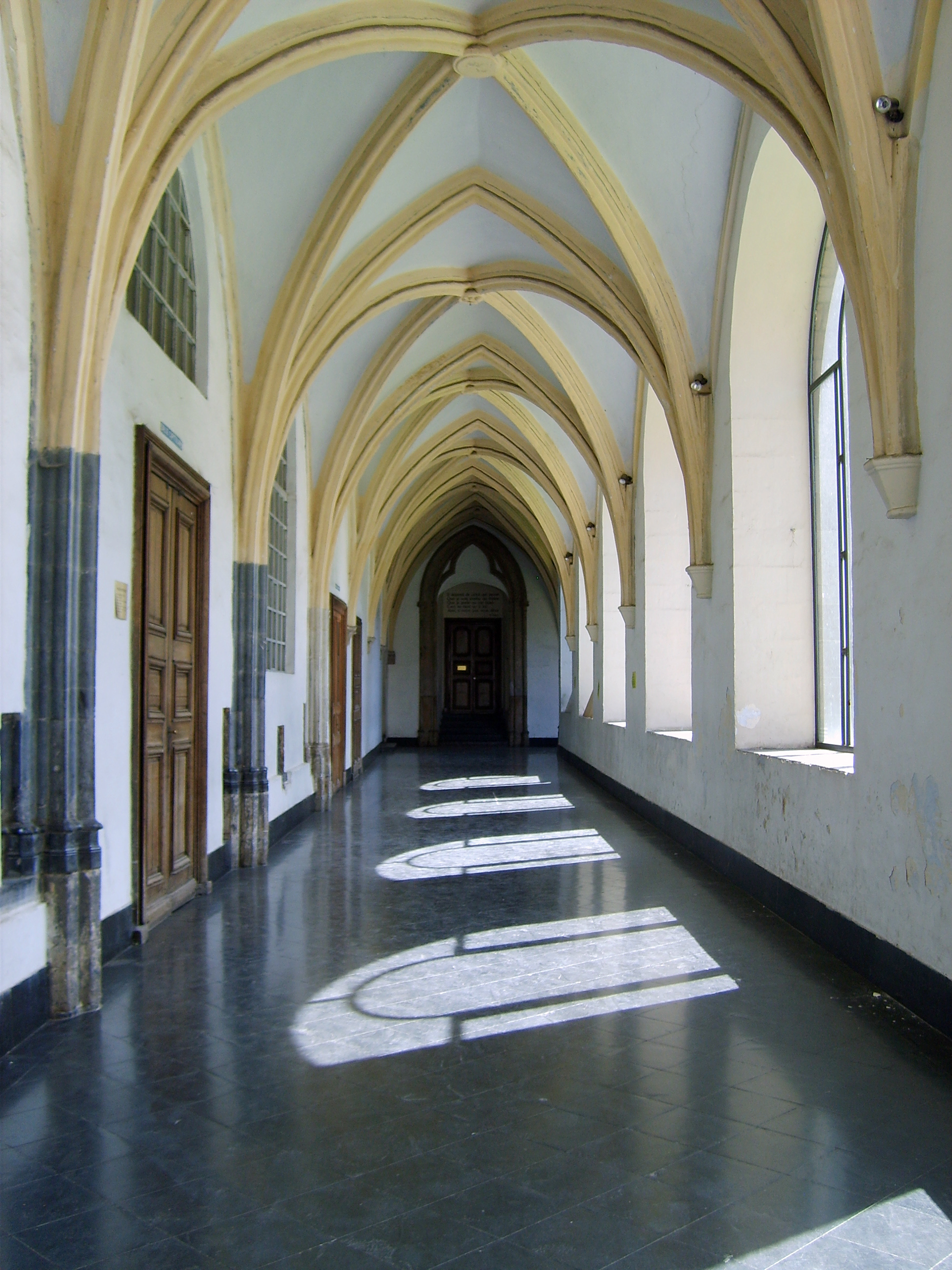
Le cloitre, aile orientale jouxtant la salle capitulaire.
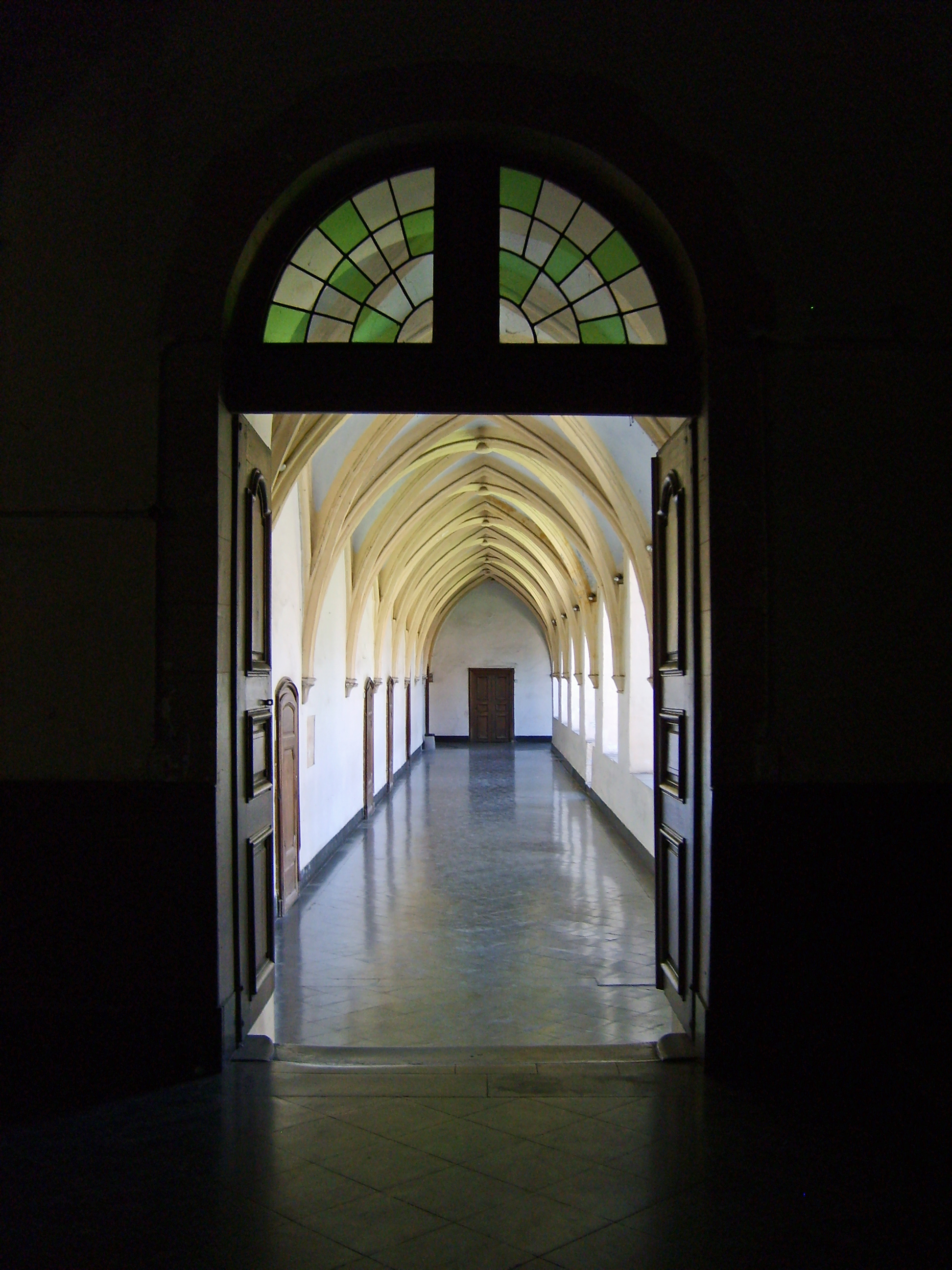
Aile sud vue depuis l'ambulacre.
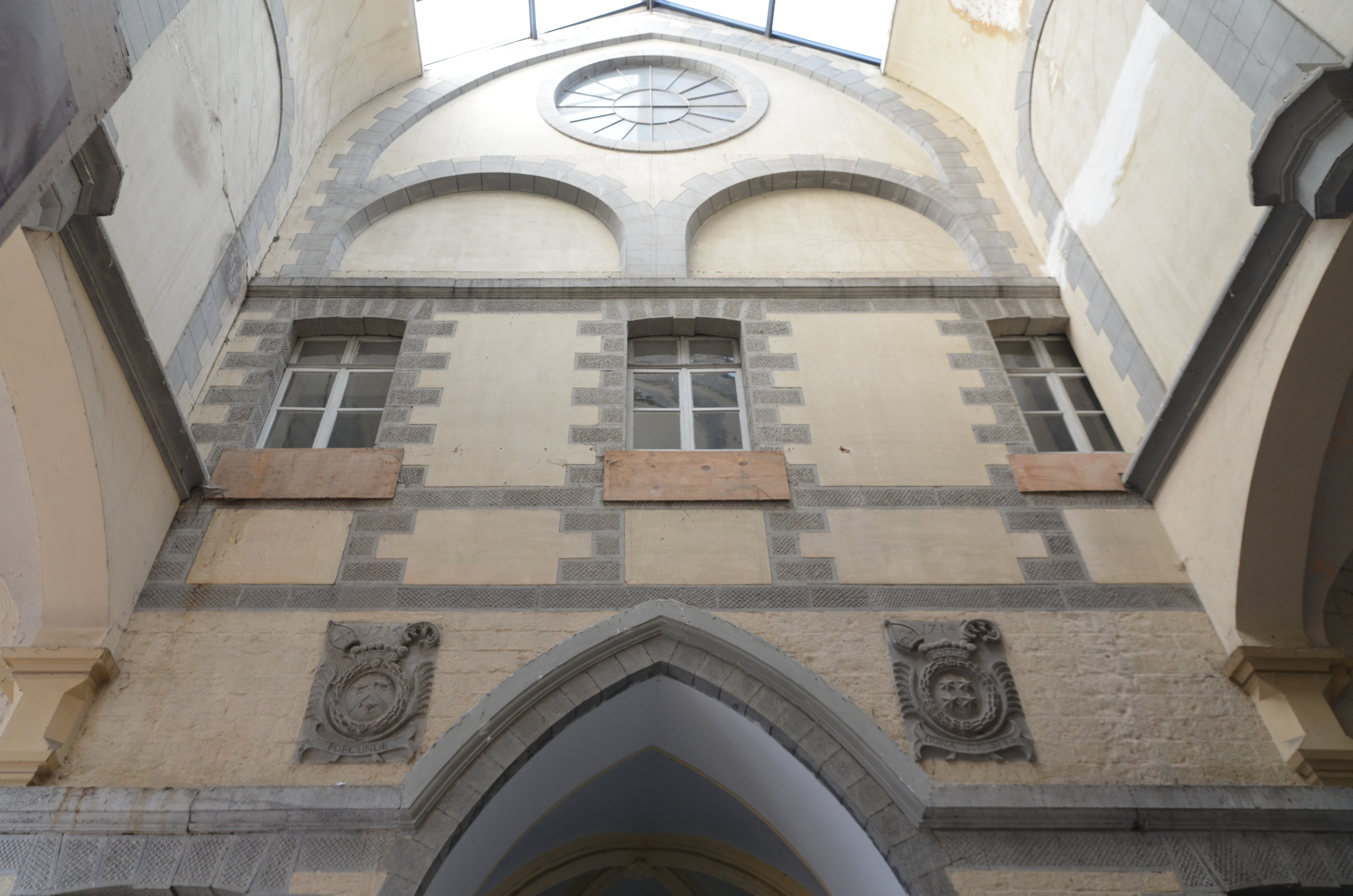
Détail de l'extrémité est du cloitre nord, avec, de gauche à droite, les blasons de Jean Patoul et de Bonne-Espérance.
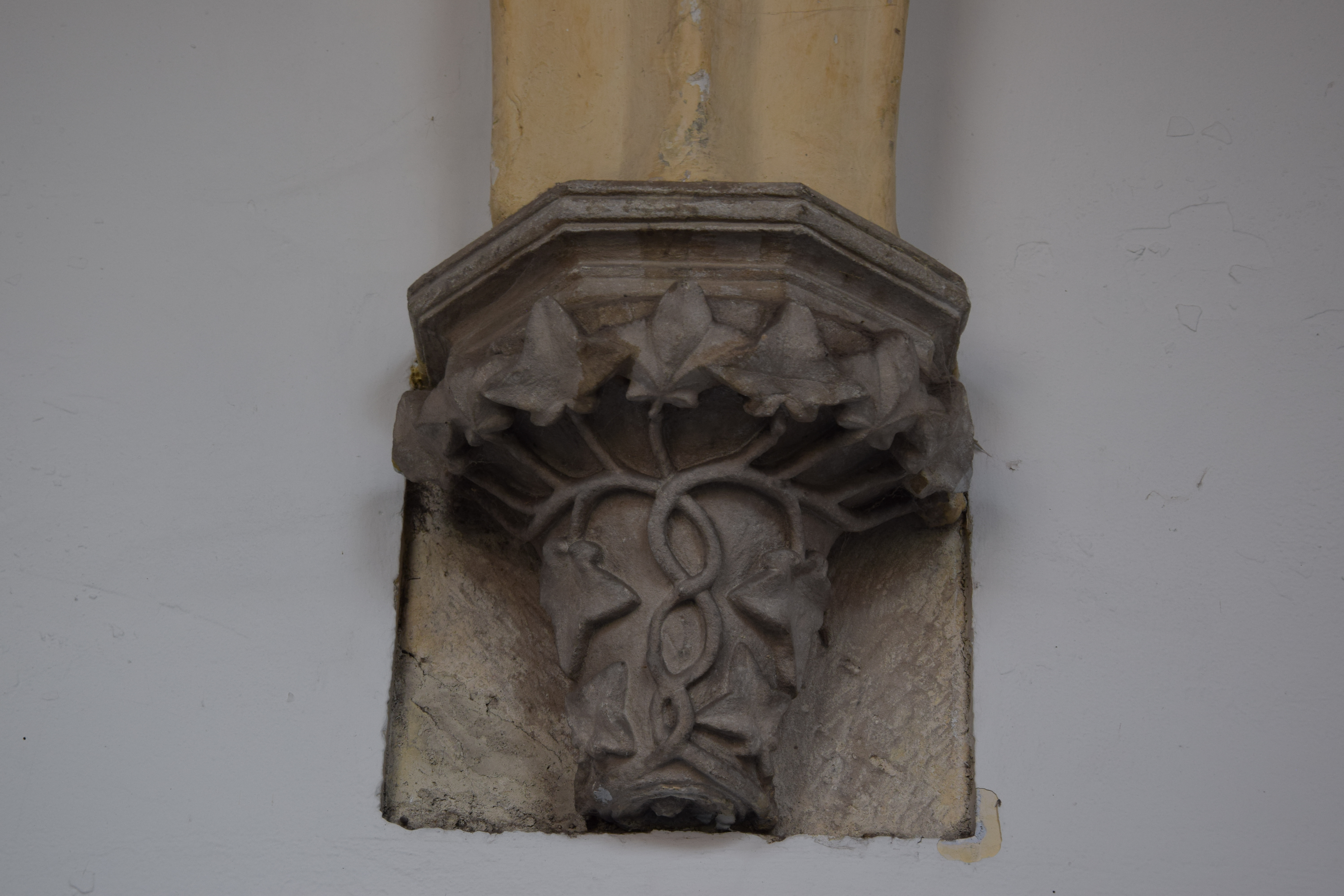
Cul-de-lampe du cloitre en pierre blanche (XIIIe s.)
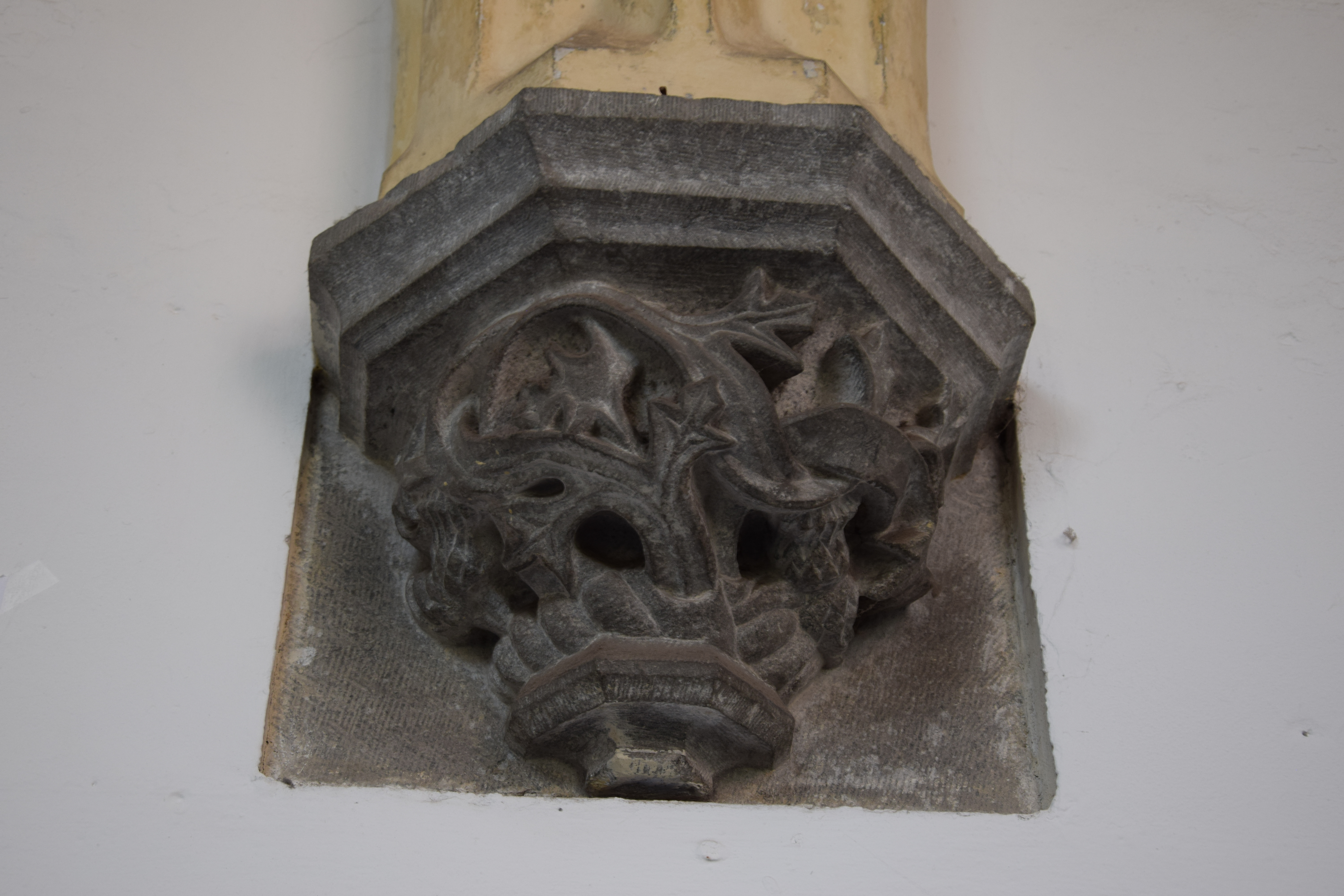
Cul-de-lampe du cloitre en pierre bleue (XVIe s.)
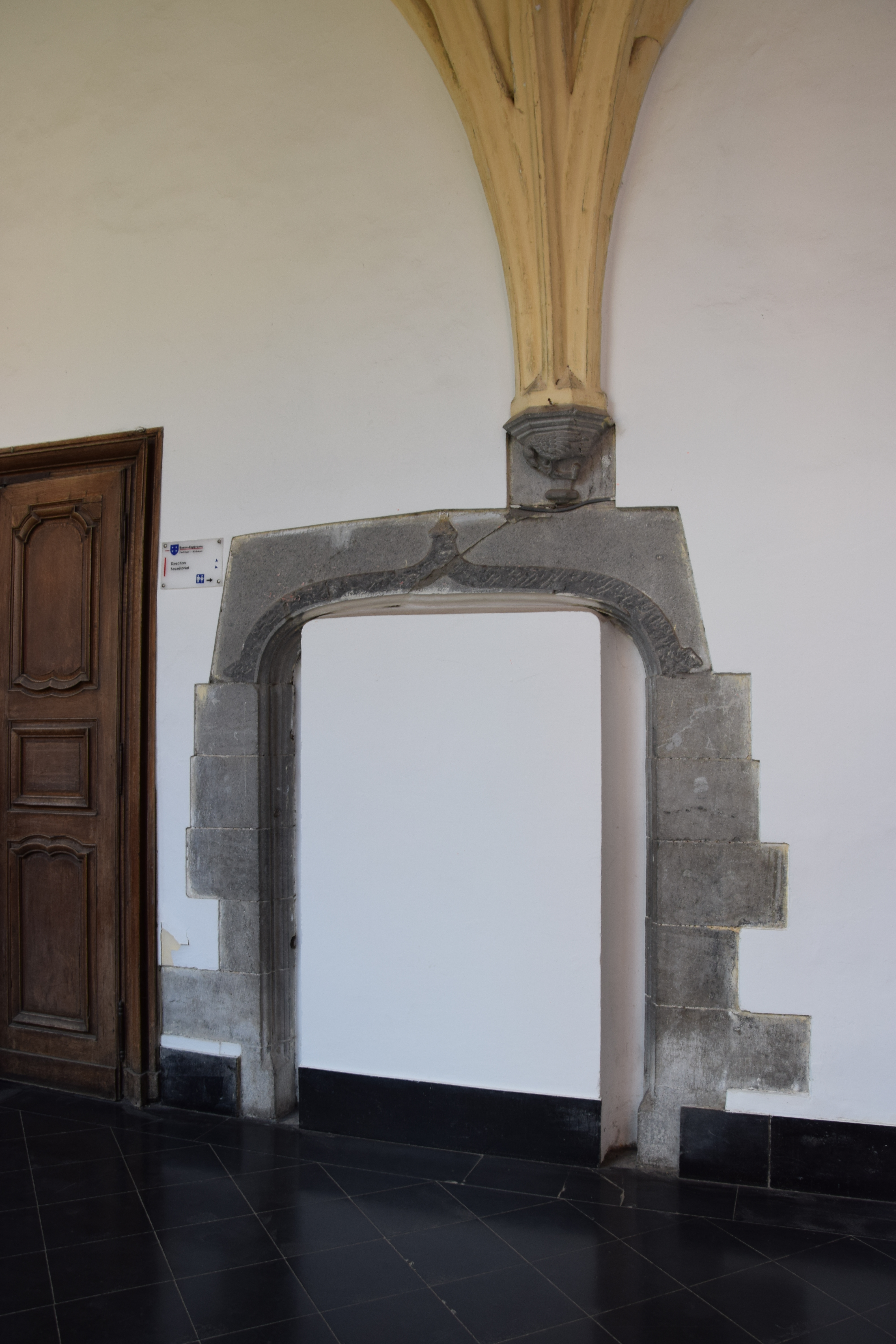
Vestige d'une porte gothique du cloitre.

### Le réfectoire

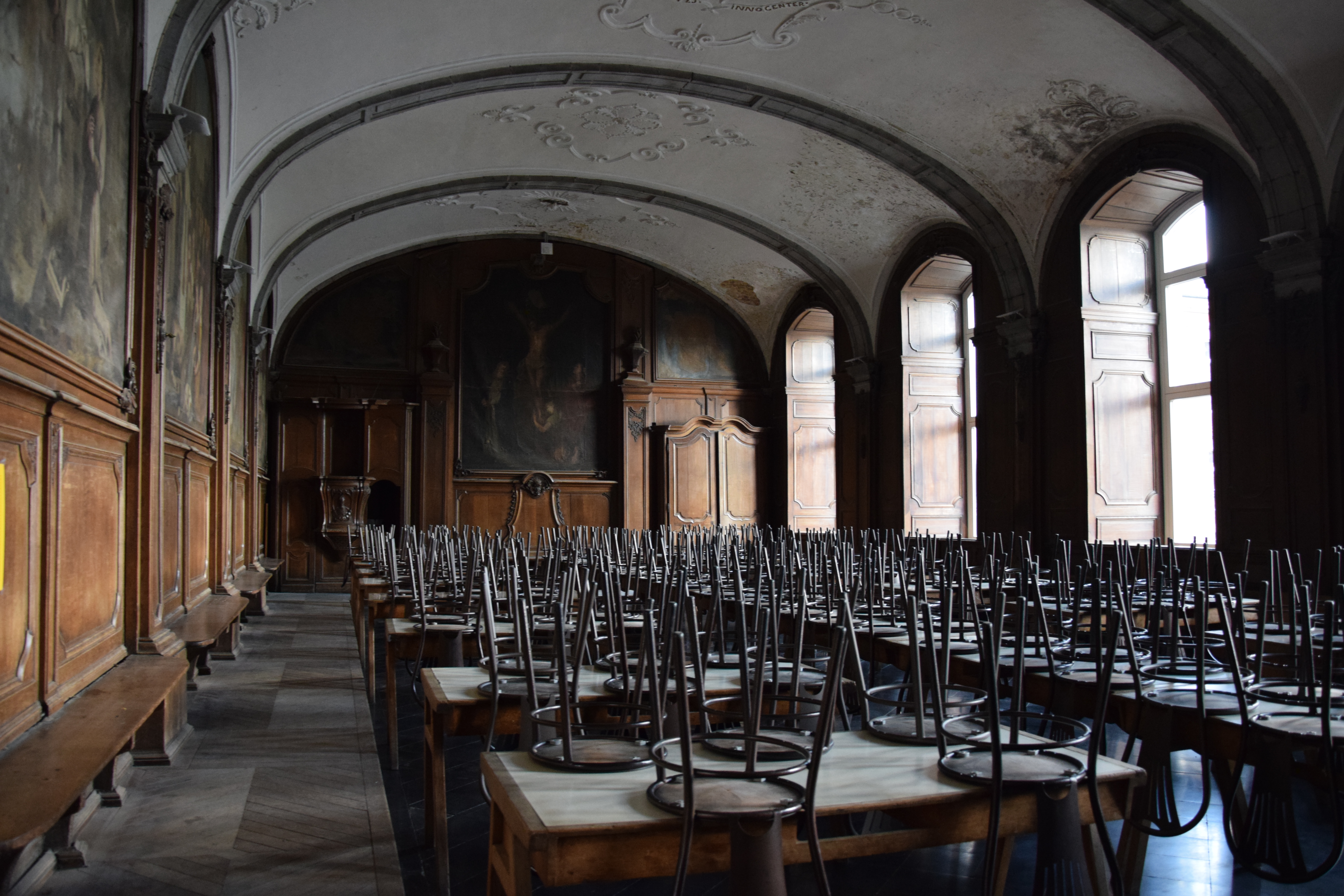
Le réfectoire (1738).

Le réfectoire de Bonne-Espérance a subi de nombreuses transformations au fil des siècles. Le premier réfectoire du XIIe siècle a été rebâti sous l'abbatiat de Jean Cornu (1510-1537). L'édifice datant du XVIe siècle a lui-même été démoli au début du XVIIIe siècle. L'actuel réfectoire a en fait été construit en 1738, sous la prélature de Jérôme Petit (1702-1752).
D'un point de vue architectural, le réfectoire actuel est une grande salle rectangulaire de style Louis XV, couverte de voutes en anse de panier sur des arcdoubleaux de pierre bleue. Chaque arcdoubleau s'appuie sur des consoles du même matériau, surmontant des pilastres de chêne. Au plafond, on peut lire la devise « Bona Spes innocenter » de l'abbé Jérôme Petit.
Les quatre parois de cette pièce sont lambrissées de chêne. De toute évidence, les convives de l'époque mangeaient dos au mur, puisque des bancs du même bois, supportés par des consoles cannelées longent les parois. Pendant le repas, celui qui était chargé de la lecture à voix haute montait quelques marches pour prendre place dans la chaire située à gauche de la paroi ouest. Le galbe de cette chaire en chêne présente en bas-relief un évêque barbu, probablement Augustin d'Hippone.
Plusieurs murs sont également recouverts de toiles peintes. À droite de la chaire, une toile cintrée, représentant le Christ en croix entre la Vierge et saint Jean, orne le mur ouest. En face, sur la paroi est, une « Assomption » du peintre tournaisien Gaudry van Lul (1832) remplace probablement une peinture antérieure à la Révolution française.
Enfin, la paroi sud est décorée de cinq toiles du peintre valenciennois Bernard Fromont (hauteur maximale : 2,80 m ; largeur : 1,30 m). Ces cinq scènes, inspirées d'estampes de Corneille Galle (1622), racontent la vie de Norbert de Xanten, fondateur de l'ordre :
- La première évoque la conversion de Norbert en 1115 sur la route de Xanten à Vreden. Surpris par la foudre, il tombe de cheval. Il échappe à la mort et décide alors de se convertir[164].
- Sur la deuxième scène, on peut reconnaitre la Vierge avec Jésus. Norbert reçoit l'habit blanc de l'ordre (que tiennent des anges) et la Règle de saint Augustin[165].
- La troisième toile montre le fondateur de l'ordre prêchant à Anvers, en 1122, contre Tanchelin. Le prédicateur anversois est représenté torse nu et contorsionné sous le pied de Norbert qui brandit un ostensoir[166].
- La quatrième toile raconte l'arrivée de Norbert à Rome, contribuant à la remise sur le trône du pape Innocent II chassé par l'antipape Anaclet II. Vêtu de blanc et coiffé du chapeau d'archevêque, Norbert se trouve aux côtés de l'empereur Lothaire[167].
- Enfin, la dernière scène représente Norbert alité, se préparant à la mort, en juin 1134. Plusieurs disciples entourent l'abbé malade[167].

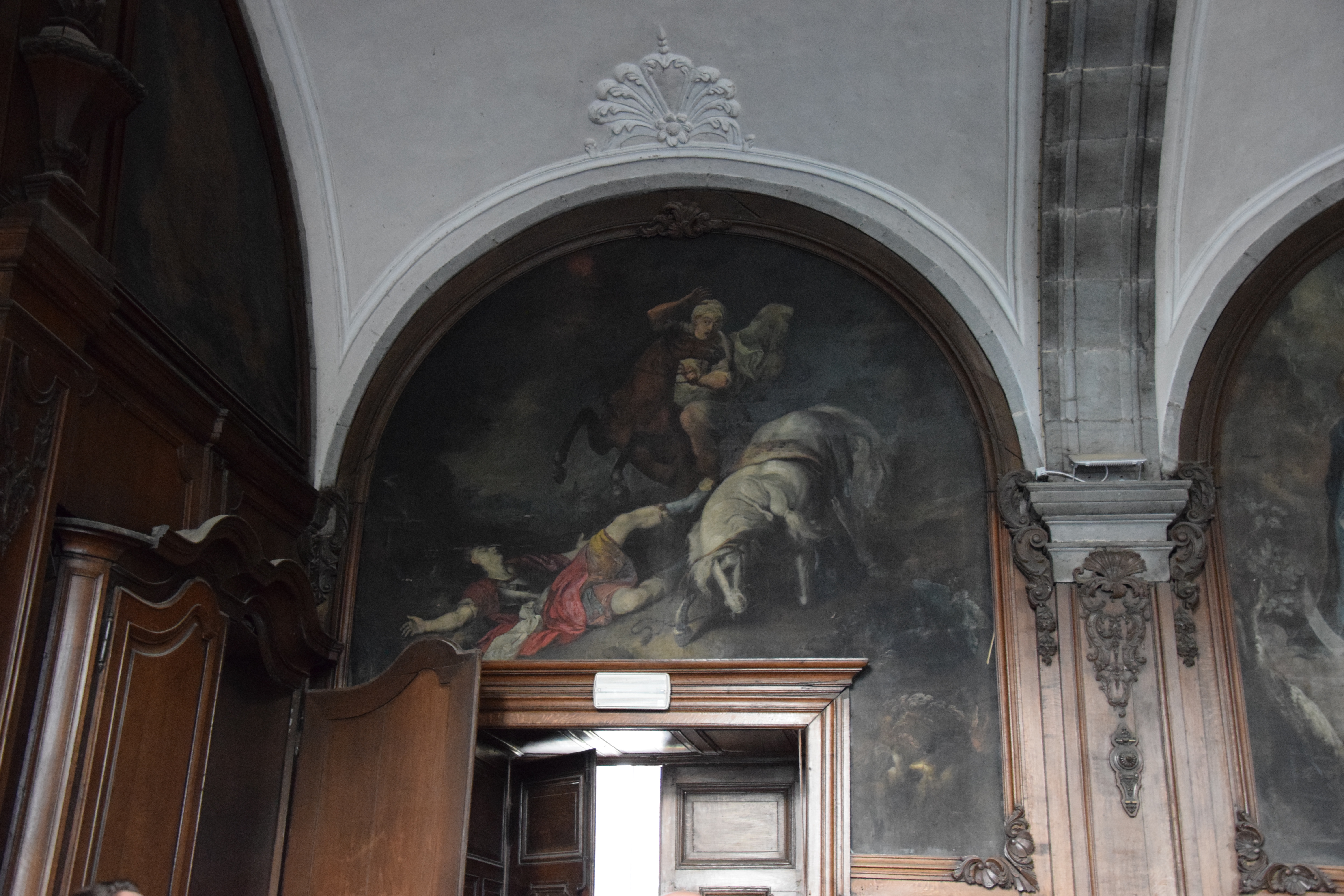
La conversion de Norbert, première scène de la vie de Norbert de Xanten dans le réfectoire.
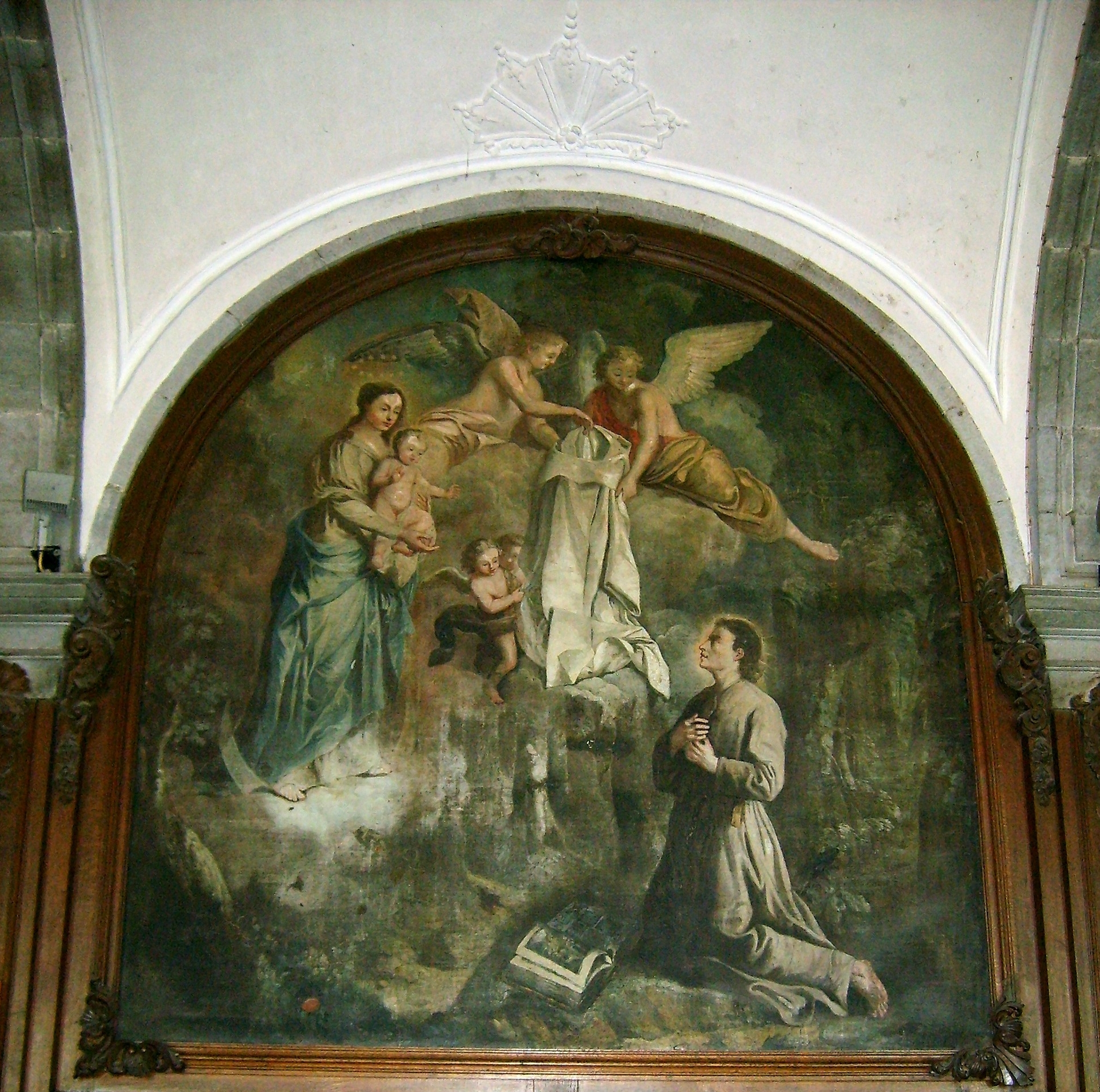
Apparition de la Vierge à Norbert, deuxième scène de la vie de Norbert de Xanten dans le réfectoire.
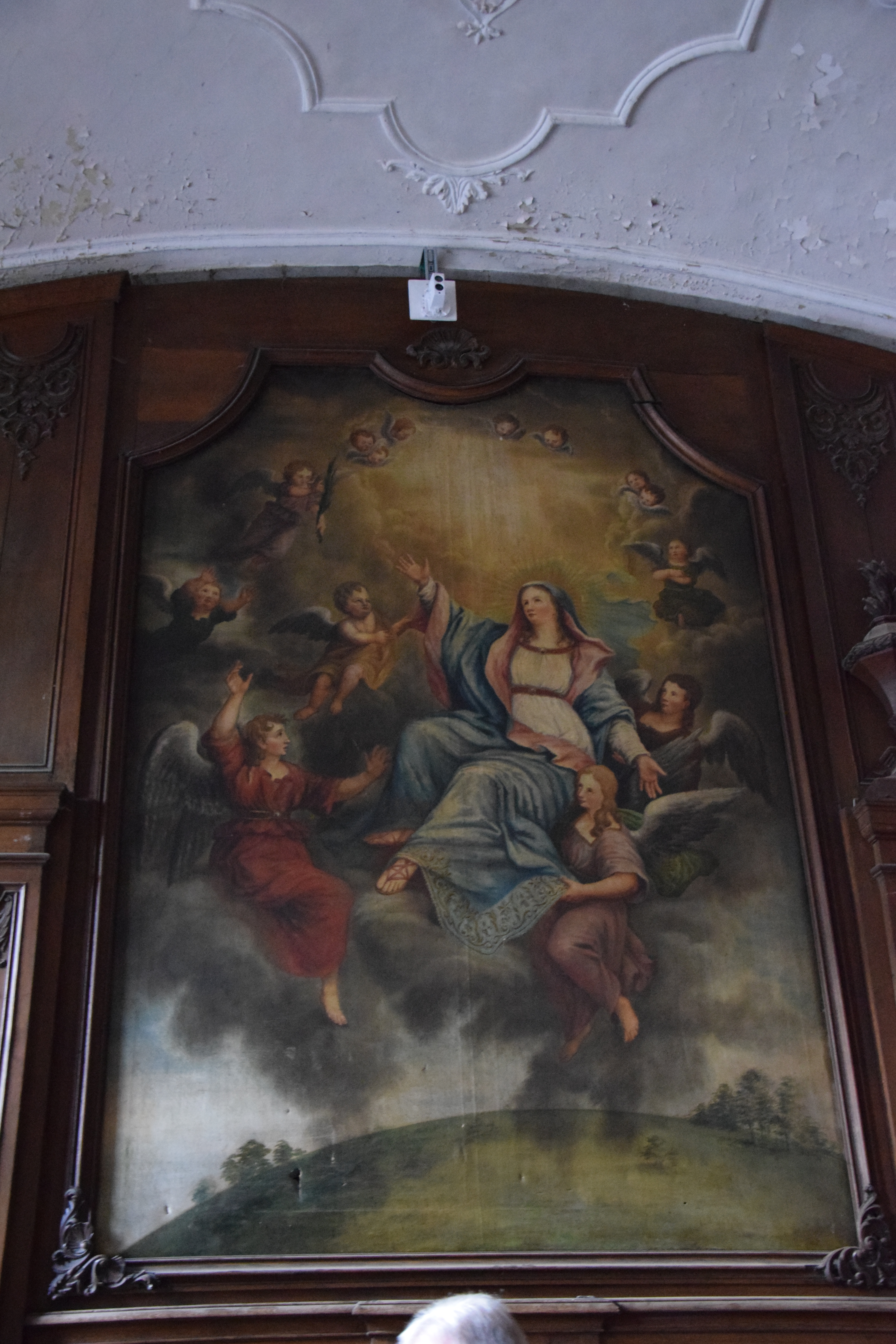
Assomption de Gaudry van Lul (1832).
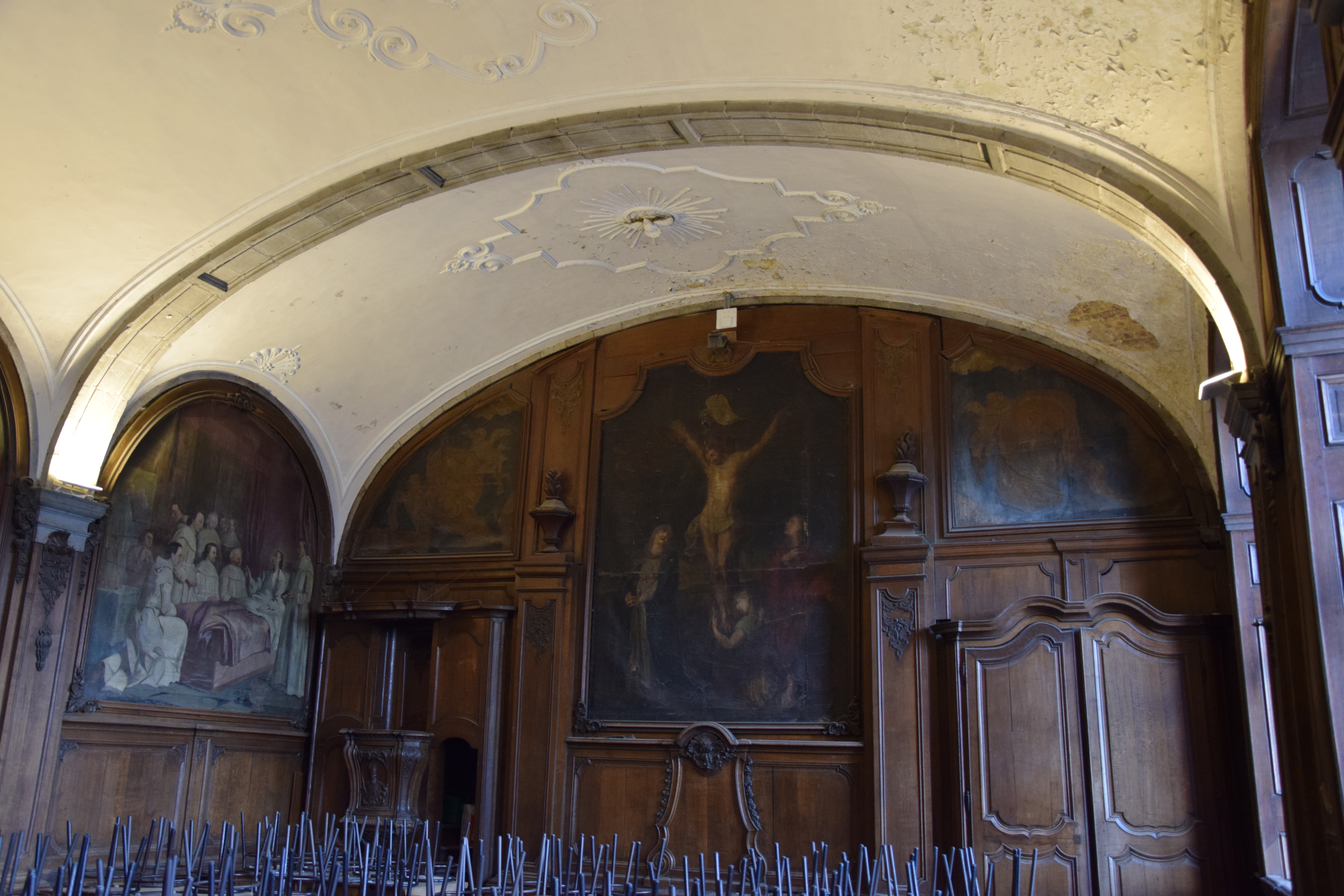
Détail de la paroi orientale du réfectoire.
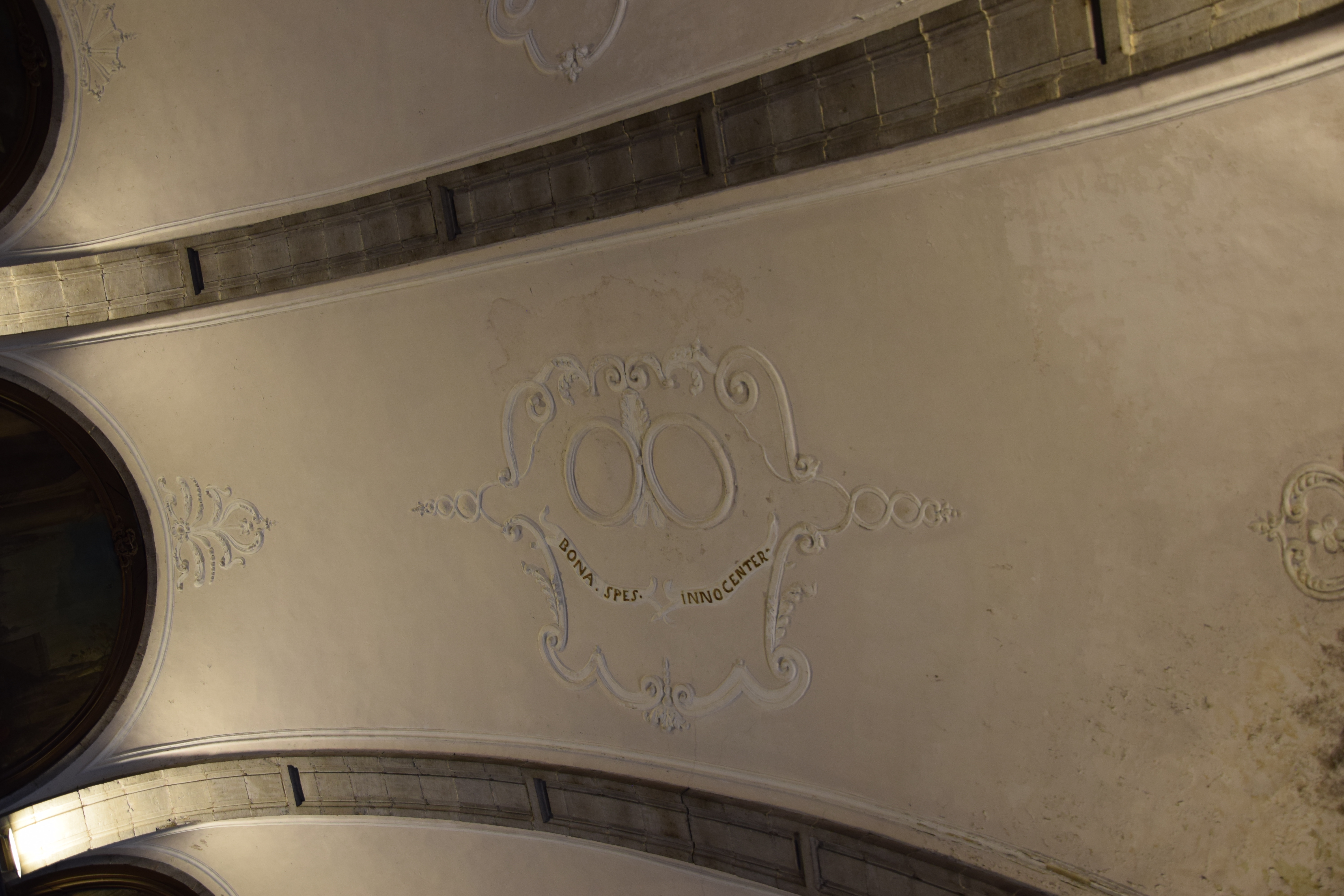
Détail de la voute en anse de panier, avec la devise de l'abbé Petit au centre.

### Le chauffoir
Cette pièce datant du XVIIIe siècle était l'un des rares endroits chauffés dans l'abbaye, comme en témoigne l'imposante cheminée en chêne de style Louis XIV. À l'instar du réfectoire, le chauffoir est couvert de voutes en anse de panier sur des arcdoubleaux de pierre bleue.
Sur les murs, des lambris de chêne encadrent des panneaux vides : ces emplacements étaient probablement recouverts de toiles puisqu'un inventaire effectué en 1796 mentionne la présence de neuf tableaux. Au-dessus de la porte en face de la cheminée ont été ajoutées des armoiries peintes datant du XIXe siècle. Ce sont celles de Gaspar-Joseph Labis, évêque de Tournai (1835-1872), qui a contribué au développement du séminaire et à la création de l'école normale.

### La cuisine

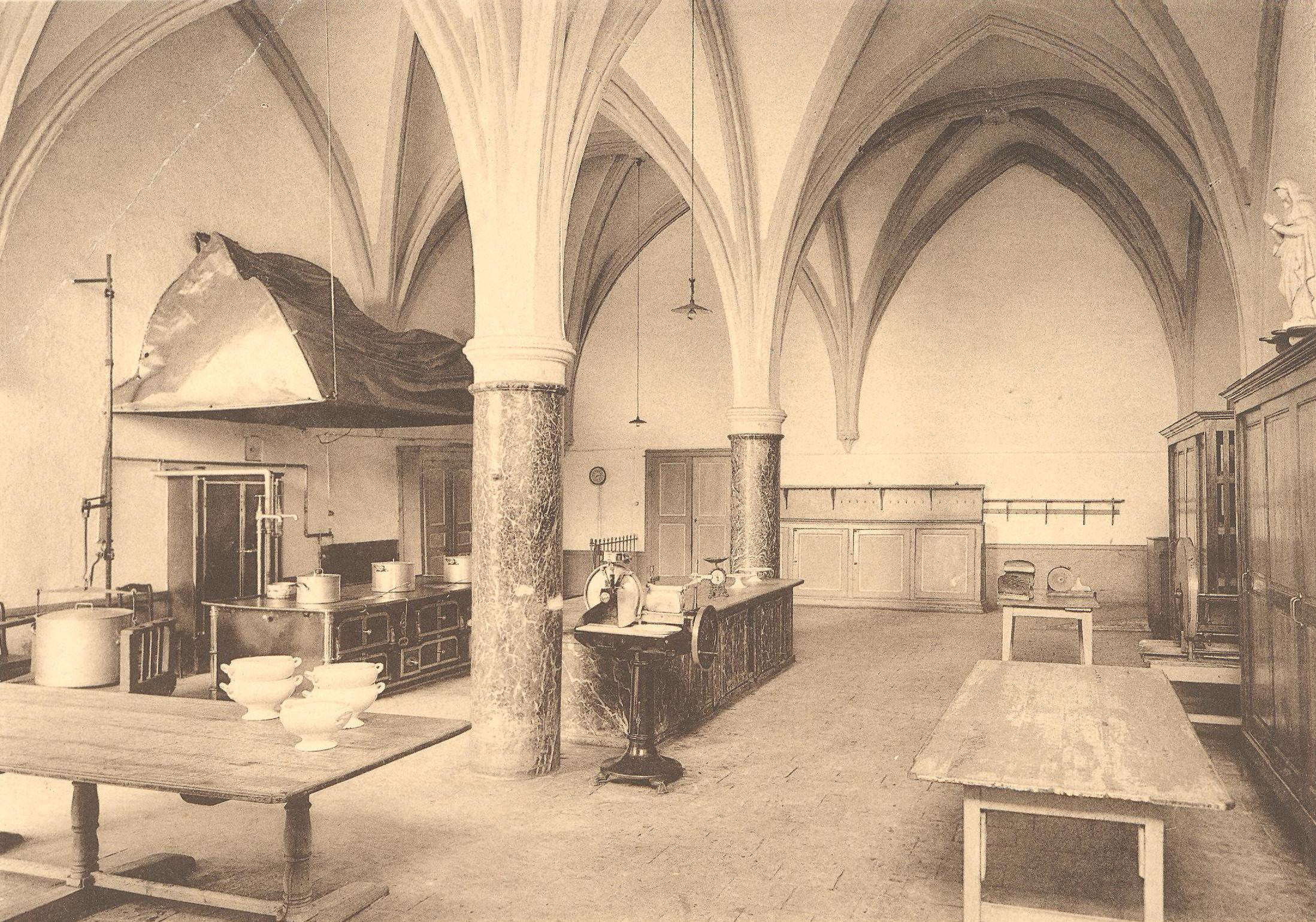
La cuisine (XVIe siècle s.), photo des années 1930.

À l'angle nord-est du cloitre se situe la cuisine, une pièce de style gothique qui date vraisemblablement du XVIe siècle. Deux piliers octogonaux en pierre divisent la pièce en deux vaisseaux de trois travées voutées d'ogives,.
Le niveau actuel du sol de la cuisine n'est pas celui d'origine. En effet, des fouilles entreprises en 1957 ont permis de mettre au jour, 1 m sous l'actuel niveau, un pavement datant de la première moitié du XVIIe siècle. Un pavement plus ancien sur lequel repose la base des colonnes a quant à lui été découvert 1,40 m sous l'actuel niveau,,. Enfin, des vestiges d'une porte ogivale subsistent à l'angle sud-est de la cuisine : elle donnait accès à la chapelle dite du Salve dédiée à la Vierge, bâtie en 1260 et aujourd'hui disparue.

### La salle capitulaire
La salle capitulaire jouxte la galerie est du cloitre. Elle servait de lieu de réunion de la communauté prémontrée, sous la présidence de l'abbé. À Bonne-Espérance, cette salle du chapitre a également servi d'église lors des travaux de reconstruction de l'abbatiale, notamment au début du XVIIe siècle.
Comme le cloitre, la salle capitulaire de Bonne-Espérance est un des rares éléments du XIIIe siècle encore visibles aujourd'hui. Édifiée sous l'abbatiat de Gauthier de Flavenne (1286-1291), cette pièce était à l'origine probablement carrée, comportant trois vaisseaux de trois travées. Seuls subsistent deux vaisseaux de voutes d'ogive quadripartites, reposant sur des piliers fasciculés et des consoles à crochets. Trois baies s'ouvraient sur le cloitre mais ont été fermées ultérieurement par une paroi percée d'une porte et de deux fenêtres. Dans cette paroi, des faisceaux de colonnettes ont pu être dégagés lors de fouilles,.

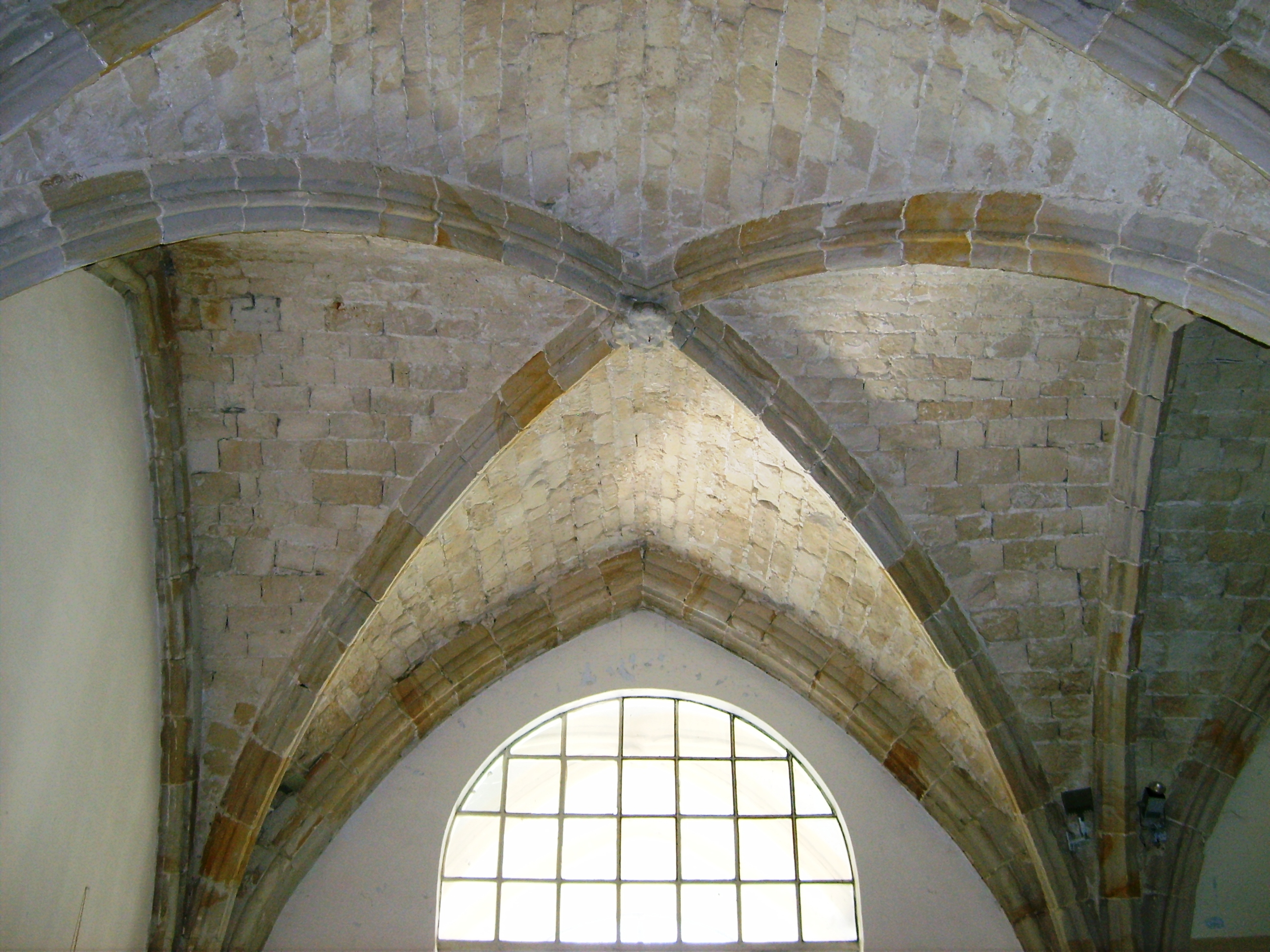
Détail d'une voute d'ogive dans la salle capitulaire.
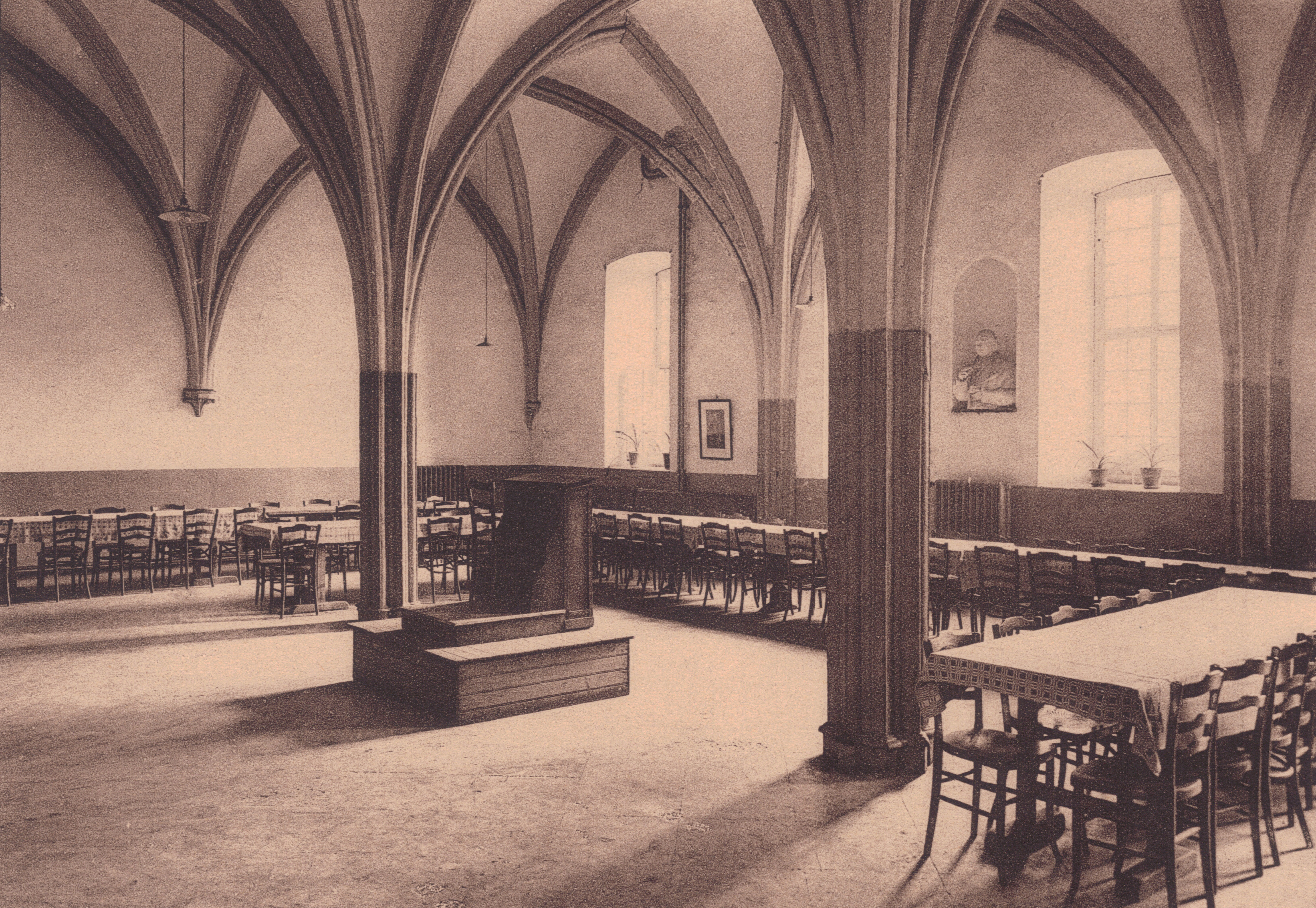
La salle capitulaire (XIIIe s.) photographiée dans les années 1930.
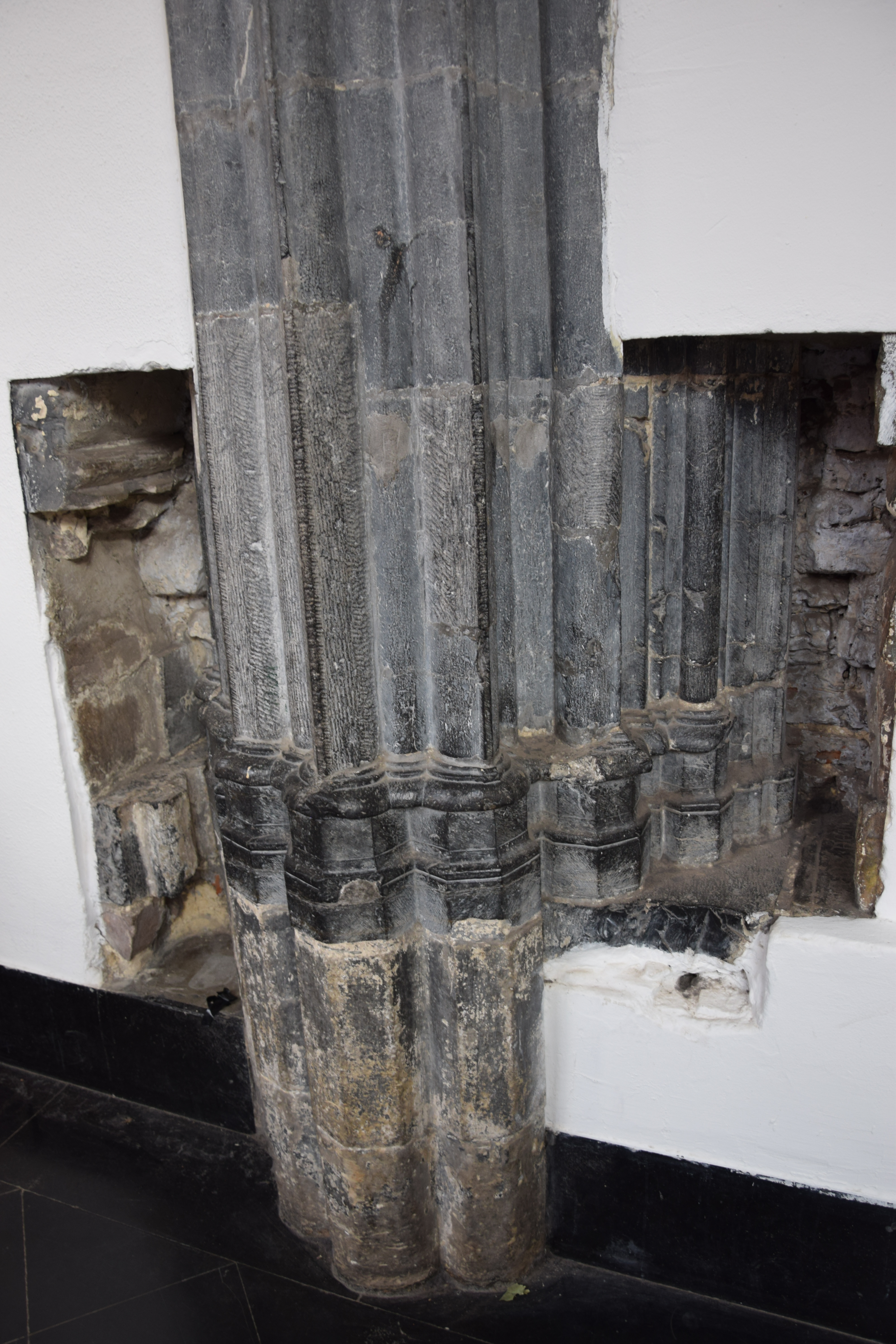
Détail d'une colonne entre le cloitre et la salle capitulaire.

### La basilique

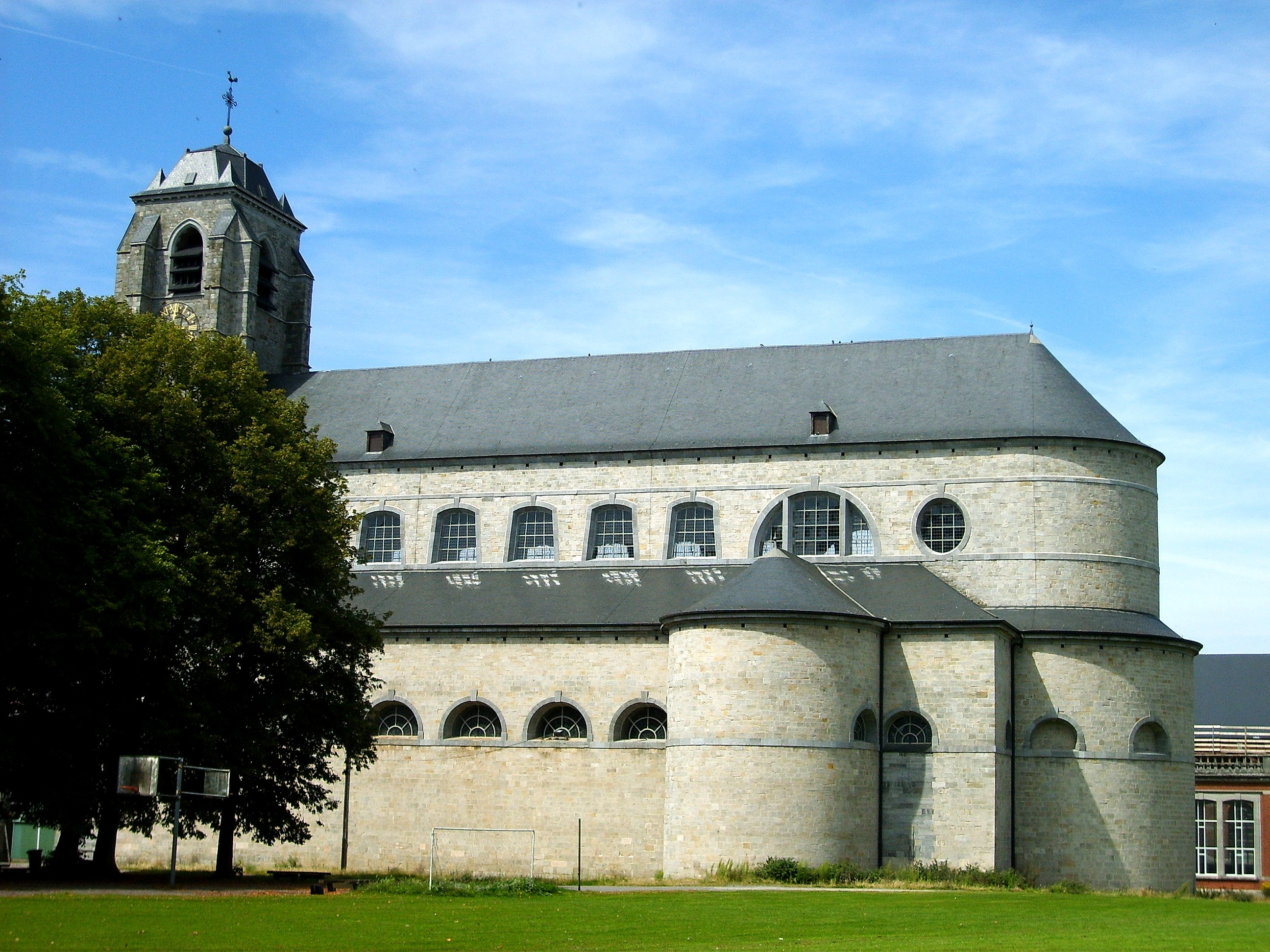
La basilique (1776).

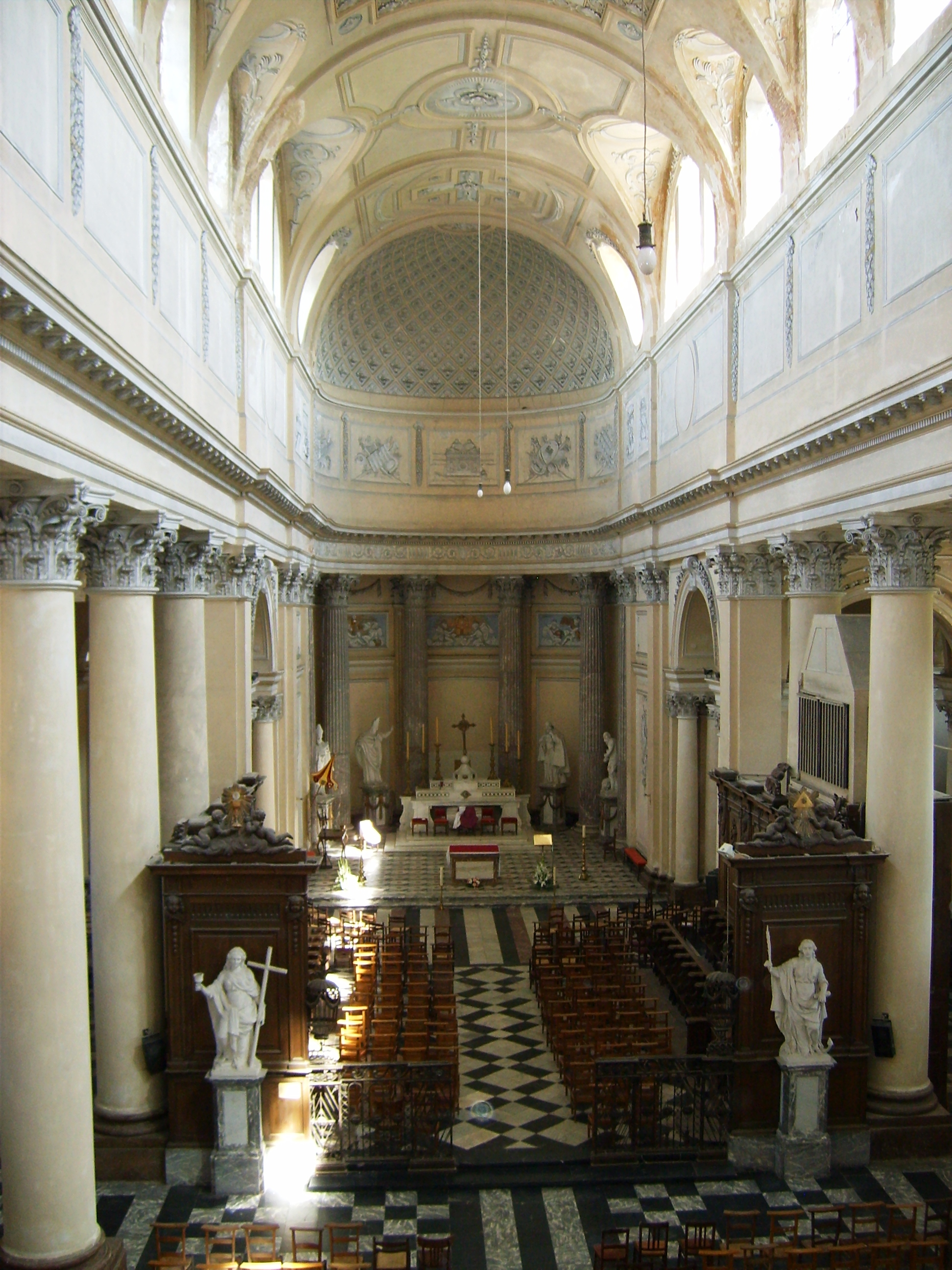
La nef et le chœur.

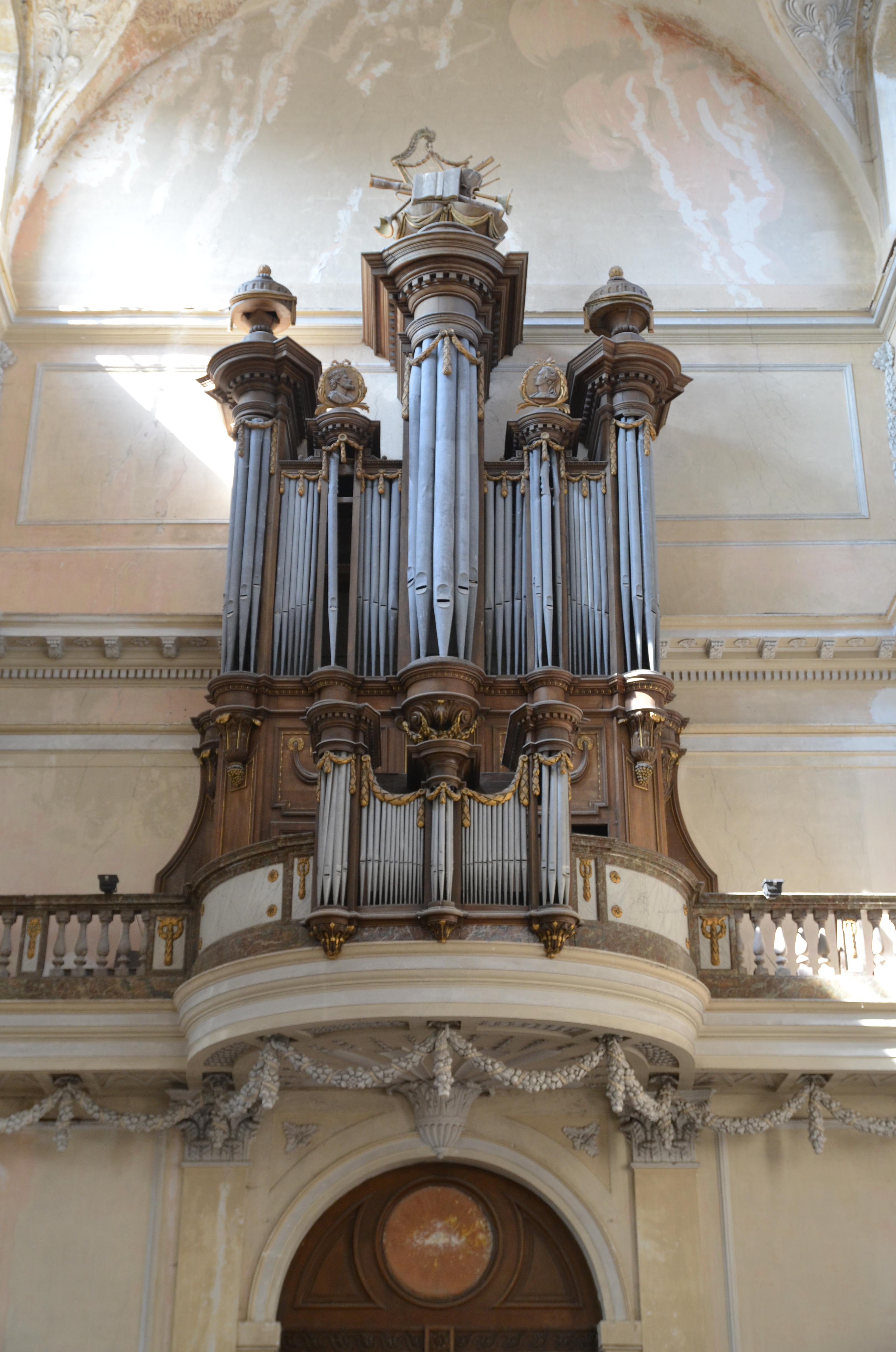
Grandes orgues par Pierre Van Peteghem.

#### Histoire
La première abbatiale de style roman, dont il ne subsiste aucun vestige, est érigée à partir de 1132. On y ajoute une tour en 1212. En 1266, la première église est remplacée par une construction de style gothique et seule la tour initiale est conservée. La deuxième abbatiale est achevée en 1274 et consacrée la même année par Enguerrand, évêque de Cambrai.
Plusieurs éléments de cette deuxième église sont toujours présents. Une campagne de fouilles, effectuée dans l’entre-deux-guerres et approfondie dans les années 1950, a notamment mis au jour les fondations du déambulatoire et des chapelles rayonnantes du chœur au chevet de l’actuelle basilique. Enfin, à l'avant subsistent des vestiges du transept et des collatéraux nord et sud.
La tour construite en 1212 s'effondre en 1277, détruisant une partie de la toute nouvelle nef. Plusieurs siècles plus tard, sous l'abbatiat d'Antoine de Merdorp (c. 1473-1495), la nef est réduite de plusieurs travées et une nouvelle tour gothique (le clocher actuel) est érigée et surmontée d'une flèche,. Le 10 novembre 1568, l'abbatiale gothique est incendiée et en grande partie détruite : seules les cinq chapelles rayonnantes et la tour restent relativement intactes. Une campagne de reconstruction est entreprise au siècle suivant, grâce à la générosité des archiducs Albert et Isabelle.
En 1770, des plans sont demandés à l'architecte Laurent-Benoît Dewez pour la construction d'une troisième abbatiale de style néoclassique, dont les travaux s'achèvent en 1776. Consacrée seulement le 10 juin 1930, l'abbatiale Notre-Dame de Bonne-Espérance reçoit, le 26 avril 1957, le titre de basilique mineure du pape Pie XII.

#### Architecture
D'un point de vue architectural, l'abbatiale de style néoclassique mesure 58 m de long et 23 m de large pour les nefs. Elle comporte une nef de sept travées, des bas-côtés, un transept, un chœur et un faux déambulatoire. Les baies de la nef centrale présentent des linteaux bombés, tandis que celles des bas-côtés, du transept et du chœur forment des arcs en demi-lune. La nef centrale est couverte par une voute en berceau et délimitée par des colonnes corinthiennes. Les bas-côtés, de même que le transept, sont délimités par des arcs en plein cintre. L'abside du chœur présente six colonnes corinthiennes à fût en marbre rouge et à chapiteau en marbre gris.

#### Décoration
Datant de 1779, l'autel majeur du chœur en marbre blanc est l’œuvre de l'architecte Louis Montoyer. La nef centrale est garnie de stalles en chêne, surmontées de médaillons. Ces bas-reliefs sont l’œuvre du sculpteur marseillais établi à Bruxelles, Augustin Ollivier et représentent les douze Apôtres. Enfin, une grille de métal, ouvrage de ferronnerie, clôture ces stalles.
Douze statues de stuc coulées par Joseph Fernande en 1789 occupent les niches des bas-côtés. Deux autres du même sculpteur jouxtent les stalles. Par ailleurs, plusieurs statues d'Augustin Ollivier ornent le chœur de la basilique, là où Joseph Fernande a également sculpté plusieurs bas-reliefs. Enfin, sur un autel du transept trône la statue en pierre blanche de Notre-Dame de Bonne-Espérance, qui date vraisemblablement du milieu du XIVe siècle,.

#### Orgues
La basilique abrite deux orgues. L'orgue installé à la tribune est conçu en 1768 par Pierre Van Peteghem. Initialement livré à l'abbaye d'Affligem, qui est supprimée après la Révolution française, il est ensuite démonté puis remonté dans la cathédrale Notre-Dame de Tournai. En 1851, on livre un nouvel orgue à la cathédrale. Celui de Van Peteghem est donc démonté à nouveau et arrive en 1865 à Bonne-Espérance pour être installé dans un buffet déjà en place, préalablement construit par Adrien Rochet (nl) en 1784 et vidé par les révolutionnaires. En 1900, on décide d'installer dans la basilique un deuxième instrument, un orgue de chœur construit par Pierre Schyven, laissant à l'abandon l'orgue de Van Peteghem.

### La sacristie
Indépendante de la basilique, la sacristie de style Louis XVI est construite en 1775 par Laurent-Benoît Dewez. Elle présente un plan octogonal, même si le volume total du bâtiment au sol est carré. Chaque paroi est percée au-dessus d'une baie alternativement ronde ou quadrangulaire et une fenêtre en plein cintre supplémentaire fait face à la porte d'entrée. Cette dernière, fabriquée en chêne, est surmontée d'un fronton triangulaire et mène à l'ambulacre qui la relie à la basilique. Aux angles, des pilastres à chapiteau ionique supportent une corniche moulurée.
En 2013, un espace muséal est inauguré dans cette ancienne sacristie, à la suite de la décision du diocèse de Tournai de créer un « Centre d'histoire et d'art sacré en Hainaut » (CHASHa) à Bonne-Espérance.

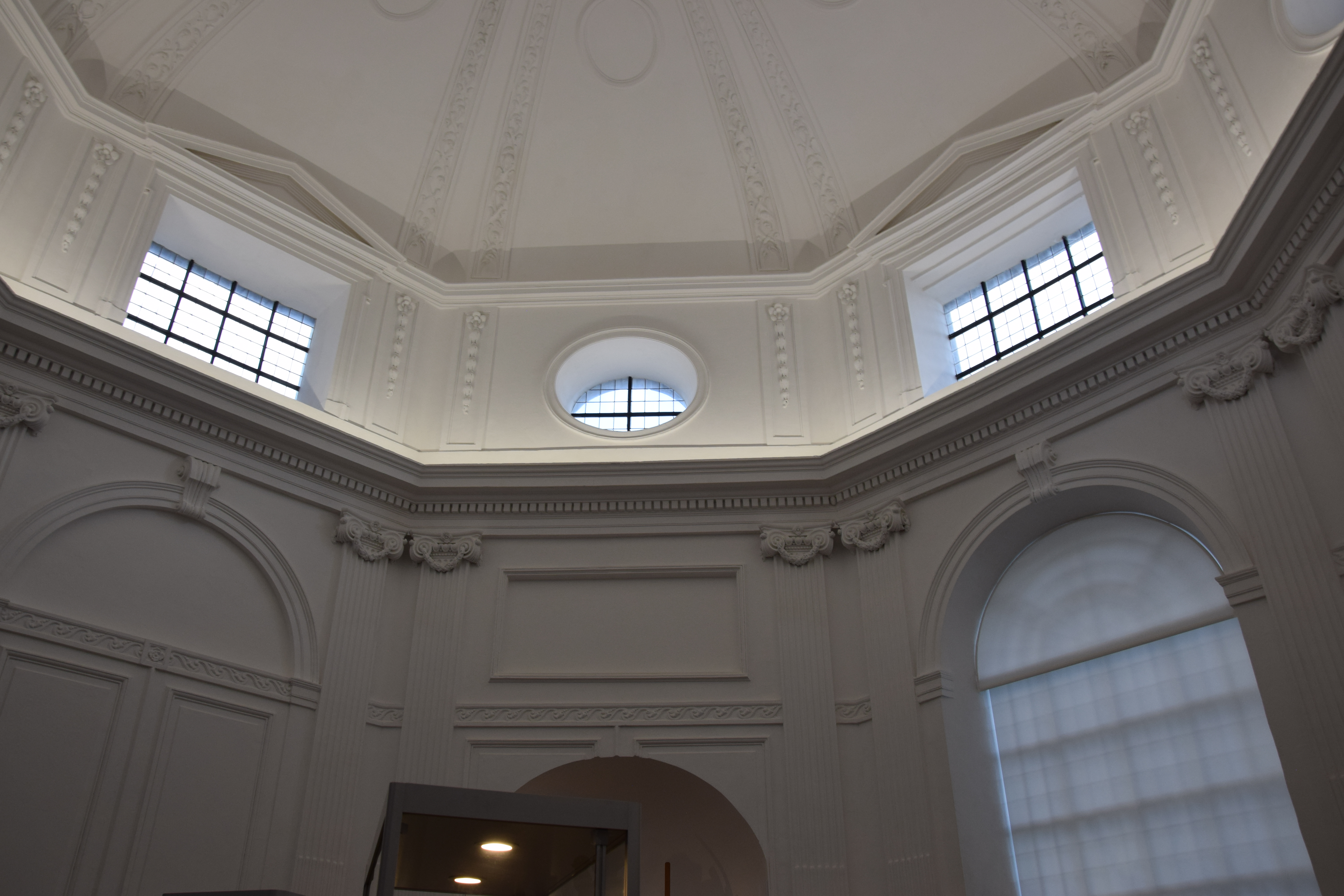
L'intérieur de la sacristie.
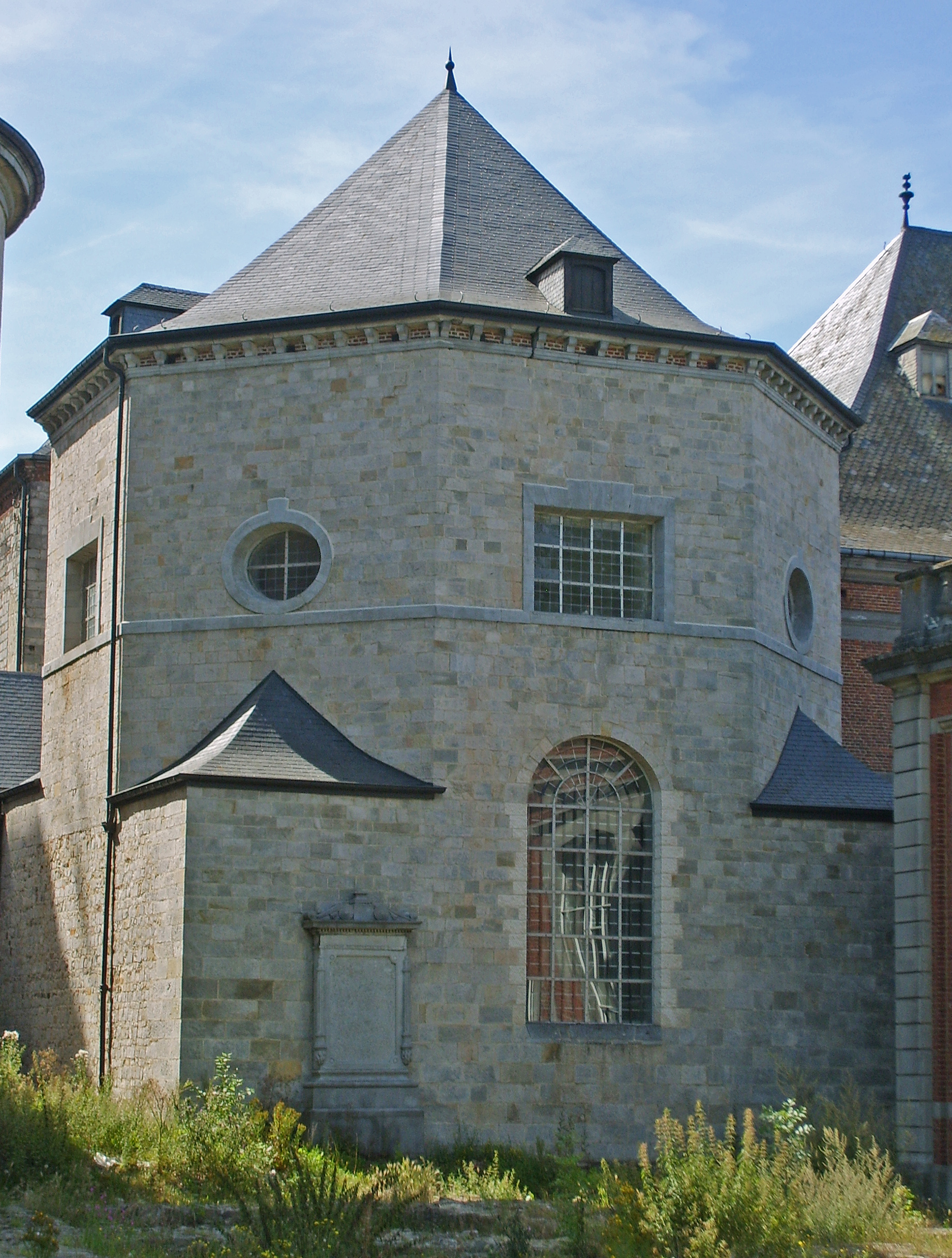
Vue extérieure de la sacristie.

### L'ancienne infirmerie et sa chapelle

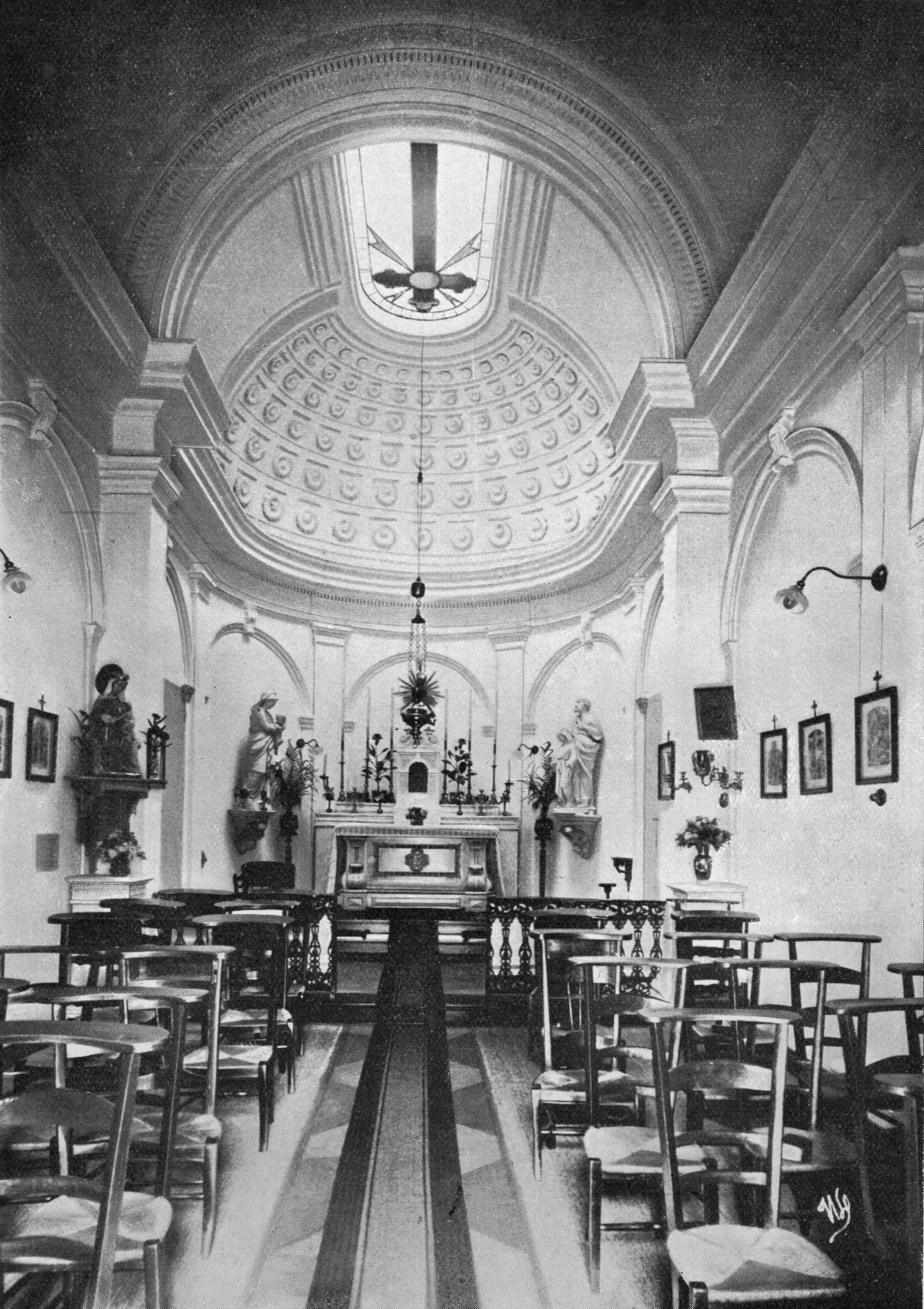
La chapelle de l'infirmerie (1791), dernier bâtiment construit avant la suppression de l'abbaye.

L'existence d'une infirmerie est attestée dès le XIIIe siècle. En effet, la prélature de Jean de Moustier (1253-c. 1270) a commencé par la construction de plusieurs édifices, parmi lesquels la chapelle de l'infirmerie et l'infirmerie elle-même, reliée à la cuisine par un « petit cloitre ». Ravagée par l'incendie de 1568, cette infirmerie a été restaurée l'année suivante et existait encore au début du XVIIIe siècle.
Ce bâtiment a été remplacé en 1789 par celui qui se trouve encore aujourd'hui derrière la cuisine. Il s'agit d'un bâtiment rectangulaire sur deux niveaux, recouvert d'un toit à la Mansart. Chaque niveau comporte quatre pièces reliées entre elles par un long couloir : deux d'entre elles comportent encore une cheminée en marbre de style Louis XVI.
La chapelle (1791) greffée à l'est de la façade de l'infirmerie est la toute dernière construction entreprise avant le départ des chanoines. De forme pentagonale vue de l'extérieur, elle présente à l'intérieur une voute en cul-de-four gaufrée de caissons en stuc. Une tribune permet de suivre l'office depuis l'étage. Enfin, l'autel de marbre blanc date lui de la fin du XIXe siècle.

### L'ancienne basse-cour

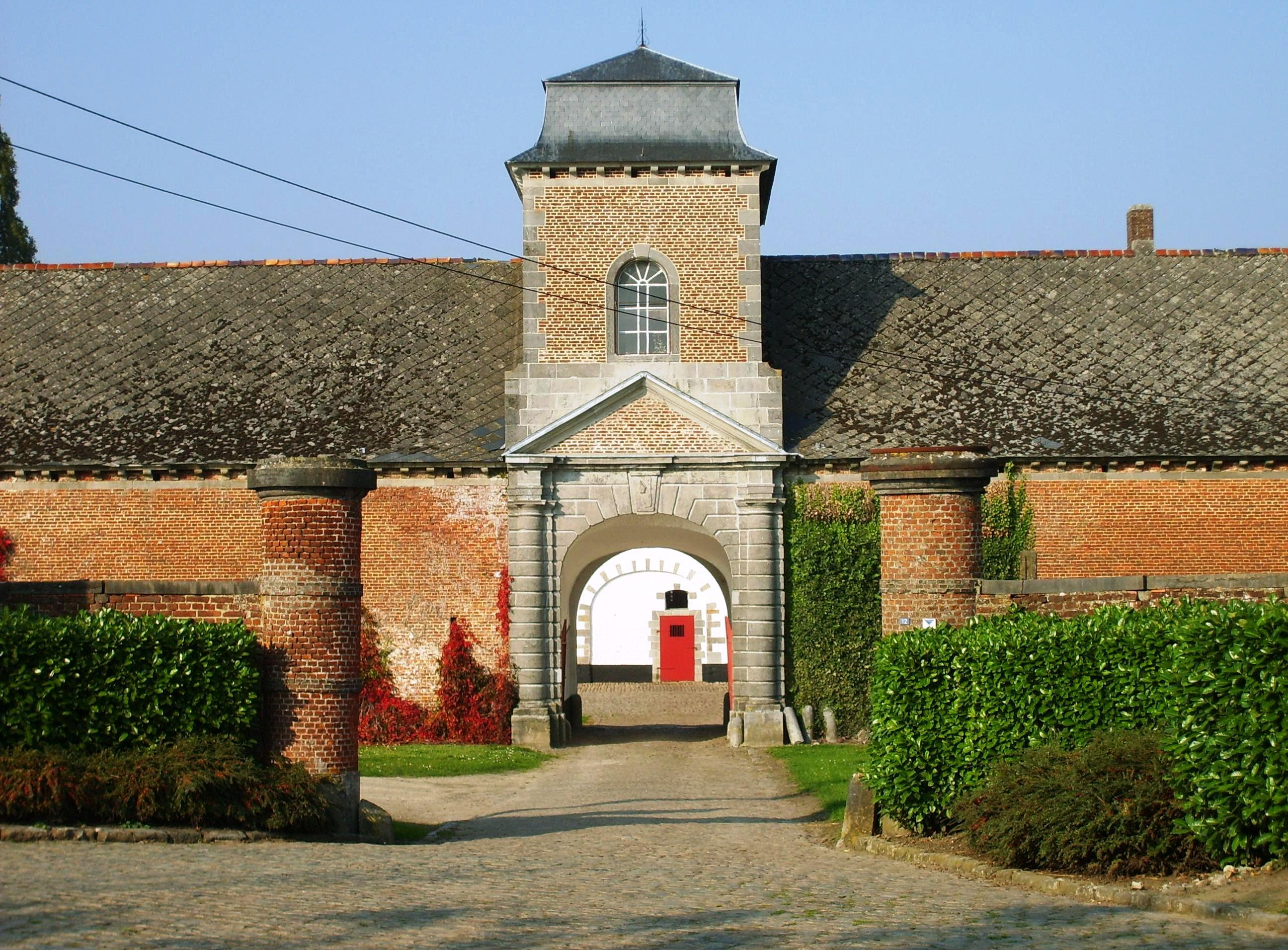
Entrée de l'ancienne basse-cour (1766-1767) ; portail du XVIIe siècle s.

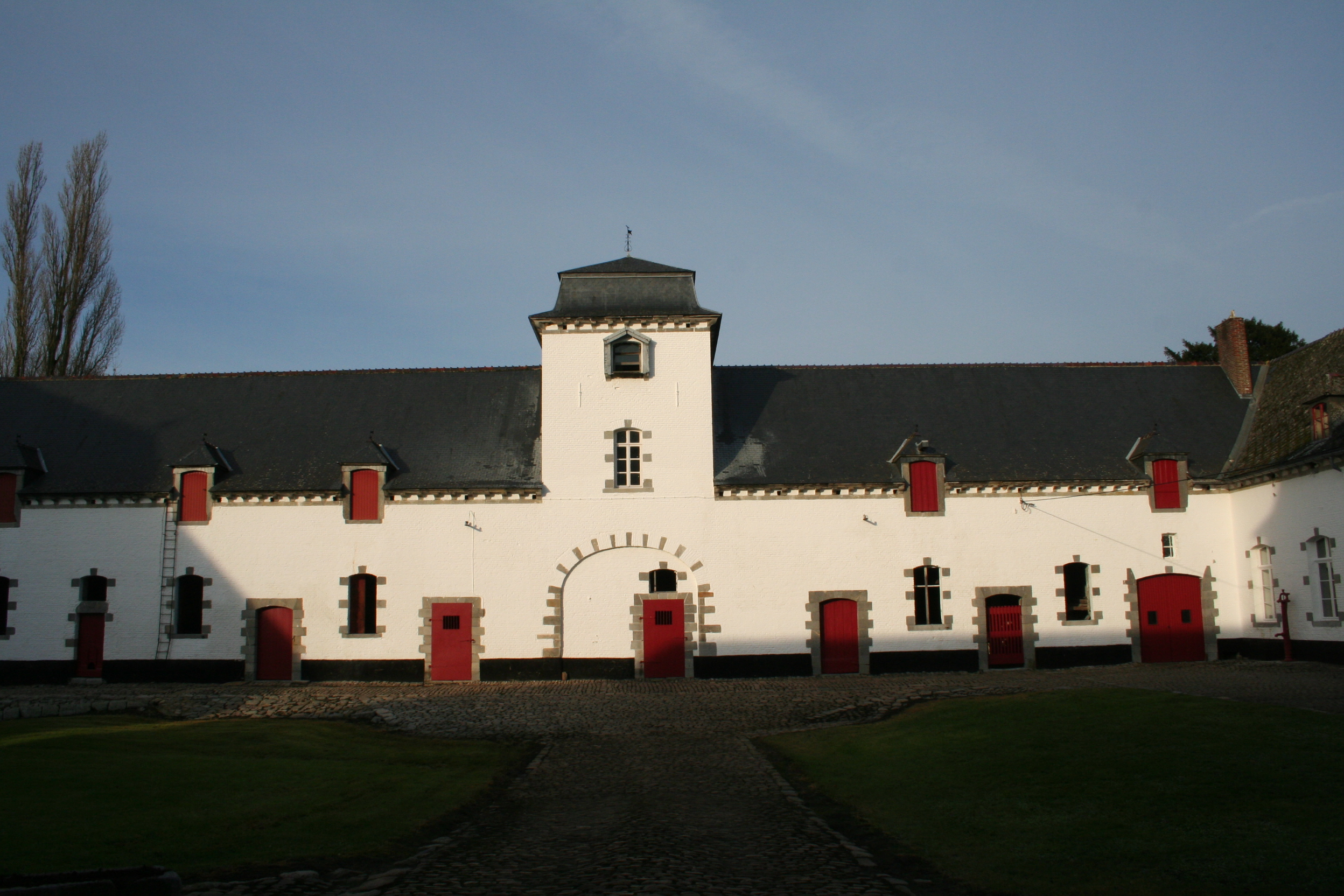
Façade intérieure nord.

Le statut de « patrimoine immobilier exceptionnel de la Région wallonne » attribué aux bâtiments historiques de l'abbaye de Bonne-Espérance inclut également la ferme abbatiale ou basse-cour située à droite en entrant dans le jardin botanique. Cette ferme en quadrilatère construite en briques et en pierre de taille calcaire date de 1766-1767.
Les côtés nord et sud abritent d'anciennes étables et comportent chacun une tour-porche couverte d'un toit à la Mansart. Le porche nord donnait autrefois accès aux autres bâtiments abbatiaux et répond au bâtiment situé de l'autre côté du jardin botanique. Parallèle au porche nord, le porche sud à l'entrée de la ferme est orné d'un portail de réemploi d'ordre toscan datant du XVIIe siècle, frappé du blason de l'abbé Augustin de Felleries (1642-1671). Enfin, une vaste grange à deux portes charretières en anse de panier ferme le côté ouest de l'ancienne basse-cour.

### La chapelle de Louis XI

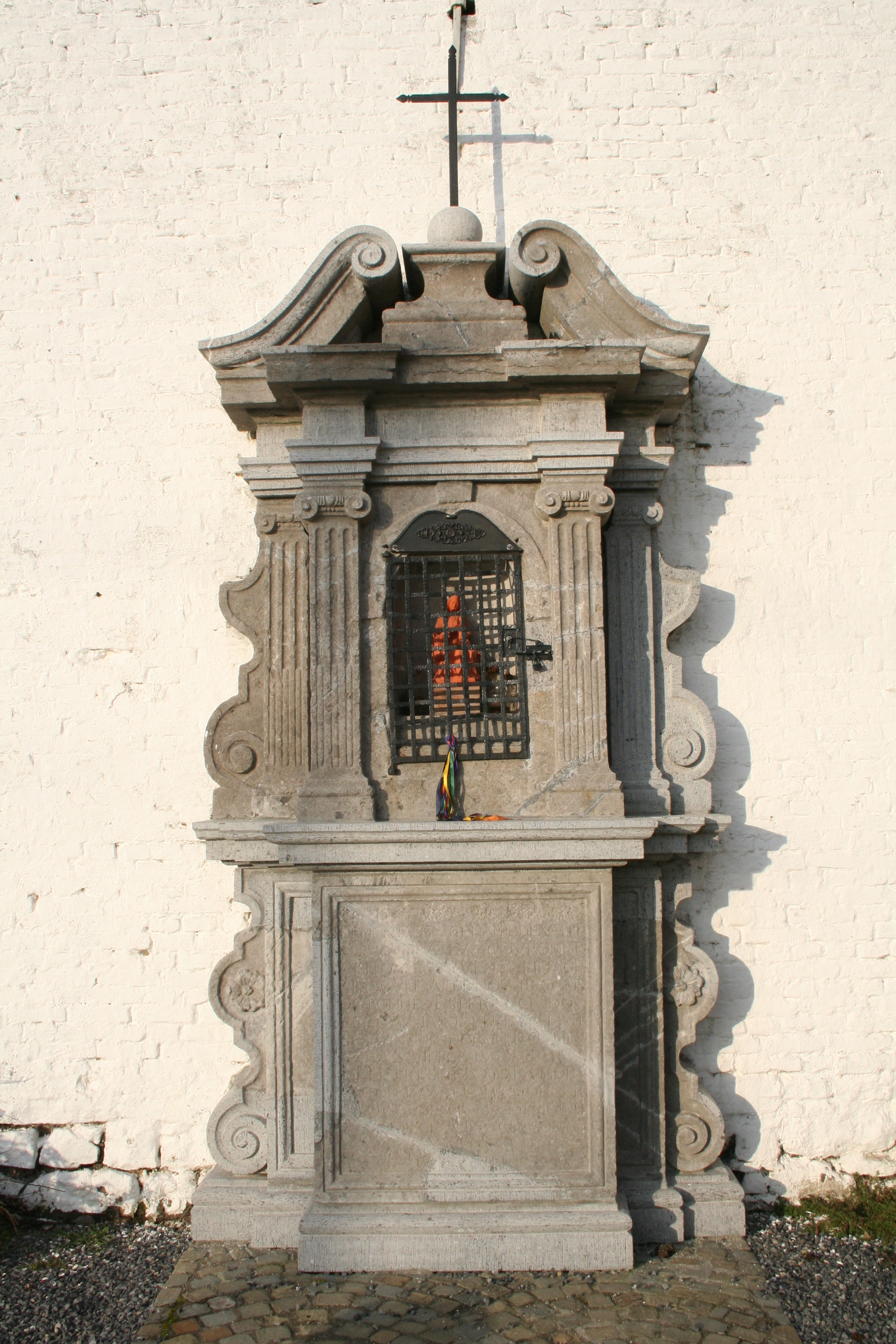
La chapelle de Louis XI (1704).

L'oratoire qui se trouve aujourd'hui à l'entrée de l'abbaye date de 1704 et remplace une construction précédente, initialement située à quelques centaines de mètres de là, en bordure du chemin menant à Binche. En 1457, le dauphin de France, futur roi Louis XI, est alors en exil dans le duché de Brabant. Selon la légende, il s'endort un jour non loin de Bonne-Espérance et la Vierge lui apparait en rêve. Elle lui révèle qu'on cherche à le ramener en France et qu'il recevra un manteau royal recouvert de poison. Lorsqu'il reçoit ce cadeau, ses serviteurs posent le vêtement sur un chien qui meurt aussitôt. La chapelle est donc érigée pour commémorer la protection de Louis XI, qui, par la suite, offre 3 700 couronnes d'or à l'abbaye.
Sur la chapelle est gravée l'inscription suivante :

« LOVIS XI ROY DE FRANCE
DEMEVRANT A GENAPPE DEVANT
PARVENIR A LA COVRONNE
VISITOIT SOVVENT LIMAGE
MIRACVLEVSE DE NOSTRE-DAME
DE BONNE-ESPERANCE DOV
RETOVRNANT EN LAN 1461
SESTANT ENDORMI EN CE LIEV
CY LA S. VIERGE LVY APPARVT
ET LE PRESERVA DE LA MORT
QVON LVI ALLOIT DONNER
PAR DV POISON EN MEMOIRE
DVQVEL MIRACLE ON
A ICY MIT CETTE
CHAPELLE,,. »

### Le moulin à eau
L'existence d'un moulin à l'intérieur de l'enclos est attestée dès la fondation de l'abbaye. L'actuel moulin, situé en bordure du grand étang, date vraisemblablement du XIXe siècle. Selon Gérard Bavay, « [l]e moulin de l'abbaye a été construit (ou seulement agrandi) en 1860. Il a alors remplacé une construction antérieure ».
Sur le plan architectural, le moulin se compose d'une partie gauche comportant quatre travées et d'une partie droite, plus haute, composée de sept travées sous arc cintré.

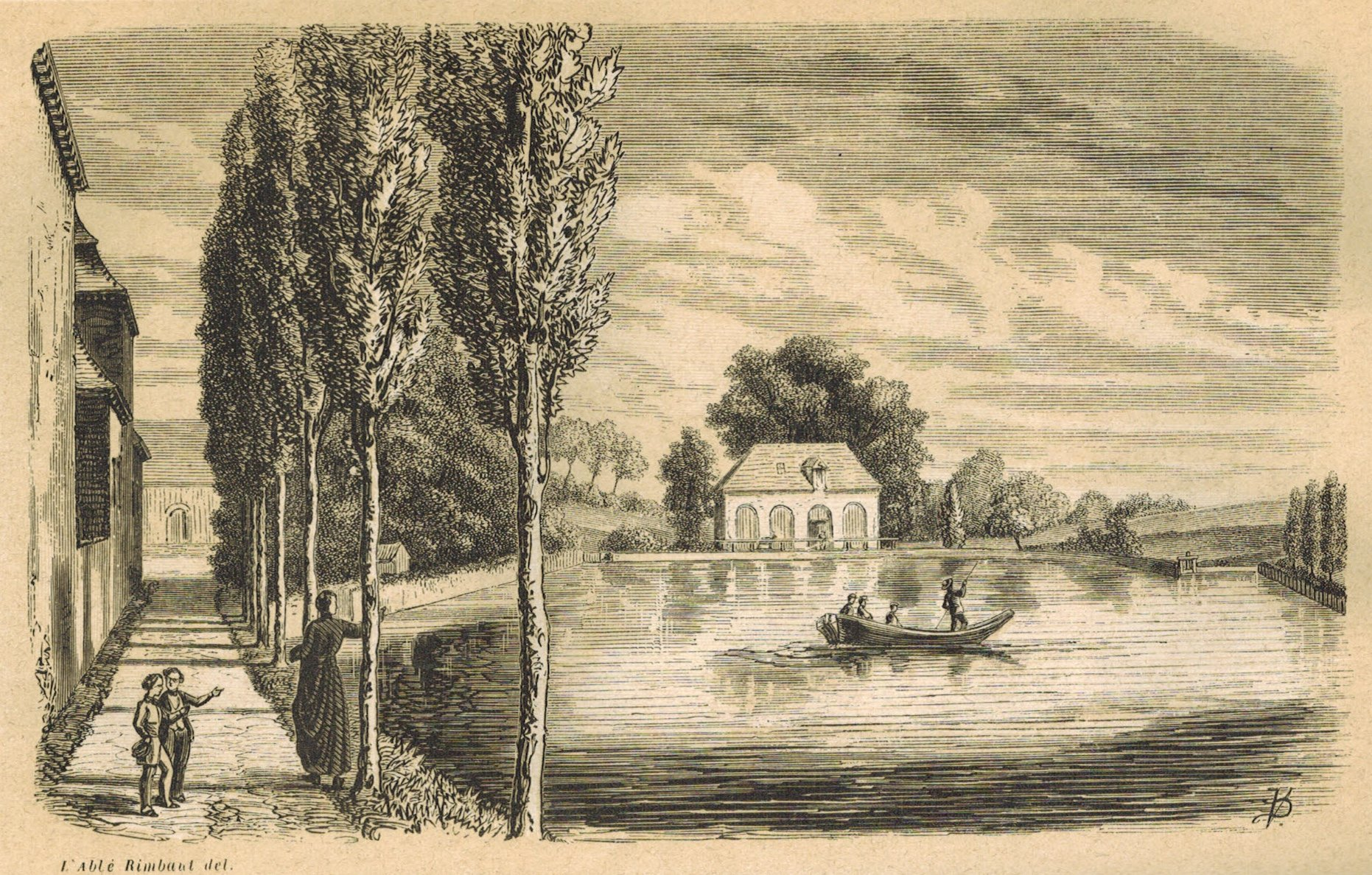
Gravure de l'étang et du moulin (1857).
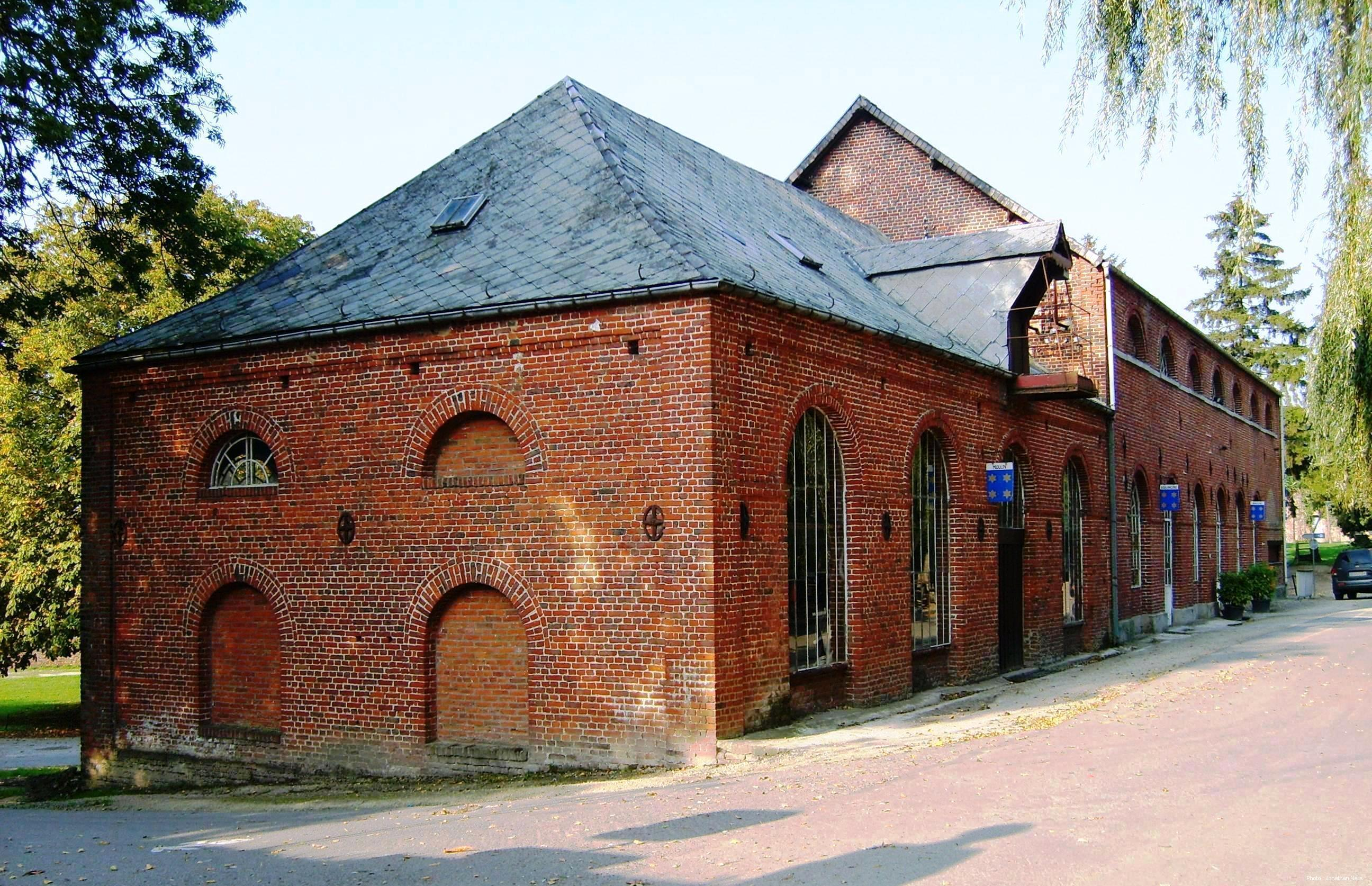
Le moulin en 2006.

### Architecture propre aux besoins de l'école
Aux XIXe et XXe siècles, le petit séminaire s'est doté d'une série de nouveaux bâtiments nécessaires à la vie scolaire de l'institution. Une première salle des fêtes, devenue salle de jeux et réfectoire des externes, est construite entre 1857 et 1858 dans un style éclectique. D'autres annexes sont construites dans les années 1930 : chapelle destinée aux séminaristes, salles d'études et locaux. Une piscine couverte est construite en 1969.

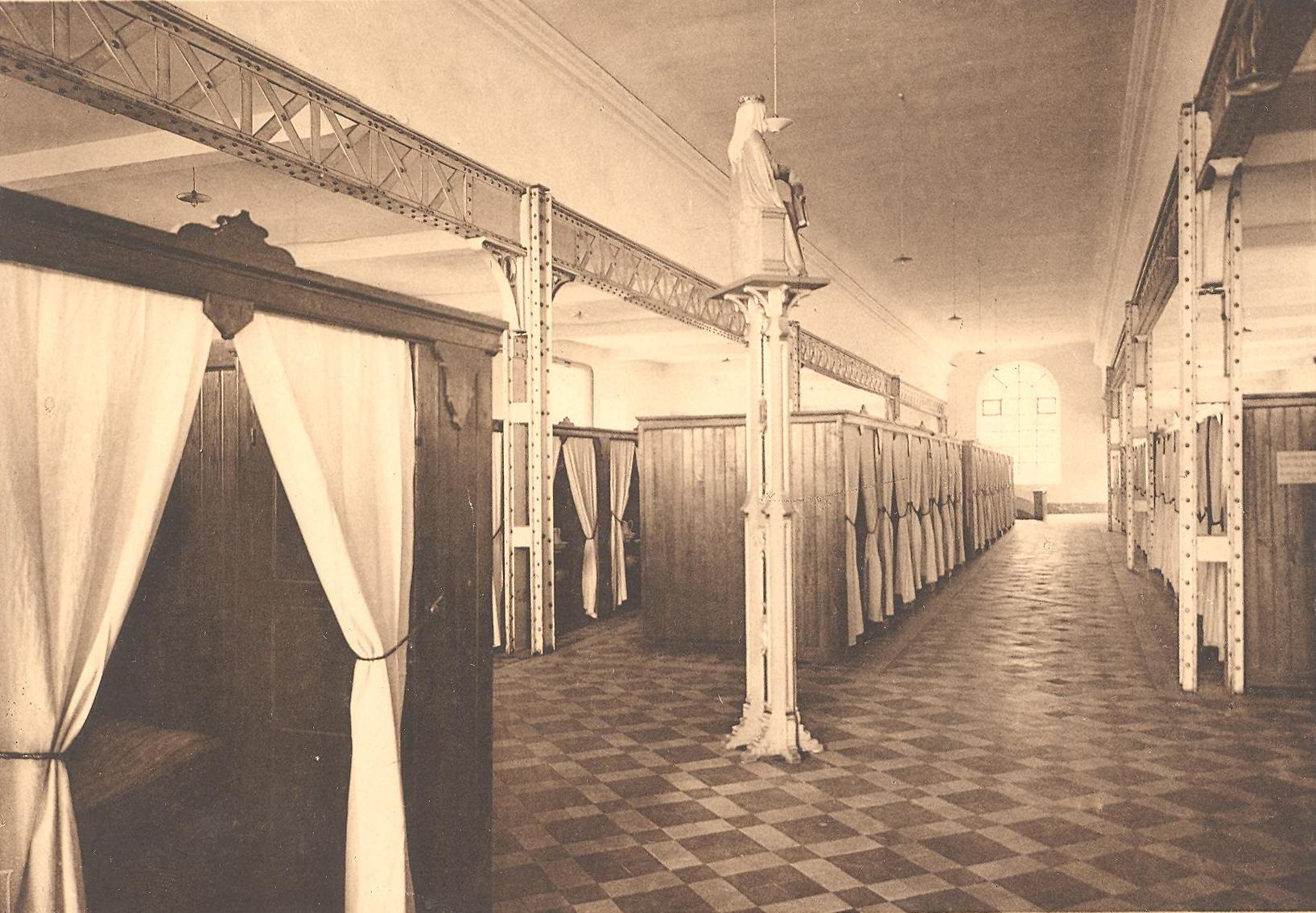
Un ancien dortoir de l'internat.
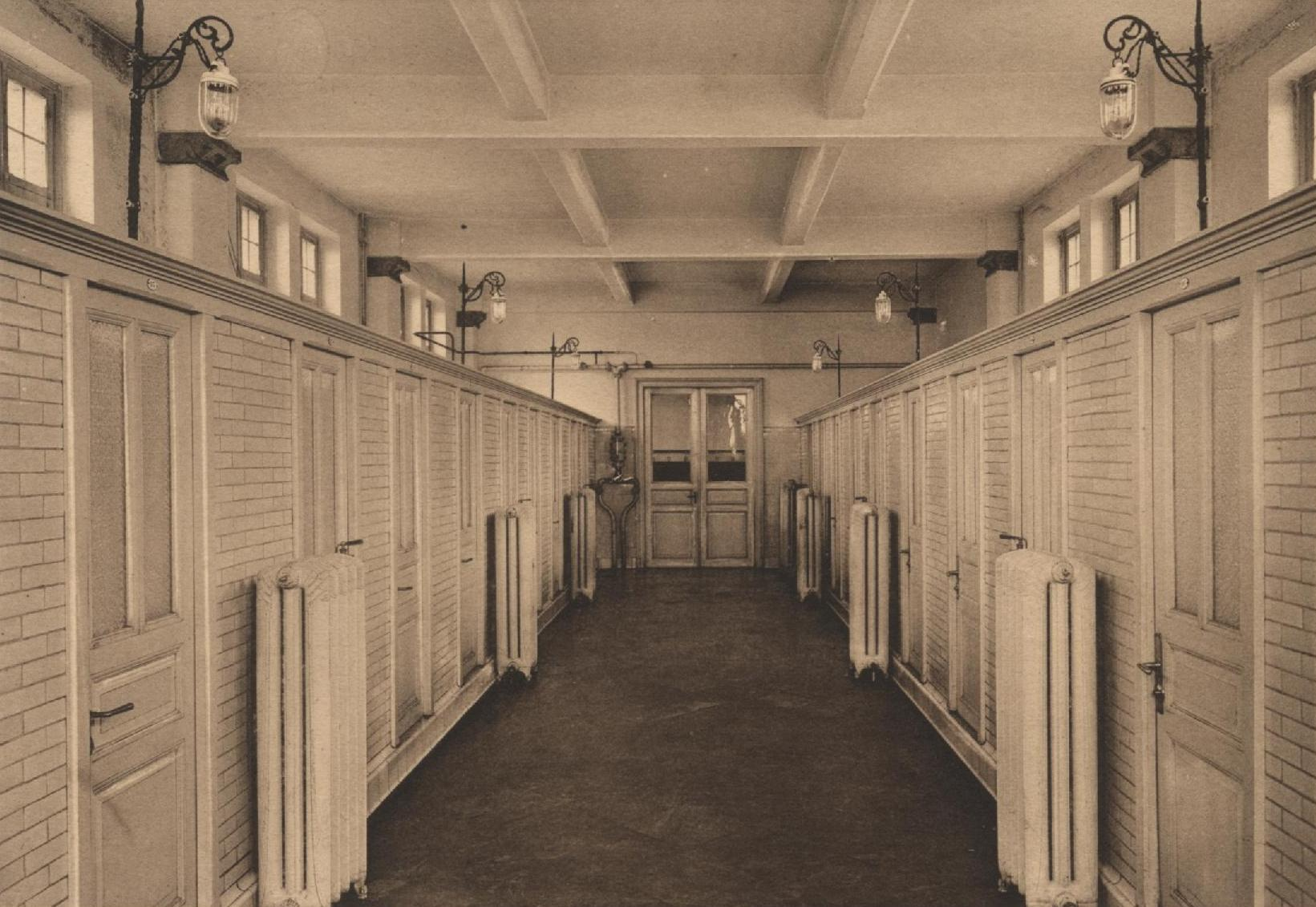
Les douches de la piscine.
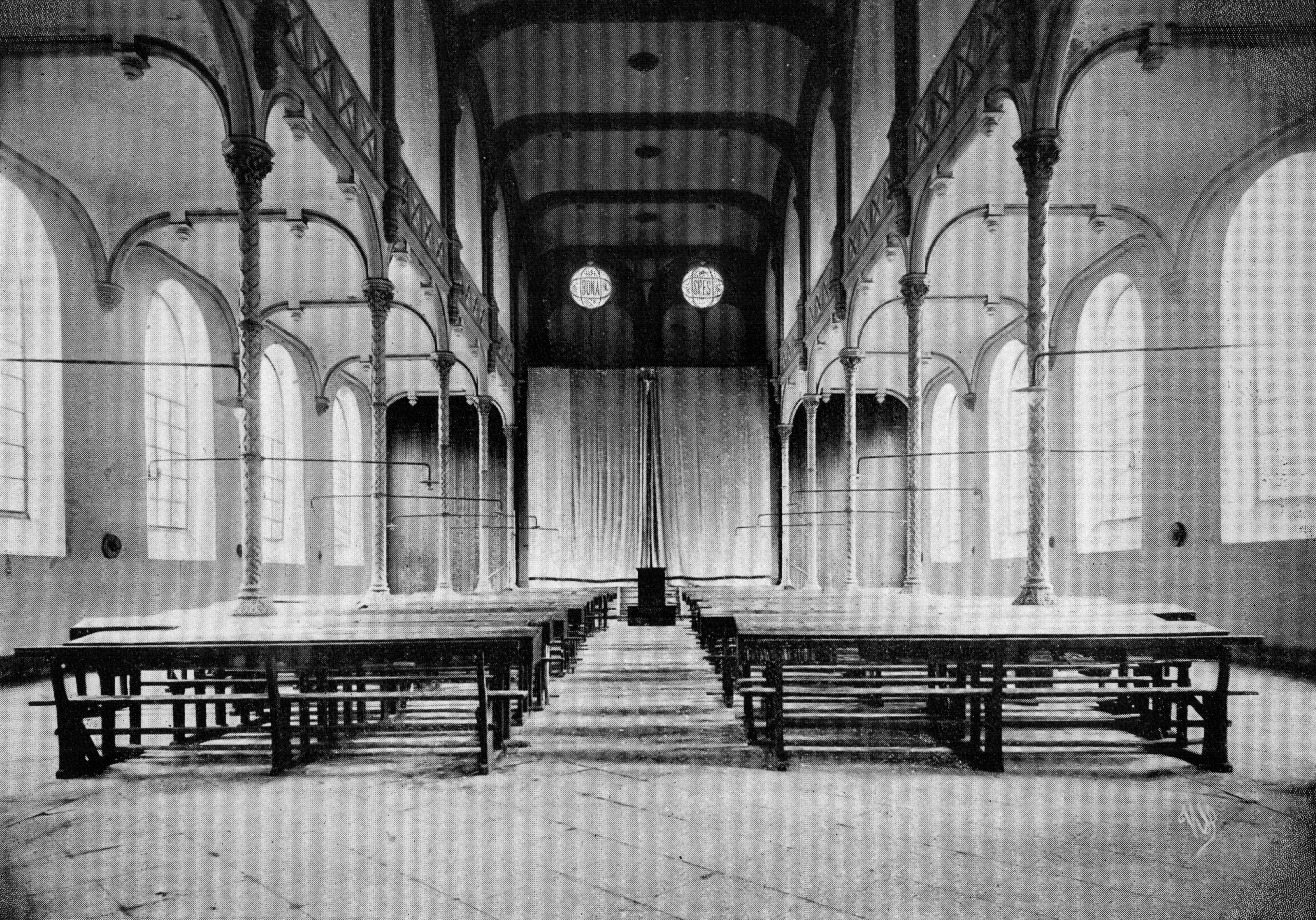
La salle des fêtes.
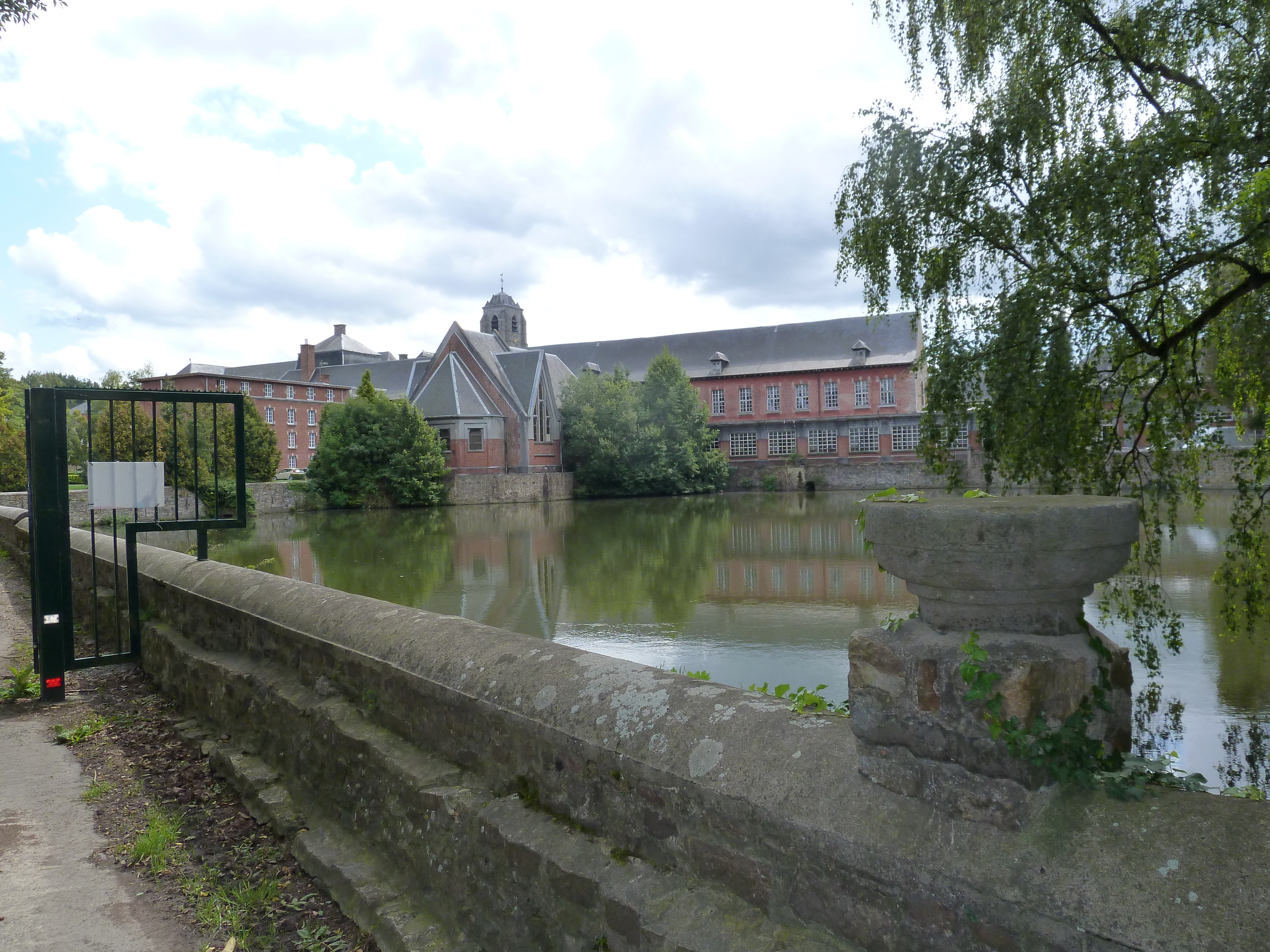
La chapelle des Philosophes et l'internat.

## Fête de la moisson de Bonne-Espérance
La fête de la moisson de Bonne-Espérance a lieu chaque année depuis 1994 le dernier week-end d'aout au sein et aux alentours de l'abbaye. C'est l'événement à caractère agricole le plus important du Hainaut, attirant entre 15 000 et 20 000 visiteurs. Le principal intérêt de cette manifestation est l'exposition de nombreux tracteurs et machines agricoles, dont certains ont plus de cinquante ans. La fête fait aussi l'objet d'animations, de spectacles et d'un marché de produits artisanaux où les visiteurs peuvent déguster du fromage et de la bière, produits de Bonne-Espérance.

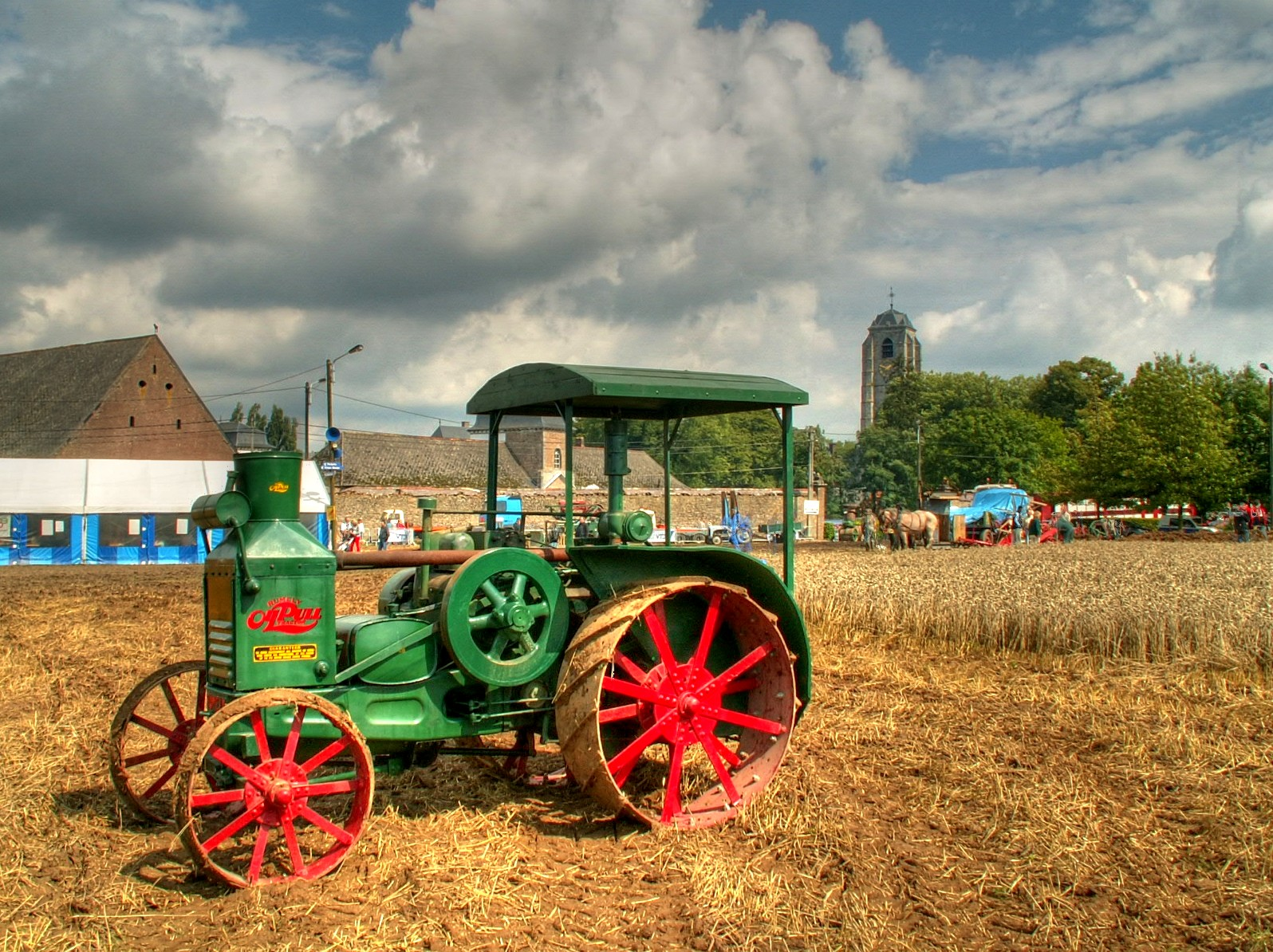
Tracteur exposé lors la fête de la moisson.
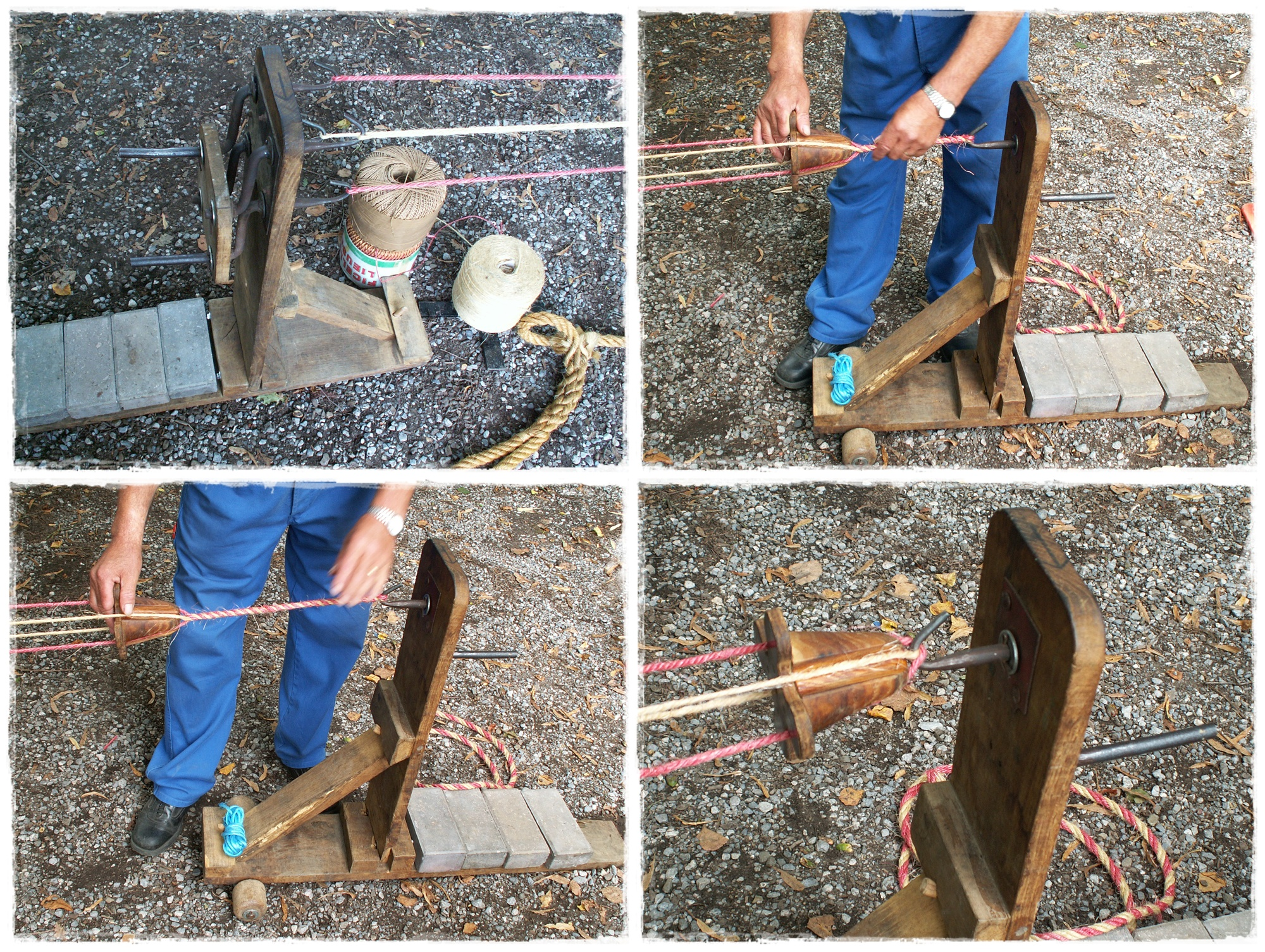
Tressage artisanal d'une corde.